# Kalendarium inwazji Rosji na Ukrainę – sierpień 2024
| 2022        | 2023        | 2024        | 2025        |
| ----------- | ----------- | ----------- | ----------- |
| –           | styczeń     | styczeń     | styczeń     |
| luty        | luty        | luty        | luty        |
| marzec      | marzec      | marzec      | marzec      |
| kwiecień    | kwiecień    | kwiecień    | kwiecień    |
| maj         | maj         | maj         | maj         |
| czerwiec    | czerwiec    | czerwiec    | czerwiec    |
| lipiec      | lipiec      | lipiec      | lipiec      |
| sierpień    | sierpień    | sierpień    | sierpień    |
| wrzesień    | wrzesień    | wrzesień    | wrzesień    |
| październik | październik | październik | październik |
| listopad    | listopad    | listopad    | listopad    |
| grudzień    | grudzień    | grudzień    | grudzień    |

## Sierpień 2024

### 1 sierpnia

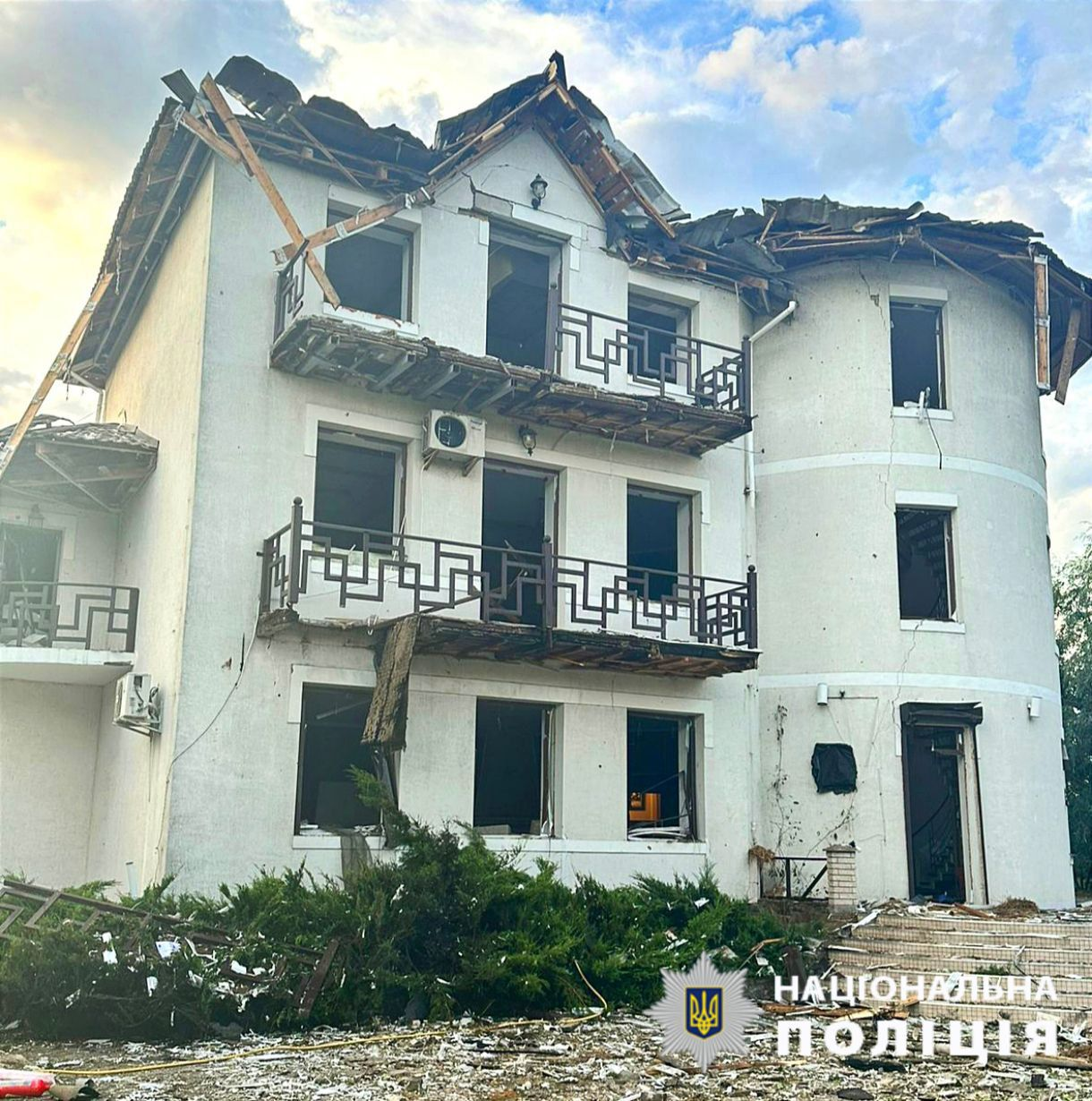
Dom w obwodzie kijowskim, uszkodzony podczas porannego rosyjskiego ataku dronów. Uszkodzone zostały dwa domy, a dwie osoby zostały ranne.

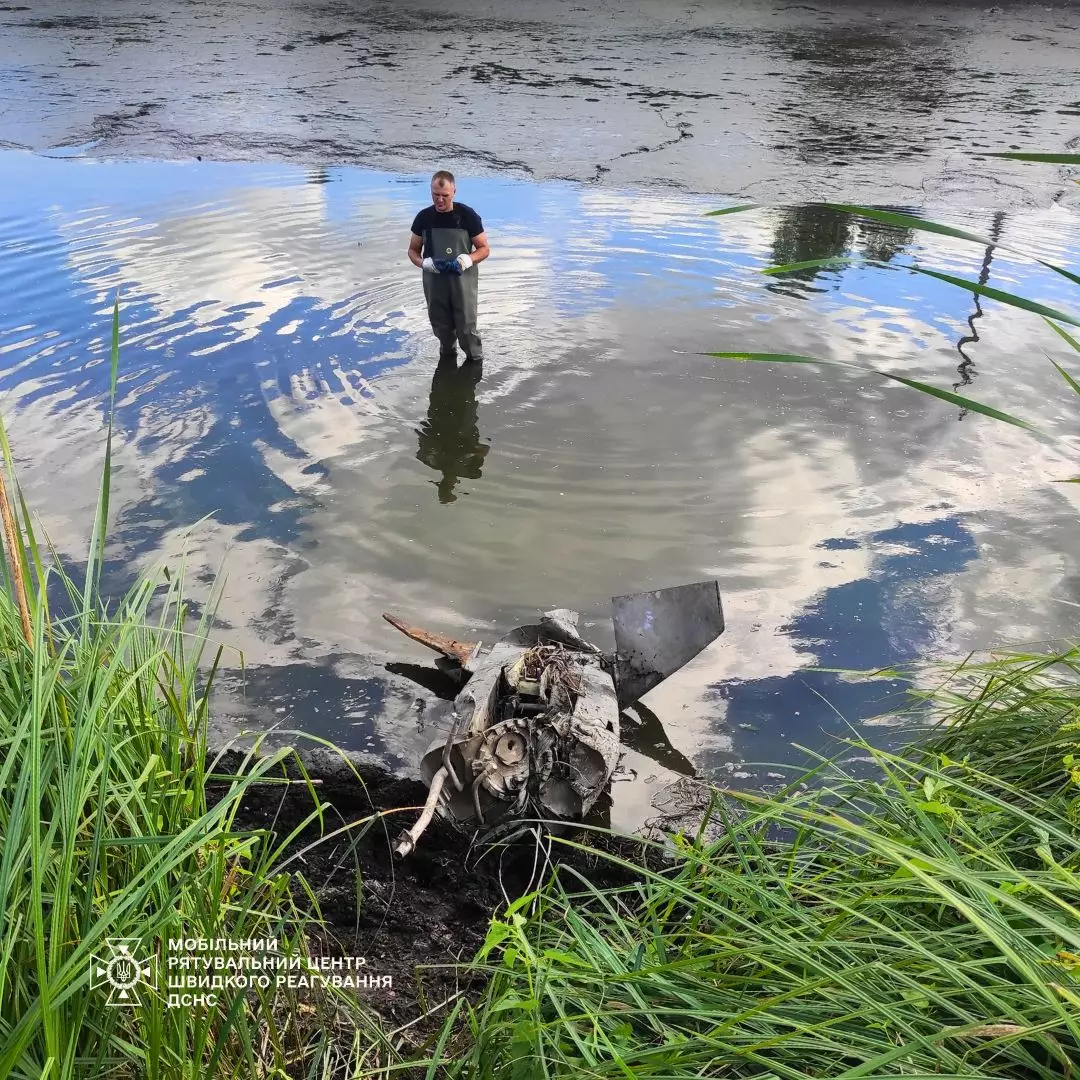
Pozostałości rosyjskiej rakiety Ch-101 znalezione w stawie w Kijowie.

Naczelny dowódca armii ukraińskiej generał Ołeksandr Syrski powiedział, ze Rosja ponosiła duże straty, lecz w niektórych miejscach odnotowała „drobne postępy”. Walki trwały w sektorze Kupiańska i w pobliżu kanału na obrzeżach Czasiw Jaru, miasta na wzniesieniu, które potencjalnie otwiera drogę do dalszych postępów w obwodzie donieckim. Wojska rosyjskie ponosiły straty w pobliżu Hłybokego i Wołczańska w obwodzie charkowskim, nie posuwając się naprzód. Według niego sytuacja w sektorze Siewierska była „trudna”, ponieważ Rosja używała artylerii i prowadziła ataki, ale nie odnosząc sukcesu. „Podczas aktywnych działań wojennych pozycje taktyczne wojsk mogą się zmieniać kilka razy w ciągu dnia. Jak dotąd nie zaszły żadne znaczące zmiany”. Dowódca wojsk lądowych Ołeksandr Pawluk podał, że w lipcu br. straty rosyjskie wyniosły 35 680 żołnierzy oraz 6320 jednostek broni i sprzętu wojskowego. Rzecznik ukraińskiego Zgrupowania „Charków” Witalij Sarantsew stwierdził, że „sytuacja w rejonie Charkowa pozostawała trudna, napięta i wykazywała oznaki eskalacji”. Dodał, że w Wołczańsku Rosjanie przeprowadzali wewnętrzną rotację grup szturmowych, przygotowując personel 4 Ochotniczej Brygady Szturmowej do ataków. W mieście trwały walki uliczne, a Rosja próbowała zaatakować czołowo w centrum i nacierać na flankach.
Według Institute for the Study of War (ISW) siły rosyjskie nadal robiły niewielkie i systematyczne postępy w kierunku Pokrowska, co było w dużej mierze możliwe dzięki niedoborom ukraińskiej siły roboczej i ukształtowaniu terenu na obszarze bezpośrednio na północny zachód od Awdijiwki. Postępy Rosji prawdopodobnie jeszcze bardziej zwolnią, gdy Rosjanie wkroczą na linię większych osiedli. Tymczasem wojska rosyjskie zrobiły postępy w pobliżu Swatowego, Czasiw Jaru i Doniecka.
Sztab Ukrainy podał, że Rosja atakowała w kierunkach Charkowa, Kupiańska, Łymanu, Siewierska, Kramatorska, Torećka, Pokrowska, Kurachowego, Wremiwki, Zaporoża i Chersonia, gdzie doszło do 127 starć. W ciągu 24h wojska rosyjskie przeprowadziły pięć ataków rakietowych, 63 naloty i 1187 ataków dronów na pozycje ukraińskie i obszary zaludnione. Ukraińskie lotnictwo i artyleria przeprowadziły ataki na dwa miejsca koncentracji, cztery punkty kontrolne, system przeciwlotniczy i stację radarową.
Gubernator Serhij Łysak poinformował, że dwie kobiety zginęły, a jeden mężczyzna został ranny w wyniku rosyjskiego ataku artyleryjskiego na Nikopol w obwodzie dniepropetrowskim. Według doniesień dziesiątki rosyjskich pocisków uderzyły w wiele wieżowców, domy, budynek straży pożarnej, dwie szkoły i autobusy. Dowódca Sił Powietrznych Ukrainy generał Mykoła Ołeszczuk podał, że w nocy Rosja zaatakowała Ukrainę za pomocą rakiet balistycznych Iskander-M (wystrzelonych z obwodu woroneskiego i Krymu) i siedmiu dronów Shahed 136/131 (z Krymu i obwodu kurskiego). Ukraińska obrona przeciwlotnicza zniszczyła wszystkie drony w obwodach kijowskim, połtawskim, chersońskim i dniepropetrowskim. Ukraińskie media podały, ze były rosyjski polityk Ilja Ponomariow i jego żona zostali lekko ranni od odłamków po tym, jak w godzinach nocnych dron uderzył w jego dom w pobliżu obwodzie kijowskim. Według portalu Obozrevatel rosyjski dron Gierań-2 eksplodował 5 m od domu polityka, uszkadzając go. Wojska rosyjskie przeprowadziły atak rakietowy na stację kolejową w obwodzie charkowskim, raniąc konduktora. Podczas ataku uszkodzono dwie lokomotywy, wagon towarowy i osobowy oraz zniszczono tory i środki zaopatrzenia w energię elektryczną.
Ministerstwo Finansów Ukrainy poinformowało, że minister finansów Serhij Marczenko i dyrektor regionalny Banku Światowego Bob Saum podpisali nową umowę finansową w sprawie przekazanie pierwszej transzy „bezpośredniego wsparcia budżetowego” ze Stanów Zjednoczonych w wysokości 3,9 mld dolarów w 2024 roku na programy pomocy społecznej i inne projekty.
Według doniesień ukraiński dron zauważył rakietowy niszczyciel czołgów Bulsae-4 w obwodzie charkowskim, co sugerowało, że Rosja zaczęła używać północnokoreańskich pojazdów opancerzonych. Forbes stwierdził, że w lipcu 2024 roku Ukraina przeprowadziła więcej ataków dronów dalekiego zasięgu niż Rosja. Według danych Rosjanie wysłali na Ukrainę 426 dronów Shahed 136/131, z kolei Ukraina wystrzeliła ponad 520 dronów.
Pierwsza dama Ukrainy Ołena Zełenśka, minister obrony Rustem Umierow, dowódca marynarki wojennej wiceadmirał Ołeksij Nejiżpapa, dyrektor generalny Baykara Haluk Bayraktar i tatarski polityk Mustafa Dżemilew uczestniczyli w wodowaniu korwety typu Ada „Hetman Iwan Wyhowski” (F212) w stoczni RMK Marine w Stambule. To druga korweta zbudowana w Turcji, zamówiona dla ukraińskiej marynarki wojennej.
Pozarządowe organizacje śledcze „Conflict Intelligence Team” (CIT) i „iStories” ogłosiły wspólne śledztwo i podały, że liczba kontraktów ogłoszona przez Ministerstwo Obrony Rosji była 1,5-krotnie zawyżona. W grudniu 2023 roku Ministerstwo Obrony ogłosiło, że kontrakty podpisało 640 tys. żołnierzy, jednak według danych dotyczących wydatków budżetu Rosji między jesienią 2022 roku a kwietniem 2024 roku zaledwie 426 tys. Rosjan otrzymało obiecaną, jednorazową płatność za podpisanie umowy. Oznaczało to rozbieżność wynoszącą ok. 214 tys., której nie można było wytłumaczyć. Powołano się także na anonimowe źródło, które twierdziło, że w niektórych regionach Rosji udało się osiągnąć jedynie 50–60% celów rekrutacyjnych.

### 2 sierpnia
Ukraiński projekt DeepSate podało, że siły rosyjskie zajęły wioskę Wesełe w obwodzie donieckim oraz zrobiły postępy w rejonie Łysycznego, Iwaniwki, Serhijiwki i Żełannego. Według analityka „Black Bird Group” Pasi Paroinena rosyjska armia w ciągu tygodnia walk zdobyła 57 km² terytorium. Ministerstwo Obrony Rosji poinformowało, że w ciągu ostatnich 7 dni wojska rosyjskie zajęły pięć miejscowości w obwodzie donieckim. Forbes oszacował, że ok. 20 rosyjskich pułków i brygad, „potencjalnie” 40 tys. żołnierzy, atakowała sześć ukraińskich brygad liczących ok. 12 tys. żołnierzy w pobliżu Pokrowska, a Rosjanie byli zaledwie 11 mil od miasta. Prezydent Wołodymyr Zełenski przyznał, że „to tutaj walki pozostawały najbardziej intensywne”. 46 Brygada Powietrznodesantowo-Szturmowa poinformowała, że „zniszczono kolejną partię sprzętu wroga na kierunku Kurachowego”, dodając, że: „Długoterminowa obserwacja, ostrożna eskorta, trafienie, eksplozja – to elementy udanej pracy operatorów dronów naszej brygady”.
W opinii ISW Dowódca Połączonych SZ Ukrainy generał Andrij Hnatow stwierdził, że Rosja podejmowała wysiłki, aby zmusić Ukrainę do zaangażowania dostępnej siły roboczej w trwające operacje obronne, aby zapobiec gromadzeniu ukraińskich zasobów na przyszłe operacje kontrofensywne. Tymczasem wojska rosyjskie zrobiły postępy w okolicy Torećka, Awdijiwki i Doniecka.
Siły Powietrzne Ukrainy podały, że ciągu ostatniej doby obrona przeciwlotnicza zniszczyła 11 rosyjskich dronów „różnych typów na kierunku południowym i wschodnim”, w tym jeden dron Shahed 136/131, dwa Supercam, trzy Łancet i jeden Orłan-10 oraz cztery niezidentyfikowane. Gubernator Ołeh Siniehubow podał, że ok. 9:00 Rosjanie użyli drona do ataku na autobus z ludźmi w Dergaczach w obwodzie charkowskim, w wyniku czego siedem osób zostało rannych.
W godzinach nocnych prorosyjscy urzędnicy i mieszkańcy Krymu donosili o atakach rakietowych i dronów na całym półwyspie, szczególnie w Sewastopolu, Symferopolu, Eupatorii i Bałakławie. Prorosyjski gubernator Michaił Razwożajew stwierdził, że zestrzelono co najmniej cztery ukraińskie cele powietrzne, a w Sewastopolu znaleziono fragmenty dronów i rakiet wyprodukowanych w USA, prawdopodobnie ATACMS. Dodał, że spadające szczątki uszkodziły domy, wieżowce, linie energetyczne, ulice i inną infrastrukturę cywilną. Armia ukraińska stwierdziła, że atak rakietowy spowodował „zatonięcie na miejscu” (w porcie w Sewastopolu) rosyjskiego okrętu podwodnego Floty Czarnomorskiej „Rostow-na-Donu” oraz „znacznie uszkodził” cztery wyrzutnie systemu obrony powietrznej S-400 na okupowanym Krymie; okręt podwodny doznał „znacznych uszkodzeń” w 2023 roku, ale został w pełni naprawiony.
Rumunia i Ukraina ogłosiły plan produkcji i udoskonalenia przeciwokrętowego pocisku rakietowego R-360 Neptun.
Prezydent Zełenski powiedział, że Naczelny dowódca Ołeksandr Syrski poinformował go o sytuacji na froncie, ze szczególnym uwzględnieniem kierunku Pokrowska, gdzie toczyły się najcięższe walki oraz walkach na innych odcinkach linii frontu, m.in. w Doniecku, Charkowie i południowych regionach Ukrainy. Szef wywiadu ukraińskiego generał Kyryło Budanow powiedział Ukraina pracowała nad „kompleksowym rozwiązaniem”, które w nadchodzących miesiącach mogłyby zniszczyć Most Krymski na okupowanym Krymie. Dodał, że „trwały prace” nad rozbiórką konstrukcji łączącej Rosję z półwyspem i stanowiącej kluczowy szlak dostaw dla rosyjskiej armii na Ukrainie.

### 3 sierpnia

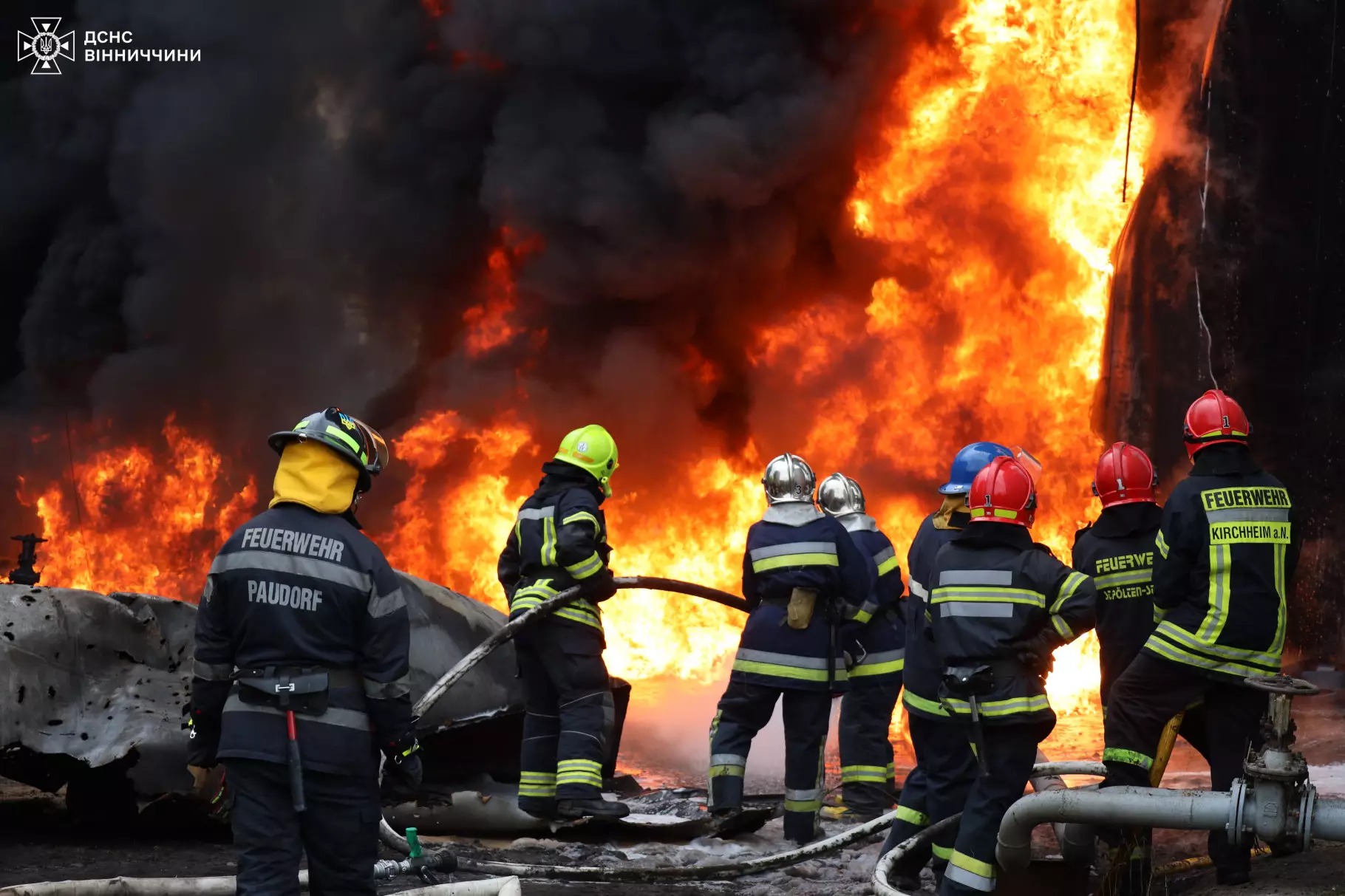
Pożar obiektu infrastruktury w obwodzie winnickim po nocnym rosyjskim ataku dronów.

Według ISW wojska rosyjskie zrobiły postępy w pobliżu Kreminnej, Siewierska i Czasiw Jaru.
Ukraińskie Siły Powietrzne podały, że Rosja wystrzeliła w kierunku Ukrainy 29 Shahed 136/131, dwie przeciwlotnicze rakiety kierowane S-300 i dwa pociski przeciwradarowe Ch-31P. Ukraińska obrona przeciwlotnicza zniszczyła 24 drony. Ukraiński urzędnik powiedział, że „infrastruktura krytyczna” w Winnicy została zaatakowana przez rosyjskie drony. Według gubernatora Ołeksandra Prokudina zestrzelono pięć dronów w obwodzie chersońskim, a w Chersoniu uszkodzono „infrastrukturę krytyczną”, budynek administracyjny i dziewięć domów.
W Rosji ukraińskie drony zaatakowały skład ropy naftowej w rejonie gubkińskim w obwodzie biełgorodzkim. Gubernator Wiaczesław Gładkow powiedział, że w jednym ze zbiorników doszło do eksplozji. Według gubernatora Andrieja Kłyczkowa ukraińskie drony uderzyły w 16-piętrowy budynek w Żylinie w obwodzie orłowskim, powodując pożar, jednak nie zgłoszono żadnych ofiar. Około 2:56 w nocy drony uderzyły również w Mrozowsk w obwodzie rostowskim, celując w lotnisko, gdzie miejscowi zgłaszali eksplozje. Ukraiński wywiad stwierdził później, że „magazyn paliwa i smarów” został zaatakowany przez 15 dronów w Kamieńsku Szachtyńskim w obwodzie rostowskim. Gubernator Wasilij Gołubiew powiedział również, że zostały uszkodzone magazyny w rejonach kamieńskim i mrozowskim. Pojawiły się również doniesienia o eksplozjach w Millerowie. SG Ukrainy podał, że siły ukraińskie uderzyły w skład amunicji na lotnisku Mrozowsk, w którym przechowywano dużą liczbę bomb szybujących i rakiet. Według doniesień trafiono także w składy i magazyny ropy w obwodach biełgorodzkim, kurskim i rostowskim. Rosyjskie Ministerstwo Obrony poinformowało, że obrona przeciwlotnicza przechwyciła w nocy 75 dronów nad obwodami rostowskim, kurskim, biełgorodzkim, orłowskim, riazańskim i woroneskim, a także nad Morzem Azowskim i Krajem Krasnodarskim.
Agencja Bloomberg, powołując się na dane dotyczące śledzenia ruchu tankowców, podał, że eksport rosyjskiej ropy naftowej z europejskich portów, głównie Primorska, Ust-Ługi i Noworosyjska, spadł do najniższego poziomu od 19 miesięcy. W lipcu 2024 roku eksport spadł do prawie 1,8 miliona baryłek dziennie, w porównaniu do 2,2 miliona baryłek w czerwcu.

### 4 sierpnia
Ukraińskie Zgrupowanie „Charków” podało, że Rosja werbowała zagranicznych ochotników, w szczególności obywateli Egiptu i wysyłała ich do walki z siłami ukraińskim w obwodzie charkowskim. „W Wowczańsku wróg zintensyfikował rozpoznanie powietrzne przy użyciu dronów i przemieszczał swój personel”.
W ocenie ISW siły rosyjskie poczyniły potwierdzone postępy na wschód od Pokrowska, na zachód od Doniecka i na granicy obwodu donieckiego i zaporoskiego.
Gubernator Wadym Fiłaszkin ogłosił, że w związku z dalszymi ciężkimi walkami na kierunku Pokrowska zostanie ewakuowanych 744 dzieci wraz z rodzinami z czterech hromad w obwodzie donieckim, znajdujących się blisko linii frontu. Dotyczyło to głównie wsi frontowych Grodiwki i Nowohrodiwka w rejonie pokrowskim, będących ok. 5 km od linii frontu. Ewakuacja dzieci będzie prowadzona samochodami opancerzonymi, „ponieważ wróg aktywnie wykorzystywał na terenie tych hromad drony FPV”. Gubernator Artem Łysohor poinformował, że ukraiński atak na okupowany Ługańsk doprowadził do pożaru w fabryce, w której naprawiano i przechowywano rosyjski sprzęt wojskowy. Władze rosyjskie stwierdziły, że w ataku użyto 12 pocisków, w tym ośmiu ATACMS i czterech Storm Shadow, z których cztery zestrzelono, a szczątki trafiły w zbiorniki paliwa i magazyny w pobliżu obszarów mieszkalnych.
Prezydent Wołodymyr Zełenski zorganizował w tajnym miejscu na Ukrainie ceremonię z okazji Dnia Sił Powietrznych Ukrainy, na której potwierdził przybycie i rozmieszczenie na Ukrainie pierwszej partii myśliwców F-16 obiecanych przez państwa zachodnie oraz ich wykorzystanie przez Siły Powietrzne Ukrainy. Z kolei Naczelny dowódca armii ukraińskiej generał Ołeksandr Syrski stwierdził, że niedawna dostawa myśliwców F-16 na Ukrainę oznaczała, że „będzie więcej zestrzelonych rakiet i samolotów używanych przez rosyjskich przestępców do ataków na ukraińskie miasta”.
Dowódca Sił Powietrznych Ukrainy generał Mykoła Ołeszczuk poinformował od rozpoczęcia inwazji Rosji w lutym 2022 roku ukraińskie Siły Powietrzne „zniszczyły ponad 8 tys. celów powietrznych, w tym setki samolotów i helikopterów, tysiące rakiet manewrujących i dronów. Ukraińscy piloci wykonali ponad 20 tys. lotów bojowych, w większości z wykorzystaniem lotnictwa broni”.

### 5 sierpnia
Według ISW wojska rosyjskie zrobiły postępy na wschód od Torećka i Pokrowska oraz w pobliżu Doniecka i Robotyne.
Ukraińskie Siły Powietrzne oświadczyły, że w nocy Rosja przeprowadziła atak na Ukrainę przy pomocy 24 dronów Shahed 136/131, wystrzelonych z Primorsko-Achtarska i Kurska. Ukraińska obrona przeciwlotnicza zniszczyła wszystkie drony w obwodach kijowskim, winnickim, kirowohradzkim, charkowskim, sumskim, połtawskim i dniepropetrowskim.
Ukraiński wywiad, powołując się na zdjęcia satelitarne, poinformował, że 3 sierpnia 2024 roku podczas ataku na lotnisku Mrozowsk w obwodzie rostowskim zniszczono samolot Su-34, a dwa kolejne zostały uszkodzone. Ponadto w wyniku uderzenia całkowicie zniszczono skład broni rosyjskiego lotnictwa oraz uszkodzono cztery budynki techniczne i dwa hangary.
Prezydent Wołodymyr Zełenski powiedział, że Ukraina będzie omawiała z NATO utworzenie koalicji krajów, które mogłyby zestrzeliwać rosyjskie rakiety nad terytorium Ukrainy, nazywając takie posunięcie „bardzo dużą odpowiedzialnością”, które może być trudne dla partnerów, jednak zlecił dyplomatom zorganizowanie posiedzenia Rady NATO–Ukraina w celu omówienia tej kwestii; „Chcę wypróbować to narzędzie, aby kraje NATO mogły omówić z Ukrainą możliwość utworzenia tak małej koalicji sąsiadujących krajów, która zestrzeliłaby rakiety wroga (nad Ukrainą)”.
Szef wywiadu ukraińskiego generał Kyryło Budanow stwierdził, że Ukraina i Rosja nie będą w stanie całkowicie zniszczyć swoich systemów energetycznych, częściowo z powodu pewnych zabezpieczeń z czasów radzieckich. „Wszystkie te węzły [systemu energetycznego] były bardzo silnie chronione. Podobnie jak my próbujemy je chronić, podobne środki były podejmowane w Rosji”. Rosja, producent systemów obrony powietrznej, zwiększa swoją obecność dzięki „znacznie większym” możliwościom. Dodał, że ataki na rosyjski system energetyczny mogą „utrudnić życie”, ale „prawie niemożliwe jest jego zniszczenie”.
Służba Bezpieczeństwa Ukrainy (SBU) poinformowała o wykryciu „zakrojonej na szeroką skalę” siatki sabotażowej zorganizowanej przez Federalną Służbę Bezpieczeństwa Rosji (FSB), działającej jednocześnie w obwodach dniepropetrowskim, sumskim, zaporoskim, kirowogradzkim, donieckim i obwodzie odeskim. Dodano, że aresztowano dziewięć osób, w tym dwóch radnych miejskich Dniepru i Jużnego w obwodzie odeskim, pod zarzutem przynależności do grupy i szpiegostwo.

### 6 sierpnia

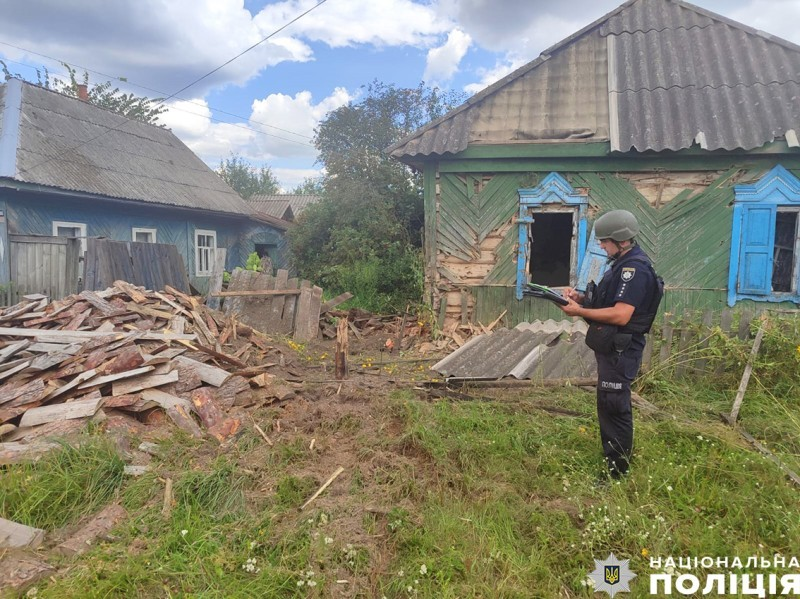
Domy w Semeniwce po rosyjskim ostrzale.

Wywiad ukraiński przeprowadził operację na Kosie Tendrowskiej na Morzu Czarnym, niszcząc „sprzęt, personel i fortyfikacje”. W godzinach nocnych grupa desantowa sił specjalnych jednostki „Artan” i Centrum Morskiego MON Ukrainy wylądowała na Kosie Tendrowskiej i zniszczyła rosyjskie pojazdy opancerzone, głównie MT-LB i kompleks walki elektronicznej, a także zniszczyła rosyjskie fortyfikacje. W mediach społecznościowych pojawiły się doniesienia o przejęciu przez Rosję kontroli nad wioską Nju-Jork w obwodzie donieckim, jednakże szef wydziału przeciwdziałania dezinformacji w RBNiO Ukrainy Andrij Kowalenko zaprzeczył temu, stwierdzając, że: „Jak dotąd Nju-Jork nie został zajęty przez Rosję. Trwały tam ciężkie walki”. Ukraiński projekt DeepState donosił o „pogarszającej się sytuacji taktycznej w miejscowości i jej utracie w najbliższej przyszłości”. Ponadto DeepState podał, że Rosjanie prowadzili ataki w kierunku Pokrowska, odnosząc kolejne, niewielkie sukcesy taktyczne oraz przesuwając w okolicach Żełannego, Nju-Jorka, Zaliznego i Piwnicznego. Linia frontu znajdowała się kilkanaście kilometrów na zachód od Pokrowska.

Zniszczony dom w obwodzie kurskim po ukraińskich atakach. Zdjęcie zostało opublikowane przez p.o. gubernatora Aleksieja Smirnowa.

Na rosyjskim pograniczu obwodu kurskiego toczyły się ciężkie walki. Ministerstwo Obrony Rosji poinformowało, że o 8:00 czasu moskiewskiego siły ukraińskie (22 Oddzielna Brygada Zmechanizowana) przeprowadziły najazd na obwód kurski, w tym rejony sudżański i korieniewski, wkraczając do przygranicznych wiosek Nikołajewo-Darjino i Olesznia; według Rosjan w ataku brało udział ok. 300 żołnierzy ukraińskich, 11 czołgów i ponad 20 pojazdów opancerzonych. Według źródeł rosyjskich ataki zostały odparte oraz zadano straty ukraińskim rezerwom w obwodzie sumskim. Ministerstwo Obrony Ukrainy nie komentowało tych wydarzeń. Część rosyjskich blogerów wojennych zaprzeczała oficjalnym informacjom, m.in. w przypadku liczby atakujących. Według doniesień do niewoli dostało się 10 żołnierzy rosyjskich oraz zniszczono helikopter szturmowy Ka-52 i dwa czołgi T-62. P.o. gubernatora Aleksiej Smirnow powiedział, w wyniku ukraińskich ataków zginęło co najmniej trzech cywilów, a ponad 12 kolejnych zostało rannych. W nocy drony zaatakowały miasto Sudża w obwodzie kurskim, w wyniku czego pięć osób zostało rannych, a kilka budynków mieszkalnych zostało uszkodzonych. Smirnow stwierdził także, że nad obwodem kurskim zestrzelono 26 dronów. Gubernator Wiaczesław Gładkow stwierdził, że jedna osoba zginęła w ataku ukraińskiego drona we wsi Nowostrojewka-Wtoraja w obwodzie biełgorodzkim. SBU stwierdziła, że za pomocą drona FPV uszkodziła rosyjski śmigłowiec Mi-28 w obwodzie kurskim, nazywając to pierwszym udanym przechwyceniem śmigłowca w locie przy użyciu drona. Ponadto w Usinsku w Republice Komi doszło do eksplozji i pożaru w zakładach przetwórstwa gazu, należących do Łukoila.
W opinii ISW siły ukraińskie przeprowadziły serię transgranicznych nalotów na obwód kurski. Tymczasem wojska rosyjskie posuwały się naprzód na wschód od Torećka.
Dowódca Sił Powietrznych Ukrainy generał Mykoła Ołeszczuk podał, że siły rosyjskie zaatakowały Ukrainę, głównie obwód kijowski, przy użyciu czterech rakiet balistycznych Iskander-M/KN-23 (wystrzelonych obwodu woroneskiego), dwóch rakiet manewwrujących Ch-59 (znad Morza Azowskiego) i 16 dronów Shahed 136/131 (z Krymu i obwodu kurskiego). Ukraińska obrona przeciwlotnicza zniszczyła dwie rakiety Iskander-M/KN-23, dwa pociski Ch-59 i 15 dronów nad obwodami kijowskim, chersońskim, mikołajowskim i chmielnickim. Prezydent Zełenski poinformował, że w rosyjskim ataku rakietowym (za pomocą Iskander-M) na centrum Charkowa zginęła jedna osoba, a 12 kolejnych zostało rannych, w tym 8-miesięczny chłopiec. W wyniku ataku zniszczeniu lub uszkodzeniu uległa placówka medyczna, pomieszczenia biurowe, akademik uczelni, budynki niemieszkalne i inna infrastruktura cywilna. W miejscu ataku wybuchł pożar. Po południu Rosjanie przeprowadzili atak rakietowy na infrastrukturę obwodu sumskiego, jednak nie odnotowano ofiar.
Według Ośrodka Studiów Wschodnich (OSW) Rosjanie całkowicie wyparli siły ukraińskie z obszaru zabudowanego w Krasnohoriwce i wkroczyli w granice administracyjne Torećka. W Krasnohoriwce Ukraińcy utrzymywali się jeszcze na północno-zachodnich obrzeżach. W aglomeracji torećkej Rosjanie opanowali Zalizne, centrum Piwnicznego i wschodnią część Drużby. Postępy rosyjskie w Zaliznem zmusiły Ukraińców do wycofania się z ufortyfikowanych pozycji na wschód od Nju-Jorka, którym groziło okrążenie. Wojska rosyjskie przecięły także główną drogę rokadową sił ukraińskich na południowy zachód od Doniecka, rozpoczynając starcia o Konstantynówkę i jednocześnie flankując Wuhłedar od północnego wschodu. Kontynuowały także atak na kierunku Pokrowska, gdzie pod rosyjską kontrolę przeszły kolejne trzy miejscowości na zachód od Wowczy; próba stworzenia w oparciu o tę rzekę nowej linii ukraińskiej obrony zakończyła się niepowodzeniem. Główną osią natarcia pozostawała linia kolejowa Awdijiwka–Pokrowsk. Po przełamaniu obrony na kanale Doniec–Donbas Rosjanie wkroczyli do leżącej na zachód środkowej części Czasiw Jaru. Udało im się zająć pierwsze kwartały w mikrorejonie oktiabrskim, a kontrataki mające zepchnąć ich z powrotem za kanał nie powiodły się. Wojska rosyjskie poczyniły też postępy w rejonach kontrofensywy ukraińskiej, wypierając obrońców z pozycji na flankach Robotyne i Urożajne oraz odzyskując kontrolę nad Kliszczijiwką. Po przeprowadzeniu rotacji walczących oddziałów Rosji udało się wyhamować ukraińskie kontrataki na północ od Charkowa, gdzie wciąż nie doszło do wyraźnego przełomu, a przesunięcia wojsk w Wołczańsku dotyczyły pojedynczych budynków. Spadła intensywność walk na granicy obwodów charkowskiego i ługańskiego, gdzie Ukraińcom udało się powrócić na część zajmowanych wcześniej pozycji.
Rada Unii Europejskiej zatwierdziła przyznanie Ukrainie pomocy makrofinansowej w wysokości 4,2 mld euro w formie dotacji i pożyczek w ramach instrumentu finansowego Ukraine Facility. Środki zostaną przeznaczone na priorytetowe wydatki socjalne i humanitarne budżetu państwa.
Prezydent Wołodymyr Zełenski powiedział, że Ukraina przeznaczy dodatkowe fundusze na własny program rakietowy rozpoczęty po inwazji Rosji i „będzie więcej rakiet naszej produkcji”, zauważając, że: „Jesteśmy coraz bliżej możliwości użycia własnych rakiet, a nie tylko polegania na rakietach naszych partnerów”. Zełenski stwierdził także, że siły ukraińskie wystrzeliły w lipcu br. więcej dronów niż wojska rosyjskie, dodając, że: „Nie ujawniamy teraz wszystkich szczegółów, ale nasze możliwości produkcji dronów stale rosną i współpracujemy nie tylko z funduszami państwowymi, ale także z partnerami, aby inwestować w naszą produkcję dronów”.
Rzecznik Departamentu Stanu USA Matthew Miller powiedział, że chociaż myśliwce F-16 dotarły na Ukrainę, polityka USA dotycząca użycia przez Ukrainę amerykańskiej broni do ataków na terytorium Rosji pozostaje niezmieniona. Stany Zjednoczone zapewnią Ukrainie broń dostosowaną do warunków pola bitwy i potrzeb ukraińskiej armii.
Osoba odpowiedzialna za projekt wywiadu ukraińskiego „Chcę znaleźć”, który pomagała krewnym rosyjskich żołnierzy w odnajdywaniu zaginionych rosyjskich żołnierzy, powiedziała, że od początku 2024 roku wpłynęło 20 098 wniosków od krewnych żołnierzy rosyjskich. Według doniesień odnaleziono 588 żołnierzy rosyjskich, w tym 553 żywych, a 100 z nich wypuszczono do Rosji w ramach wymiany jeńców oraz potwierdzono śmierć ok. 55 żołnierzy, a szczątki 33 z nich przewieziono do Rosji.

### 7 sierpnia
W ocenie ISW wojska ukraińskie poczyniły potwierdzone postępy do 10 km w głąb obwodu kurskiego w trakcie trwających zmechanizowanych operacji ofensywnych na terytorium Rosji. Tymczasem siły ukraińskie odzyskały pozycje na południe od Czasiw Jaru, a wojska rosyjskie posunęły się na północny wschód od Siewerska, na południowy zachód od Doniecka i na granicy obwodu donieckiego i zaporoskiego.
P.o. gubernatora Aleksiej Smirnow powiedział, że z powodu trwającej inwazji sił ukraińskich na obwód kurski w regionie ogłoszono stan wyjątkowy „w celu wyeliminowania skutków wkroczenia sił wroga na ten obszar” oraz dodał, że sytuacja w rejonie „pozostawała trudna”. Według ISW siły ukraińskie posunęły się do 10 km w głąb Rosji od granicy rosyjsko-ukraińskiej. Całkowity obszar zajęty przez Ukraińców wynosił ok. 45 km² i obejmował 11 miejscowości, w tym Nikołajewo-Darjino, Darjino i Swierdlikowo. Inne źródła donosiły, że siły ukraińskie zdobyły punkt kontrolny Sudża i tamtejszą stację dystrybucji gazu. Według rosyjskiego urzędnika w ukraińskiej inwazji wzięło udział ok. 1000 żołnierzy, pojazdy opancerzone, a wsparcie stanowiła artyleria i drony. Oficjalne rosyjskie informacje o obronie przed ukraińską inwazją na obwód kurski okazały się fałszywe, natomiast potwierdziła się informacja o udziale w niej regularnych sił ukraińskich. Szef SG Rosji Walerij Gierasimow stwierdził, że w ofensywie brało nawet 1000 żołnierzy, z których 100 zginęło, a 215 zostało rannych. Rosyjscy blogerzy wojenni donosili nawet, że 2 tys. bojowników przedostało się do 15 km w głąb obwodu kurskiego i zajęło kilka mniejszych miast. P.o. gubernatora Aleksiej Smirnow poinformował, że w wyniku starć z oddziałami ukraińskimi w obwodzie kurskim w Rosji zginęło pięciu cywilów, w tym dwóch członków załogi karetki pogotowia, a 20 kolejnych zostało rannych. Ukraińskie drony zaatakowały w nocy obwody kurski i woroneski. Około 6:07 w Woroneżu dron uderzył w wieżowiec, jednak nie powodując ofiar. Gubernator Aleksandr Gusiew powiedział, ze jedna osoba została ranna w wyniku uderzenia drona w „Leniński Prospekt”, gdzie zostały uszkodzone 22 mieszkania, pięć lokali niemieszkalnych i 38 samochodów.
Doradca prezydenta Ukrainy Mychajło Podolak powiedział, że wszelkie możliwe ukraińskie operacje w „rosyjskich regionach przygranicznych” będą miały wpływ na rosyjskie społeczeństwo i poprawią pozycję Ukrainy w przyszłych rozmowach pokojowych z Rosją, jednak odmówił komentarza w sprawie wtargnięcia wojsk ukraińskich do obwodu kurskiego, stwierdzając, że w razie potrzeby wojsko przekaże informacje. Rzecznik Rady Bezpieczeństwa Narodowego USA John Kirby powiedział, że biorąc pod uwagę, że Rosja narusza suwerenność terytorialną Ukrainy od ponad 10 lat, twierdzenie Rosji, że Ukraina przeprowadziła atak na Kursk i nazwała to prowokacją, jest nieco nieuzasadnione. Urzędnicy amerykańscy współpracowali z urzędnikami ukraińskimi w celu rozwiązania tej kwestii, „aby nieco lepiej zrozumieć” sytuację w obwodzie kurskim, ponieważ Ukraina toczyła stale rozwijającą się wojnę, a nierzadko zdarzało się, że Stany Zjednoczone nie były powiadamiane o dokładnej taktyce przed wykonaniem operacji. Z kolei rzecznik UE ds. zagranicznych Peter Stano powiedział, że Ukraina ma prawo do obrony, w tym do ataku na agresorów na ich własnym terytorium oraz wspomniał o trwających walkach w obwodzie kurskim, wskazując, że Unia nadal w pełni wspierała Ukrainę w przeciwstawianiu się rosyjskiej agresji w celu przywrócenia suwerenności i integralności terytorialnej.
Dowódca Sił Powietrznych Ukrainy generał porucznik Mykoła Ołeszczuk, że w nocy Rosja zaatakowała Ukrainę przy użyciu 30 dronów Shahed 136/131, wystrzelonych z Primorsko-Achtarska i Jejska. Ukraińska obrona przeciwlotnicza zniszczyła wszystkie drony w obwodach kijowskim, chmielnickim, winnickim, mikołajowskim, chersońskim, charkowskim i czerkaskim. W godzinach nocnych Rosjanie zaatakowali obwód chmielnicki, gdzie zniszczono cztery drony Shahed. W wyniku ataku nie odnotowano ofiar ani rannych, jednak spadające szczątki uszkodziły czołgi oraz warsztaty i magazyny jednego z regionalnych przedsiębiorstw. Szczątki rosyjskiego drona spadły także w obwodzie kijowskim, w wyniku czego 78-letnia kobieta została ranna. Ponadto w dwóch hromadach uszkodzone zostały 22 domy i budynki gospodarcze. Gubernator Wołodymyr Artiuch nakazał dalszą ewakuację 6 tys. osób, w tym 425 dzieci, z 23 przygranicznych miejscowości w obwodzie sumskim z powodu zintensyfikowanych rosyjskich ataków.
Szef wywiadu ukraińskiego generał Kyryło Budanow powiedział, ze główny kierunek rosyjskiej ofensywy powinien zakończyć się w ciągu półtora do dwóch miesięcy, stwierdzając, że „Praktyka 10-letniej wojny pokazała, że potencjał ofensywny którejkolwiek ze stron nie trwa dłużej niż dwa miesiące. Rosyjskie działania ofensywne zbliżały się do trzech miesięcy, więc nastąpi pewien spadek”. Dodał także, że po „lekkim zastoju” Rosja spróbuje ponownie zaatakować, lecz „przygotowujemy się do tego. Wszystko więc zależy od nas samych, jakie będą nasze działania”. Budonow stwierdził również, że wyzwolenie Krymu byłoby łatwiejsze niż odzyskanie Donbasu ze względu na strategiczne cechy półwyspu; „Z militarnego punktu widzenia znacznie łatwiej jest odzyskać Krym niż Donbas, który ma front dłuższy niż 1000 km i głębokość ponad 200 km. Krym ma dwa punkty wejścia. Jeden ze strony rosyjskiej i jeden z naszej: Most Krymski i przesmyk lądowy”.

### 8 sierpnia
Według ISW siły ukraińskie kontynuowały szybkie postępy dalej w głąb obwodu kurskiego, docierając do obszarów oddalonych o 35 km od granicy z obwodem sumskim. Jednakże Ukraińcy z całą pewnością nie kontrolowali całego terytorium w maksymalnym zakresie rosyjskich doniesień dotyczących ukraińskich postępów w obwodzie kurskim. Brytyjskie MON podało, że wojska kontynuowały operacje ofensywne na wielu obszarach wzdłuż linii frontu, osiągając dalsze postępy taktyczne, a ich uwaga skupiała się przede wszystkim na środkowym obwodzie donieckim. W efekcie ostatnich rosyjskich postępów w odległości ok. 16 km od linii frontu znalazł się Pokrowsk, który jest ważnym węzłem logistycznym dla wojsk ukraińskich. Rosja osiągnęła także zdobycze w Nju-Jorku, gdzie trwały walki, a postępy rosyjskie na tym obszarze zagrażały miastu Torećk. Dodano jednak, że aby uzyskiwać postępy Rosja nadal polegała na atakach piechoty, które były okupione dużymi kosztami.

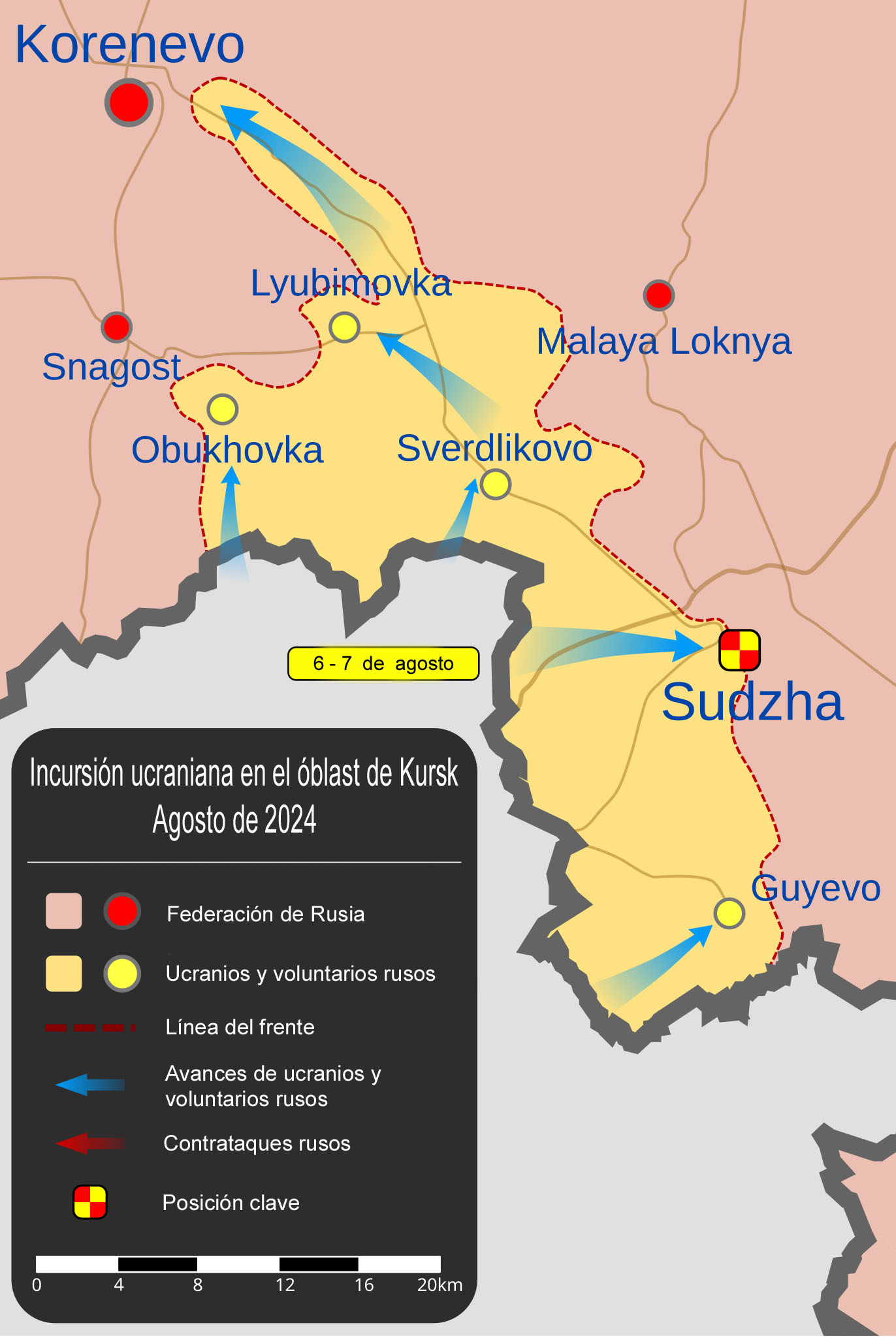
Ukraińskie postępy do 8 sierpnia br. podczas inwazji na obwód kurski.

Według doniesień strefa walk w obwodzie kurskim rozszerzyła się do 430 km², a siły ukraińskie wkroczyły do miejscowości Mirnyj i przejęły kontrolę nad wioskami Kazaczja Łoknia, Bogdanowka, 1-yj Kniażyj i 2-oj Kniażyj. Do potyczek dochodziło we wsi Snagost. Siły ukraińskie kontrolowały także zachodnią część Sudży i okoliczne drogi, a w mieście trwały potyczki. Wojska ukraińskie znajdowały się na terenach oddalonych o 35 km od granicy z Ukrainą. W związku z postępem Ukrainy przeniesiono jednostki rosyjskie z Donbasu do obwodu kurskiego, natomiast Grupa Wagnera została wysłana do południowo-zachodniej części obwodu, aby wesprzeć rosyjskie wojsko w odparciu ukraińskiej inwazji. Ponadto w regionie występowały silne zakłócenia elektromagnetyczne, które częściowo uniemożliwiły jednostkom rosyjskim i władzom cywilnym w okolicach Kurska komunikację między sobą. Rosyjskie przedsiębiorstwo kolejowe „Koleje Moskiewskie” poinformowało, że w związku z działaniami wojennymi tymczasowo zostały zamknięte stacje Sudża, Korieniewo i Pseł w obwodzie kurskim.
Dokładne motywy działań Ukrainy pozostawały niejasne. Jednym z celów wydawało się być zajęcie miasteczka Sudża, przez które przebiega gazociąg Bratstwo, którym transportowany jest gaz ziemny do Europy Środkowo-Wschodniej. Oddziałom ukraińskim udało się wkroczyć do Sudży i zająć stację pomiaru gazu, przez którą można kontrolować tranzyt gazu. Innym możliwym celem była Kurska Elektrownia Jądrowa, położona 60 km od granicy. W przypadku zdobycia jej Ukraina mogłaby wykorzystać ją jako kartę przetargową w celu wymuszenia wycofania wojsk rosyjskich z Zaporoskiej Elektrowni Jądrowej. Jednak aby się tam posunąć, Ukraina musiałaby wielokrotnie zwiększyć koncentrację wojsk, na co prawdopodobnie nie może sobie pozwolić ze względu na napiętą sytuację w Donbasie. Jednakże Rosja zapobiegawczo zwiększyła ochronę militarną elektrowni.
Prezydent Wołodymyr Zełenski nie skomentował bezpośrednio trwającego natarcia wojsk ukraińskich w obwodzie kurskim. Powiedział jednak, że „Rosja sprowadziła wojnę do naszego kraju i powinna poczuć, czego dokonała”. Przewodniczący Komisji Obrony Bundestagu Marcus Faber powiedział, że w związku z inwazją Rosji na Ukrainę terytoria obu krajów stały się strefą działań wojennych. Uzbrojenie dostarczone przez Niemcy może zostać wykorzystane przez Ukrainę do ataku na obwód kurski, co jest całkowicie legalne i ma znaczenie militarne. Ukraina udowadnia swoje możliwości i uświadamia narodowi rosyjskiemu, że agresywna wojna Rosji dotyka nie tylko Ukraińców. Zastępca rzecznika Departamentu Obrony USA Sabrina Singh stwierdziła, że atak Ukrainy na obwód kurski jest zgodny z polityką USA. Stany Zjednoczone od początku wspierały obronę swojej ojczyzny przez Ukrainę przed atakami z rosyjskiego terytorium oraz zezwalały na użycie amerykańskiej broni w ramach polityki USA. Ponadto amerykańska agencja Bloomberg, powołując się na źródła Kremla, podała, że szef SG Rosji Walerij Gierasimow i inni wyżsi rangą wojskowi otrzymali ostrzeżenia wywiadu w sprawie masowej koncentracji Ukrainy na granicy z obwodem kurskim już dwa tygodnie wcześniej, jednak urzędnicy zignorowali te raporty, a prezydent Putin nigdy nie słyszał o gromadzeniu się wojsk ukraińskich.
W nocy Rosjanie zaatakowali Ukrainę za pomocą dwóch rakiet balistycznych Iskander-M, dwóch rakiet manewrujących Ch-59 i czterech dronów Shahed 136/131. Ukraińska obrona przeciwlotnicza zestrzeliła dwie rakiety Ch-59 i wszystkie drony w obwodach odeskim, chersońskim i kirowohradzkim. Gubernator Serhij Łysak poinformował, że siły rosyjskie dokonały ostrzału artyleryjskiego na Nikopol, niszcząc szpital i zabijając 50-letniego mężczyznę. W ataku uszkodzone zostały również garaże, samochody i linie energetyczne. Gubernator Wadym Fiłaszkin podał, że o 18:00 rosyjski atak bombą szybującą FAB-500 na Sełydowe w obwodzie donieckim zabił dwóch cywilów i ranił 11 kolejnych. Atak uszkodził 20 wieżowców, sześć budynków administracyjnych i trzy firmy. Gubernator Wołodymyr Artiuch powiedział, że Rosja zaatakowała przygraniczną wioskę Mohrycia w obwodzie sumskim bombami KAB, zabijając 22-letniego mężczyznę i jego 6-letnią siostrę. Dwie inne osoby zostały ranne. Ponadto w obwodzie sumskim zawieszono funkcjonowanie korytarza humanitarnego „Kolotiliwka – Pokrowka” z powodu rosyjskiego ostrzału.
Ukraina zwróciła się do Meksyku o aresztowanie prezydenta Władimira Putina na podstawie nakazu wydanego Międzynarodowy Trybunał Karny podczas jego zaplanowanego udziału w inauguracji prezydenta elekta Claudii Sheinbaum w październiku 2024 roku. Prezydent Meksyku Andrés Manuel López Obrador oświadczył, że rząd meksykański wycofał wniosek Ukrainy o aresztowanie przywódcy Rosji, dodając, że: „Nie możemy tego zrobić. To nie od nas zależy”.
Ministerstwo Obrony Ukrainy uruchomiło aplikację „Armia+”, dzięki której żołnierze mogli przesyłać elektroniczne raporty do dowódców i przeprowadzać ankiety.

### 9 sierpnia
Według ISW źródła rosyjskie twierdziły, że siły ukraińskie posunęły się dalej na wschód w obwodzie kurskim, ale prawdopodobnie nie operowały już tak daleko na północy lub zachodzie, jak wcześniej donosiły źródła rosyjskie. Rosyjskie dowództwo głównie polegało na istniejących jednostkach rozmieszczonych w obszarze granicznym i łatwo dostępnych siłach na tyłach, z których większość to jednostki obsadzone poborowymi i nieregularnymi siłami, aby poradzić sobie z trwającą ukraińską inwazją na obwód kurski. Tymczasem siły rosyjskie poczyniły potwierdzone postępy w pobliżu Czasiw Jaru, Torećka i Pokrowska.
Wywiad ukraiński podał, że jednostki ukraińskich sił specjalnych, takie jak „Chimera”, „Stuhna”, „Paragon”, „Batalion Syberyjski” i „Terror” z pomocą Marynarki Wojennej Ukrainy, przeprowadziły desant na okupowaną przez Rosję Kosę Kinburnską u ujścia rzeki Dniepr w obwodzie mikołajowskim, zabijając ok. 30 żołnierzy i niszcząc sześć pojazdów opancerzonych.
Około 3:00 w obwodzie lipeckim odnotowano „masowy atak” dronów, który gubernator regionu Igor Artamonow przypisał Ukrainie. Co najmniej sześć osób zostało rannych, a cztery wsie zostały ewakuowane. Następnie Ukraina stwierdziła, że uderzyła w bazę lotniczą Lipieck-2 w Lipiecku (350 km od granicy z Ukrainą), niszcząc „magazyny z bombami lotniczymi i szereg innych obiektów”. Na terenie bazy doszło do ogromnego pożaru i eksplozji magazynu amunicji lotniczej. Według doniesień ukraińskich zniszczono 700 rakiet KAB. W regionie wystąpiły również przerwy w dostawie prądu spowodowane uszkodzeniem systemu energetycznego. W nocy kolumna wojsk rosyjskich została zniszczona w ataku HIMARS w wiosce Oktiabr´skij (Obwód kurski, 35 km od granicy) podczas przemieszczania się trasą łączącą rejon głuszkowski i kurski oraz przechodzącą przez rejony rylski i lgowski. Nagrania w mediach społecznościowych ukazywały ok. 15 spalonych ciężarówek wojskowych Ural i Kamaz, a w niektórych znajdowały się ciała. Ponadto SBU stwierdziło, że w obwodzie kurskim trafiono rosyjski śmigłowiec w trakcie lotu dronem FPV. Dron, przenoszący „potężną głowicę odłamkową”, uderzył w pobliżu wirnika ogonowego. Według jednego ze źródeł ukraińskich był to helikopter Mi-8. Los śmigłowca i załogi nie jest znany. Rzecznik ukraińskiej Armii Ochotniczej „Południe” Serhij Bratczuk podał, że Ukraińcy przejęli składy amunicji w Sudży. Według rosyjskich informacji wojskowych ukraińskie próby przedostania się w głąb Rosji zostały odparte przy pomocy lotnictwa i artylerii. Interfax poinformował, że kolumny z wyrzutniami BM-21 Grad, artylerią i czołgami zostały przeniesione do Kurska. Siły rosyjskie odbiły wioskę Snagost, a na północy odepchnęły Ukrainę z powrotem do północnej wioski Małaja Łoknia z pozycji w Milutinie i Gienierałowce.
Według Financial Times Ukraina zwiększyła całkowitą powierzchnię okupowanego terytorium w obwodzie kurskim do szacunkowych 350 km². Dziennik Forbes podał, że w obwodzie znajdowały się co najmniej trzy ukraińskie brygady (w tym 22 i 88 Brygada Zmechanizowana oraz 80 Brygada Powietrzno-Szturmowa) i ok. 6 tys. żołnierzy, z kolei według NPR w regionie Kurska operowały oddziały 4–5 ukraińskich brygad, liczące łącznie ok. 10–12 tys. żołnierzy.
Według Sił Powietrznych Ukrainy wojska rosyjskie zaatakowały Ukrainę za pomocą 27 dronów Shahed 136/131 wystrzelonych z Primorsko-Achtarska. Ukraińska obrona przeciwlotnicza zniszczyła wszystkie drony w obwodach kijowskim, połtawskim, sumskim, mikołajowskim, chersońskim, donieckim i dniepropetrowskim. Prokuratura Generalna Ukrainy i gubernator Wadim Fiłaszkin podali, że Rosja uderzyła (za pomocą pocisku Ch-38) w supermarket „Ekomarket” w Konstantynówce w obwodzie donieckim, zabijając co najmniej 14 osób i raniąc co najmniej 43 kolejne. Podczas ataku uszkodzono oddział towarowy Nowej Poszty oraz cztery domy prywatne, dziewięć sklepów, myjnię samochodową i 12 samochodów. Później Fiłaszkin poinformował, że w wyniku ostrzału (za pomocą wyrzutni Smiercz) Konstantynówki dwie osoby zostały ranne oraz uszkodzono sześć domów prywatnych i gazociąg. Narodowa Policja Ukrainy podała, że w związku z nasilającymi się rosyjskim atakami na obwód sumski władze nakazały ewakuację ok. 20 tys. osób. Rosyjskie Ministerstwo Obrony ogłosiło atak bombą lotniczą FAB-3000 na lokalizację armii ukraińskiej w obwodzie sumskim. Skutki ataku nie są znane.
Wojska ukraińskie przeprowadziły ataki na dywizje rakiet przeciwlotniczych FR w obwodzie donieckim, w tym trzy rosyjskie radary, dwa z kompleksów S-350 i jeden S-300. Potwierdzono trafienie i zniszczenie jednego radaru S-350, natomiast stan pozostałych był wyjaśniany. Jednocześnie SG Ukrainy poinformował, po nalotach przestały działać wszystkie trzy radary. Prorosyjski gubernator Michaił Rozwożajew stwierdził, że siły ukraińskie przeprowadziły ataku w pobliżu lotniska Belbek. Dodał, że w ataku uczestniczyły drony powietrzne i morskie, a także jeden pocisk Neptun, który został zestrzelony. Spadające szczątki odnotowano w Sewastopolu i innych częściach Krymu. Szef rejonu szebiekińskiego Władimir Żdanow stwierdził, że jedna osoba zginęła w ukraińskim ataku na Szebiekino w południowo-zachodnim obwodzie biełgorodzkim, który według władz wielokrotnie padał ofiarą ostrzału i ataków dronów w ciągu ostatniej doby. W atakach uszkodzono dziewięć budynków mieszkalnych, 18 domów i 10 pojazdów. Rosyjskie Ministerstwo Obrony ogłosiło przechwycenie i zniszczenie 75 dronów w tym nad obwodami biełgorodzkim (26), lipieckim (19), kurskim (7) oraz briańskim, woroneskim i orłowskim (łącznie 10), a także Krymem (5) i Morzem Czarnym (8).
Stany Zjednoczone zapowiedziały kolejny pakiet pomocy wojskowej dla Ukrainy o wartości do 125 mln dolarów, który obejmował m.in. amunicję do systemów M142 HIMARS, wyrzutnie FIM-92 Stinger, pociski artyleryjskie 155 mm i 105 mm, radary wielozadaniowe, broń przeciwpancerną Javelin i AT-4 oraz karetki pogotowia ratunkowego o dużej mobilności (HMMWV). Ministerstwo Obrony Ukrainy podpisało umowę z niemiecką firmą Rheinmetall na zakup ośmiu stanowisk zaawansowanych zespołów chirurgicznych (FST) do wykorzystania w armii ukraińskiej. Stanowiska chirurgiczne zostaną zbudowane z kontenerów i wyposażone w nowoczesny sprzęt medyczny, w tym kontenery rentgenowskie, sale operacyjne i intensywne jednostki opiekuńcze. Ukraińscy urzędnicy zwrócili się do USA o pozwolenie na użycie amerykańskich rakiet ATACMS dalekiego zasięgu do ataku w lotniska, których Rosja używała do ataku na Ukrainę; posunięcie to, jeśli zostałoby zatwierdzone, może dać Ukrainie możliwość utrzymania terytorium w obwodzie kurskim.
Agencja Reuters poinformowała, że Iran powinien niezwłocznie dostarczyć Rosji setki rakiet balistycznych krótkiego zasięgu Fath 360.

### 10 sierpnia
W opinii ISW Rosja ogłosiła operację antyterrorystyczną w trzech obwodach w odpowiedzi na ukraińską inwazję na obwód kurski, aby zminimalizować skalę ukraińskiej ofensywy i zapobiec panice lub reakcji wewnętrznej, demonstrując niechęć Kremla do podjęcia bardziej drastycznych środków w odpowiedzi na sytuację. Ministerstwo Obrony Rosji nadal polegało na połączeniu rosyjskich poborowych działających w obwodzie kurskim, elementów Północnej Grupy Sił i elementów przeniesionych z mniej ważnych obszarów frontu na Ukrainie, aby bronić się przed ukraińską operacją w obwodzie kurskim. Tymczasem siły rosyjskie zrobiły postępy w pobliżu Kreminnej, Torećka, Pokrowska i Doniecka.
Do obwodu kurskiego przybywała rosnąca liczba rosyjskich oddziałów składających się z weteranów i poborowych, którzy pomogli odeprzeć ukraińskie ataki. Według analityków cytowanych przez The New York Times ukraińskie postępy w obwodzie kurskim zostały w większości zatrzymane przez rosyjskie posiłki, a sytuacja się ustabilizowała. Jednakże siły ukraińskie nadal utrzymywały zdobyte terytorium. Z kolei inne źródła, takie jak The Washington Post i Frankfurter Rundschau, donosiły, że Rosja nadal nie była w stanie kontrolować sytuacji, a Ukraina kontynuowała swoje postępy. ISW podsumowało, że „siły ukraińskie w dużej mierze utrzymały wcześniej zgłoszone pozycje w obwodzie kurskim i posunęły się nieco dalej niż ich wcześniej potwierdzone pozycje”. Miały miejsce bitwy w Olgowce koło Korieniewa, w folwarku Iwaszkowskim i we wsi Małaja Łoknia. Siły rosyjskie stwierdziły, że odzyskały kontrolę nad wsią Machnowka na wschód od Sudży. Według doniesień strefa walk rozszerzyła się do 650 km². Według doniesień rosyjskich blogerów wojennych siły ukraińskie zestrzeliły za pomocą wyrzutni Stinger rosyjski śmigłowiec Ka-52 w obwodzie kurskim; załoga została wyeliminowana. Ponadto wojska ukraińskie przeprowadziły niewielką inwazję w obwodzie biełgorodzkim, podczas której 252 Batalion wziął udział w starciach we wsi Poroz w rejonie grajworońskim, a później stwierdził, że ją zdobył. Według nagrania, krążącego po ukraińskich kanałach na Telegramie, było widać ukraińskich żołnierzy pozujących z ukraińskimi i gruzińskimi flagami przed budynkiem we wsi Poroz. Jeden z wojskowych stwierdził, że „Batalion 252 znajduje się we wsi Poroz w obwodzie biełgorodzkim. Chwała Ukrainie! Chwała 252. batalionowi!”. Ukraiński wywiad podał, że Rosja przemieszczała brygadę piechoty morskiej z Krymu do obwodu kurskiego, jednak część konwoju została zniszczona po drodze. Rosyjski Narodowy Komitet Zwalczania Terroryzmu ogłosił rozpoczęcie operacji antyterrorystycznych w obwodach kurskim, briańskim i biełgorodzkim w odpowiedzi na wtargnięcie sił ukraińskich do obwodu kurskiego. Władze przyjęły nowe środki ograniczające, w tym monitorowanie rozmów telefonicznych mieszkańców oraz ograniczenia w ruchu pojazdów i pieszych.
Według pułkownika Markusa Reisnera z armii austriackiej Ukraina „odniosła sukces dzięki strategii zaskoczenia i oszustwa w Kursku”. Atak ten miał na celu wyparcie wizerunku stale nacierających Rosjan i pokazanie opinii publicznej, że armia ukraińska wciąż była w stanie odnieść sukces na polu bitwy. Według jednomyślnej opinii analityków wojskowych ofensywa Ukrainy była wynikiem całkowitej porażki rosyjskiego wywiadu. W ostatnich tygodniach siły ukraińskie celowo zniszczyły rosyjskie obiekty komunikacyjne. Rosyjski bloger wojenny Rybar stwierdził także, że Rosjanie w tym regionie pracowali z chińskim sprzętem radiowym, który łatwo było zakłócić. Natomiast prezydent Wołodymyr Zełenski podczas wieczornego przemówienia po raz pierwszy przyznał, że ukraińskie wojsko prowadziło operację mającą na celu „przeniesienie wojny na terytorium agresora”.
Szef miejskiej administracji wojskowej Roman Mroczko poinformował, że siły rosyjskie zaatakowały Chersoń przy użyciu dronów, raniąc 10 osób, w tym 15-letniego chłopca.
Rzecznik Marynarki Wojennej Dmytro Pletenczuk poinformował, że jednostki rakietowe i artyleryjskie Sił Przybrzeżnych Ukrainy wyeliminowały ok. 40 rosyjskich żołnierzy na nieczynnej platformie wiertniczej i wydobywczej gazu na Morzu Czarnym oraz niszcząc ją za pomocą drona morskiego Sea Baby. Platforma była wykorzystana przez Rosjan do zakłócenia nawigacji satelitarnej, co również utrudniało i zagrażało żegludze cywilnej. Służyła także jako skład amunicji. Na nagraniu opublikowanym przez Marynarkę Wojenną Ukrainy było widać potężną eksplozję. Według doniesień podczas oddzielnego ataku jednostki specjalnej „Grupa 13” ukraińskiego wywiadu przy wykorzystaniu drona morskiego Magura V5 niedaleko Czornomorskiego na Krymie zniszczono rosyjski patrolowiec KS-701 „Tunets” i uszkodzono trzy inne jednostki.
Prezydent Alaksandr Łukaszenka nakazał wysłanie posiłków na tereny przygraniczne w pobliżu Ukrainy po doniesieniach o zestrzeleniu kilku celów powietrznych nad terytorium Białorusi wieczorem 9 sierpnia. Opisał to jako „ukraińską prowokację” i „wydał rozkaz Sztabowi Generalnemu Białorusi” podjęcie działań w celu zapewnienia bezpieczeństwa narodowego, w tym wzmocnienie obecności wojskowej w kierunkach homelskim i mozyrskim „w celu reakcji na ewentualne prowokacje”. W związku z tym na terenach graniczących z Ukrainą rozmieszczono systemy rakietowe Iskander i Polonez oraz siły specjalne. Szef Centrum Zwalczania Dezinformacji RBNiO Ukrainy Andrij Kowalenko zinterpretował te działania jako próbę pomocy Rosji i odwrócenia uwagi ukraińskiego dowództwa na kierunku białoruskim. Z kolei Ministerstwo Spraw Zagranicznych stwierdziło, że przekroczenie granicy przez ukraiński dron drastycznie zaostrzy sytuację. Następnie MSZ wezwało ukraińskiego chargé d’affaires na Białorusi i złożyło notę protestacyjną, wzywając Ukrainę do podjęcia działań zapobiegających podobnym incydentom w przyszłości.

### 11 sierpnia
W ocenie ISW operacja Ukrainy w obwodzie kurskim pozwoliła siłom ukraińskim tymczasowo przejąć inicjatywę na polu bitwy na jednym odcinku linii frontu i przeciwstawić się rosyjskiej inicjatywie na całym obszarze działań wojennych. Materiały geolokalizowane oraz rosyjskie i ukraińskie relacje wskazywały, że wojska ukraińskie posuwały się na zachód i północny zachód w obwodzie kurskim, chociaż rosyjskie źródła w większości twierdziły, że Rosjanie ustabilizowali sytuację. Szybko zgromadzona i rozproszona rosyjska grupa sił reagująca na ukraińską inwazję składała się z rosyjskich jednostek o niepełnym stanie osobowym oraz źle przygotowanych do ustanowienia wspólnych struktur dowodzenia i kontroli niezbędnych do koordynacji operacji. Rosyjscy urzędnicy przyznali, że w nocy ukraińskie grupy posunęły się ponad 25 km w głąb rejonu biełowskiego, ale nie było żadnych przesłanek, że grupy te pozostawały na tym obszarze. Źródła rosyjskie twierdziły także, że małe grupy ukraińskie próbowały nieudanych ograniczonych transgranicznych wtargnięć do zachodniego obwodu biełgorodzkiego. Tymczasem siły rosyjskie zrobiły postępy w pobliżu Kupiańska i Doniecka.
W godzinach nocnych armia ukraińska wkroczyła do rejonu biełowskiego w obwodzie kurskim, położonego na południowy wschód od rejonu sudżańskiego, co później potwierdził szef rejonu Nikołaj Wołobujew i p.o. gubernatora Aleksiej Smirnow. Szef rejonu powiedział, że „wówczas sytuacja była stabilna, ale bardzo napięta” oraz zalecił, aby ci, którzy już ewakuowali się, nie wracali. Rosyjskie Ministerstwo Obrony poinformowało o rzekomych walkach w pobliżu wsi Tołpino i Obszczij Kołodieź, w odległości 25–30 km od granicy ukraińsko-rosyjskiej. Według ISW prezydent Władimir Putin mianował szefa FSB Aleksandra Bortnikowa dowódcą „operacji antyterrorystycznej” po inwazji armii ukraińskiej na obwód kurski. Niezależny rosyjski serwis Proekt poinformował, że strefa walk powiększyła się do 720 km². BBC, powołując się na zdjęcia przeanalizowane przez BBC Verify, podało, że siły rosyjskie rozpoczęły budowę linii obronnych w pobliżu Kurskiej Elektrowni Jądrowej, podczas gdy wojska ukraińskie posuwały się coraz głębiej w obwód kurski, znajdując się w odległości 50 km od obiektu jądrowego.
Rosyjskie Ministerstwo Obrony stwierdziło, że w nocy z 10 na 11 sierpnia zestrzelono cztery pociski Toczka-U i ok. 35 ukraińskich dronów nad obwodami biełgorodzkim (3), kurskim (14), woroneskim (16), briańskim (1) i orłowskim (1). Wieczorem p.o. gubernatora Aleksiej Smirnow poinformował, że zestrzelony pocisk uderzył w wieżowiec w obwodzie kurskim, powodując pożar, który strawił również samochody na ulicy. W wyniku tego co najmniej 13 osób zostało rannych, w tym dwie poważnie. W Szebiekinie w obwodzie biełgorodzkim zostały uszkodzone domy i wieżowiec, a część miasta straciła zasilanie. W obwodzie woroneskim zostały uszkodzone budynki rządowe i prywatne; nie odnotowano ofiar.
Dowódca Sił Powietrznych generał porucznik Mykoła Ołeszczuk podał, że w nocy Rosjanie zaatakowali Ukrainę za pomocą 57 dronów Shahed 136/131 (wystrzelonych z Primorsko-Akhtarska, Bałakławy i Jejska) oraz czterech północnokoreańskich pocisków balistycznych KN-23 (z obwodu woroneskiego) w kierunku Kijowa. Ukraińska obrona przeciwlotnicza zniszczyła 53 drony nad obwodami odeskim, mikołajowskim, dniepropetrowska, czerkaskim, winnickim, kirowohradzkim, chersońskim, kijowskim, zaporoskim, sumskim i rówieńskim. Rakiety KN-23 nie dotarły do stolicy, jednak uderzyły w przedmieścia rejonu browarskiego w obwodzie kijowskim, w wyniku czego zginęło co najmniej dwóch cywilów (35-letni mężczyzna i jego 4-letni syn), a trzech zostało rannych, w tym 13-latek. Według ukraińskich Sił Powietrznych celem rosyjskich nalotów było także pięć innych ukraińskich obwodów, m.in. połtawski czy chmielnicki. Według doniesień w chłodni kominowej Zaporoskiej Elektrowni Jądrowej wybuchł pożar, po czym władze rosyjskie obwiniły o incydent „ukraińskie siły zbrojne”, z kolei prezydent Zełenski stwierdził, że „rosyjscy okupanci wzniecili pożar” w elektrowni, próbując „szantażować” Ukrainę. Szef administracji wojskowej rejonu nikopolskiego Jewhen Jewtuszenko poinformował, że Rosjanie podpalili dużą liczbę opon samochodowych w chłodni kominowej elektrowni, przypuszczając, że miało to na celu prowokację lub próbę siania paniki w okolicznych miejscowościach. Sama elektrownia działała normalnie.

### 12 sierpnia
Rosyjskie Ministerstwo Obrony podało, że wojska rosyjskie zajęły miejscowość Lysychne w obwodzie donieckim.
W opinii ISW siły ukraińskie zdawały się posuwać się dalej w obrębie obwodu kurskiego, pomimo niedawnych twierdzeń blogerów wojennych, że wojska rosyjskie stabilizowały sytuację w obwodzie kurskim. Tymczasem siły rosyjskie poczyniły postępy w pobliżu Wołczańska, Czasiw Jaru, Torećka i Pokrowska.
Według p.o. gubernatora Aleksieja Smirnowa sytuacja w obwodzie kurskim była „skomplikowana”, a Ukraina kontrolowała 28 miejscowości wzdłuż frontu o głębokości 12 km i szerokości 40 km. Około 2 tys. Rosjan znalazło się na terenach pod kontrolą Ukrainy, podczas gdy 121 tys. zostało ewakuowanych, a kolejne 180 tys. oczekiwało na ewakuację. Stwierdził także, że w obwodzie kurskim wykopano 40 km rowów przeciwczołgowych i trwała budowa 90 schronów. Ukraiński projekt DeepState stwierdził, że według najbardziej konserwatywnej oceny sytuacji, siły ukraińskie kontrolowały 44 miejscowości, a kontrola nad kolejnymi 10 „stała pod znakiem zapytania”. Z kolei Naczelny dowódca armii ukraińskiej generał Ołeksandr Syrski powiedział, że Ukraińcy kontrolowali ponad 1050 km² terytorium Rosji. Władze rosyjskie rozpoczęły także ewakuację cywilów z rejonu krasnojaruskiego w obwodzie biełgorodzkim (w tym 11 tys. mieszkańców z przygranicznej miejscowości Krasnaja Jaruga) z powodu rozszerzającej się inwazji ukraińskiej; rejon znajduje się bezpośrednio na południe od obwodu kurskiego i również graniczy z Ukrainą. Ukraińscy żołnierze opublikowali nagranie, na którym widać, jak przejeżdżają przez centrum Sudży, stwierdzając, że centrum miasta znajdowało się pod kontrolą armii ukraińskich. Ukraiński 225 Samodzielny Batalion Szturmowy opublikował nagranie przedstawiające ukraińskich żołnierzy zdejmujących rosyjską flagę we wsi Darjino w obwodzie kurskim. Wieś Słobodka-Iwanowka w rejonie rylskim także została zajęta przez siły ukraińskie. Ponadto podczas incydentu bratobójczego ostrzału rosyjski śmigłowiec Ka-52M zaatakował kolumnę wojsk rosyjskich we wsi Kriwitskije Budy w rejonie biełowskim, niszcząc samobieżne działo 2S19M2 Msta-S.
Prezydent Zełenski powiedział, że ofensywa kurska odbyła się na tle rosyjskiego ostrzału obwodu sumskiego. Według Zełenskiego „od 1 czerwca ostrzelano tam prawie 2100 obszarów”. Celem ofensywy było opanowanie „szczególnie terenów, z których armia rosyjska przeprowadzała ataki” na Sumy i wypchnięcie Rosjan z obszaru przygranicznego. Oświadczył także, że nakazał ministrom i SBU opracowanie planów humanitarnych dla obszaru operacji, a także nakazał urzędnikom państwowym i dyplomatom przedstawienie listy niezbędnych działań, aby Ukraina mogła pozyskać od partnerów broń dalekiego zasięgu w celu ochrony Ukrainy. Rzecznik ukraińskiego Zgrupowania „Tawria” Dmytro Łychowij oświadczył, że zarejestrowano przemieszczanie się wojsk rosyjskich, głównie z kierunku chersońskiego na inne kierunki, w tym na Kursk, gdzie „Rosjanie mieli najwięcej dziur w obronie”. Stwierdził, że: „Kiedy było dużo rosyjskiego personelu, akcji szturmowych było mniej, a kiedy zaczęto się wycofywać w kierunku Kurska, nastąpił gwałtowny wzrost aktywności na odcinku lewego brzegu Dniepru”, dodając, że: „Kilka dni zajmie zrozumienie, czy były to rosyjskie działania demonstracyjne, aby pokazać, że pomimo zmniejszenia swoich sił, są w stanie zaatakować, czy też jest to jakiś inny plan”. Rzecznik Rady Bezpieczeństwa Narodowego USA John Kirby powiedział, że USA utrzymuje bliskie kontakty z Ukrainą, ale nie będą w tej chwili rozmawiać o jej działaniach w obwodzie kurskim, podkreślając, że była to wojna Putina z Ukrainą i jeśli Putin będzie z czegokolwiek niezadowolony, to miał proste rozwiązanie, które polegało na wydaniu przez niego rozkazu wycofania wojsk rosyjskich z Ukrainy i zakończenia wojny.
Gubernator Wadym Fiłaszkin powiedział, że armia rosyjska przeprowadziła serię ataków na obwód doniecki. W Konstantynówce zginęła 35-letnia kobieta, a inny cywil w wieku ok. 40 lat został ranny. W mieście zostało uszkodzonych co najmniej sześć domów prywatnych, budynek przemysłowy i dwie linie energetyczne. Fiłaszkin dodał, że w Torećku Rosjanie zabili kolejną osobę. Ponadto ok. 17:00 wojska rosyjskie ostrzelały rejon dniprowski w Chersoniu, w wyniku czego 61-letni mężczyzna został ranny. Prokuratura regionalna poinformowała, że wojska rosyjskie użyły północnokoreańskiej rakiety KN-23 lub KN-24 w ataku rakietowym na Bogoduchów w obwodzie charkowskim.
Ministerstwo Obrony Wielkiej Brytanii podało, że w ciągu 900 dni od rozpoczęcia wojny Rosja wydała aż 211 miliardów dolarów na bezpośrednie finansowanie swojej inwazji na Ukrainę, dodając, że „koszt nielegalnej inwazji (...) był znacznie wyższy, a zyski znacznie mniejsze, niż planował Putin”. Od maja 2024 roku średnia dzienna liczba zabitych i rannych żołnierzy rosyjskich stale przekraczała 1000 osób. „Rosja straciła wówczas prawdopodobnie ponad 500 tys. rannych i zabitych” żołnierzy.

### 13 sierpnia
Siły rosyjskie zajęły wioskę Iwaniwka, na wschód od Pokrowska w obwodzie donieckim. Rzecznik 32 Samodzielnej Brygady Zmechanizowanej Ołeksandr Bordiijan stwierdził, że działania Ukrainy w obwodzie kurskim nie miały jeszcze wpływu na walki w rejonie torećkim w obwodzie donieckim. Armia rosyjska w dalszym ciągu atakowała Torećk, a walki dotarły już do obrzeży miasta. Rosja w dalszym ciągu wysyłała grupy dywersyjne i zwiększała częstotliwość nalotów. Dodał, że zmniejszyła się, choć nieznacznie, intensywność ataków naziemnych, co starano się „zrekompensować wzmożonymi atakami kierowanych bomb lotniczych”. Walki toczyły się w bezpośrednim sąsiedztwie Torećka, w obszarze miejskim Piwniczne–Zalizne. Rzecznik Marynarki Wojennej Ukrainy Dmytro Pletenczuk powiedział, że Rosja korzystała z pięciu lotnisk wojskowych na okupowanym Krymie, z których dwa zostały zniszczone przez wojsko ukraińskie i wówczas prowadziły jedynie ograniczoną działalność.
Według ISW rosyjscy blogerzy wojenni twierdzili, że siły ukraińskie nadal posuwały się w obwodzie kurskim pośród rosyjskich prób ustabilizowania linii frontu w tym rejonie. Władze rosyjskie wydawały w większości polegać na poborowych i elementach niektórych regularnych i nieregularnych jednostek wojskowych wycofanych z mniej krytycznych odcinków linii frontu, aby zająć się trwającą ukraińską inwazją. Tymczasem siły rosyjskie posunęły się w pobliżu Czasiw Jaru i na południowy zachód od Doniecka, a wojska ukraińskie zrobiły postępy się na kierunku Siewierska i w zachodnim obwodzie zaporoskim.
Sztab Ukrainy podał, że Rosja atakowała w kierunkach Charkowa, Łymanu, Siewierska, Kramatorska, Torećka, Pokrowska, Kurachowego, Zaporoża i Chersonia, gdzie doszło do 80 starć.
Prezydent Władimir Putin mianował Aleksieja Diumina, byłego ochroniarza i obecnego szefa Rady Państwa, dowódcą rosyjskiej odpowiedzi na ukraińską inwazję na obwód kurski, gdzie według strony ukraińskiej pod kontrolą Ukrainy znalazło się terytorium o powierzchni ok. 1000 km². Prezydent Wołodymyr Zełenski i Naczelny dowódca SZ Ukrainy generał Ołeksandr Syrski oświadczyli, że wojska ukraińskie kontrolowały 74 miejscowości w obwodzie kurskim. Ponadto Zełenski powiedział, że „setki rosyjskich żołnierzy poddało się” podczas ukraińskiej operacji w obwodzie kurskim „i wszyscy będą traktowani humanitarnie. Nie doświadczyli takiego traktowania nawet we własnej armii rosyjskiej”. Według Ukrainy „stosunkowo niewielka” liczba wojsk rosyjskich została przeniesiona z regionu Zaporoża i Chersonia do Kurska, ale nadal kontynuowano ofensywę. Rosyjskie Ministerstwo Obrony podało, że udaremniono ataki ukraińskie w rejonie korieniewskim w pobliżu wsi Obszczij Kołodieź, Kauczuk, Aleksiejewskij i Snagost oraz w rejonie sudżańskim w okolicy Martynowki, a także Korieniewa, Olesznii, Nikołajewa-Darjino, Sudży i Mychajliwki. Podczas spotkania z Zełenskim minister obrony Litwy Laurynas Kasčiūnas stwierdził, że Rosja przeniosła część swoich wojsk z Królewca do obwodu kurskiego, nie podając jednak dalszych szczegółów. Ukraiński Su-27 wystrzelił pocisk JDAM na rosyjskie stanowisko dowodzenia w Tiotkino w obwodzie kurskim, które podobno zostało zniszczone. Rosyjskie myśliwce miały przekierować nawet połowę swoich misji bombardowania szybowcowego na ukraińskie cele w obwodzie sumskim, gdzie stacjonują siły ukraińskie.
Rzecznik MSZ Ukrainy Heorhij Tychyj powiedział, że wtargnięcie Ukrainy do obwodu kurskiego byłoby „mniej konieczne”, gdyby Ukrainie pozwolono „w pełni wykorzystać [swoje] zdolności dalekiego zasięgu” przeciwko Rosji. „Gdyby Ukraina mogłaby uderzyć na wojska wroga ze swojego terytorium, wówczas Ukraina byłaby w znacznie lepszej sytuacji, aby chronić” swoje terytorium, i w związku z tym „mniej konieczne byłoby użycie ukraińskich sił obronnych poza granicami Ukrainy, w tym w obwodzie kurskim”. Stwierdził także, że ukraińscy urzędnicy prowadzili rozmowy z zachodnimi partnerami, aby umożliwić Ukrainie atakowanie celów wojskowych w głębi Rosji oraz dodał, że: „Należy porzucić wszelkie obawy i pozwolić nam w pełni wykorzystać nasze zdolności dalekiego zasięgu, aby zmniejszyć potencjał militarny Rosji”. Celem ukraińskiego ataku na obwód kurski było uniemożliwienie Rosji wzmocnienia linii frontu w Donbasie i zapobieżenie rosyjskim atakom transgranicznym. Rzecznik stwierdził, że: „W przeciwieństwie do Rosji Ukraina nie dąży do zajmowania terytorium. Chcemy chronić życie naszych obywateli”, dodając, że od początku lata ukraiński obwód sumski był celem ponad 2 tys. ataków przy użyciu systemów rakietowych, moździerzy, dronów, 255 bomb kierowanych i ponad stu rakiet wystrzelonych z obwodu kurskiego. Niestety Ukraina nie miała wystarczających możliwości, aby uchronić się przed takimi atakami terrorystycznymi. Dlatego konieczne było „wyzwolenie” obszarów przygranicznych przy pomocy armii ukraińskiej i niedopuszczenie do przerzucenia przez Rosję większej liczby wojsk do obwodu donieckiego, a także skomplikowanie rosyjskiej logistyki wojskowej. Prezydent Alexander Stubb oświadczył, że zdecydowanie popiera prawo Ukrainy do przeciwstawiania się rosyjskiej agresji, w tym atakom i postępom na terytorium Rosji oraz podkreślił, że Finlandia nie ograniczała użycia przez Ukrainę fińskiej broni.
Według Sił Powietrznych Ukrainy w nocy Rosja zaatakowała Ukrainę przy wykorzystaniu dwóch rakiet balistycznych Iskander-M/KN-23 (wystrzelonych z obwodu woroneskiego) i 38 dronów Shahed 136/131 (z Primorsko-Achtarska i Kurska). Ukraińska obrona przeciwlotnicza zestrzeliła 30 wrogich dronów obwodach mikołajowskim, winnickim, sumskim, kirowohradzkim, chersońskim, czernihowskim, dniepropetrowskim i czerkaskim. Administracja Wojskowa obwodu sumskiego podała, że nad ranem wojska rosyjskie zaatakowały szpital i obiekty energetyczne w Sumach, raniąc co najmniej jednego cywila. Ponadto SG Ukrainy poinformował, że w 20 km strefie przygranicznej obwodu sumskiego wprowadzono ograniczenia w przemieszczaniu się wszystkich kategorii obywateli. Decyzję podjęto w związku ze wzrostem intensywności działań wojennych oraz aktywizacją grup dywersyjn-rozpoznawczych. Wjazd osób na granicę odbywało się wyłącznie na podstawie paszportu obywatela Ukrainy z odpowiednim pozwoleniem. Gubernator obwodu charkowskiego Ołeh Siniehubow ogłosił, że godzina policyjna w sumie w 201 miastach i wsiach w pięciu obwodach zostanie wydłużona z godzin 0:00–5:00 do godzin 17:00–9:00, aby zapewnić bezpieczeństwo mieszkańcom i umożliwić faktyczne działanie wojsku.
Minister obrony Andris Sprūds powiedział, że ok. 500 łotewskich dronów zostało przekazanych armii ukraińskiej.
Białoruskie media „Belnovosti”, powołując się na anonimowe źródła z Ministerstwa Obrony Białorusi, podały, że prezydent Alaksandr Łukaszenka otrzymał pilną prośbę od Rosji i nakazał transfer części sprzętu wojskowego armii białoruskiej dla wojsk rosyjskich w celu uzupełnienia strat w obwodzie kurskim oraz straty i niedobory sprzętu na innych odcinkach frontu.

### 14 sierpnia
Rosjanie zajęli wsie Żełanne i Orliwka, na wschód od Pokrowska. Według doniesień armia rosyjska prawie całkowicie zajęła wsie położone na południe i południowy zachód od Torećka. Źródła ukraińskie podały, że wojska ukraińskie, znajdujące się wcześniej między Nju-Jorkiem a Zaliznym, w związku z groźbą okrążenia, wycofały się w kierunku Torećka. Rzecznik Marynarki Wojennej Ukrainy Dmytro Pletenczuk poinformował, że wojska rosyjskie wykorzystywały okupowaną Kosę Kinburnską do ataków na obwody mikołajowski i chersoński oraz statki, które mogłyby wpłynąć do portów w Mikołajowie.
W ocenie ISW, powołującego się na rosyjskich blogerów wojennych, siły ukraińskie nieznacznie posunęły się naprzód w obwodzie kurskim wobec ogólnie wolniejszego tempa działań, ponieważ wojska rosyjskie podejmowały dalsze próby stabilizacji linii frontu w rejonie. Trwające działania ukraińskie w obwodzie kurskim generowały namacalne skutki obronne, logistyczne i bezpieczeństwa w Rosji. Rząd rosyjski kontynuował wysiłki rekrutacyjne w celu wsparcia działań w obwodzie kurskim. Tymczasem wojska rosyjskie posuwały się na północ od Charkowa i na południowy wschód od Pokrowska.
Według doniesień armia ukraińska w obwodzie kurskim próbowała posuwać się naprzód w trzech kierunkach: na wschód od Sudży w kierunku wsi Belica i sąsiedniej miejscowości Girji, na północ w kierunku Lgowa i na północny zachód w kierunku Korieniewa przy drodze do Rylska. Doniesiono o zaciętej bitwie w pobliżu Kauczuku, ok. 30 km od Lgowa. Siły rosyjskie stworzyły nowe okopy na południe od Lgowa i w Czermosznoju. Naczelny dowódca armii ukraińskiej generał Ołeksandr Syrski ogłosił, że siły ukraińskie zrobiły postępy „o 1 do 2 km w różnych obszarach od początku dnia” oraz wzięto do niewoli 100 żołnierzy rosyjskich w ciągu niecałych 24h. Ponadto zakończono oczyszczanie Sudży. Według doniesień Ukraina zajęła Czerkasskają Konopielkę, położoną na południe od Sudży oraz wsie Kuriłowka, przysiółek Dmitriukowa, Borki i Krupiec. Wojska ukraińskie wkroczyły do wsi Kamysznoje, gdzie odnotowano bitwę miejską. Gubernator Aleksiej Smirnow nakazał ewakuację Głuszkowa, z kolei gubernator Wiaczesław Gładkow ogłosił w obwodzie biełgorodzkim stan wyjątkowy. Ponadto ukraińska telewizja państwowa wyemitowała reportaż, w którym stwierdzono, że Sudża znalazła się pod kontrolą Ukrainy, a także pokazano, jak ukraińscy żołnierze zdejmowali rosyjską flagę z budynku urzędowego. Pokazano również, jak siły ukraińskie dostarczały pomoc humanitarną cywilom w mieście. Jednak dowódca sił czeczeńskich Apti Alaudinow stwierdził, że wydarzenia te nigdy nie miały miejsca, nie przedstawiając jednak żadnych dowodów na to, że jest inaczej. Armia rosyjska aktywnie prowadziła prace obronne w obwodzie kurskim, tworząc okopy na możliwych kierunkach ofensywy sił ukraińskich. Według doniesień analityków OSINT, zdjęć technicznych i satelitarnych, pozycje obronne były zlokalizowane wzdłuż kluczowych tras. Najbliższe okopy znajdowały się w pobliżu Wiktorowki, ok. 45 km od granicy z Ukrainą, natomiast najdalsze linie obronne były rozproszone wokół Kurska, aż do 75 km od granicy. Armia rosyjska w coraz większym stopniu skupiała różne rezerwy w obwodzie kurskim, w tym: z Królewca i innych regionów nie dotkniętych wojną. Jednostki rosyjskie walczące w Donbasie oddały jedynie marginalne siły i zasoby, w wyniku czego ich postępy w tym regionie nie zostały zatrzymany w wyniku ofensywy ukraińskiej w obwodzie kurskim. Armia ukraińska poinformowała, że zestrzelono Su-34 nad Kurszczyną w obwodzie kurskim.
Według prezydenta Wołodymyra Zełenskiego Ukraina rozważała utworzenie infrastruktury dowodzenia wojskowego na okupowanym terytorium Rosji. Zełenski powiedział także, że nie można wykluczać utworzenia cywilnych organów administracyjnych w obwodzie kurskim, podczas gdy wicepremier Iryna Wereszczuk powiedziała, że ukraińskie wojsko tworzyło „strefę bezpieczeństwa” na terytorium Rosji, aby chronić ukraińskie obszary przygraniczne, dodając, że zostaną również utworzone operacje humanitarne i korytarze ewakuacyjne dla ludności cywilnej, aby mogła przemieszczać się zarówno na Ukrainę, jak i do Rosji. Minister spraw wewnętrznych Ukrainy Ihor Kłymenko określił ten obszar jako „strefę buforową” mającą chronić ukraińską ludność cywilną przed ciągłymi atakami na obwód sumski. Kłymenko powiedział także, że rosyjscy cywile mieszkający w obwodzie kurskim zostali „porzuceni” przez Rosję i podczas ewakuacji nie zapewniono jej podstawowych potrzeb humanitarnych. MSW Ukrainy pomogło w zapewnieniu cywilom żywności, wody, lekarstw i środków sanitarnych.
Według OSW wojska ukraińskie utrzymywały inicjatywę w obwodzie kurskim, gdzie podejmowały działania zaczepne w celu powiększenia obszaru kontrolowanego i dezorganizacji zaplecza Rosjan. Prawdopodobnie apogeum ukraińskich postępów miało miejsce w połowie 12 sierpnia, kiedy to posuwając się w kierunku północnym, opanowały one teren do linii Kriemianoje–Szeptuchowka–Iwnica, ponad 20 km od granicy. Do wieczora Rosjanie zdołali wyprzeć Ukraińców z większości nowo zajętych terenów i od tego czasu na północnym kierunku kształtowała się linia frontu na głębokości ok. 15 km, a walki coraz częściej przyjmowały charakter walk pozycyjnych, głównie na południe od Korieniewa. Ukraińskie grupy dywersyjno-rozpoznawcze w dalszym ciągu przeprowadzały rajdy w kierunku miejscowości Obszczij Kołodieź i Kauczuk oraz w kierunku Lgowa, lecz ich częstotliwość spadła. Ukraińcy starali się utrzymać manewrowy charakter działań, co skutkowało przeniesieniem głównego ciężaru ataku na wschód i zachód od kontrolowanego obszaru. Najprawdopodobniej zajęli całą Sudżę i powiększyli obszar kontrolowany na północ i południe od niej, na pograniczu rejonów sudżańskiego i biełowskiego, w rezultacie czego teren zajęty przez siły ukraińskie sięgnął głębokości 15 km od granicy. Po stronie zachodniej szczególnie zacięte walki toczyły się o wioskę Snagost, która co najmniej dwu razy przechodziła z rąk do rąk i ponownie znalazła się pod kontrolą rosyjską. Niepowodzeniem zakończyły się kolejne próby wdarcia do obwodu biełgorodzkiego, gdzie niewielkie formacje ukraińskie były zatrzymywane tuż przy granicy. Część ukraińskiego zgrupowania wciąż pozostawała niezaangażowana w walki, a jako nowy potencjalny kierunek ataku wskazywano Tiotkino, ok. 45 km na zachód od obszaru walk. Według doniesień siły ukraińskie w obwodzie kurskim już się nie zwiększały. Siły rosyjskie kontynuowały ataki w Donbasie, gdzie w ciągu tygodnia poczyniły dalsze postępy na całej linii frontu od Czasiw Jaru na północy do Wuhłedaru na południu. Najbardziej zacięte walki toczyły się na kierunku Pokrowska, gdzie Rosjanie wyparli siły ukraińskie z kolejnych pięciu miejscowości, oraz na obrzeżach Torećka. Rosjanie zaktywizowali się także w obwodzie charkowskim oraz poszerzyli wyłom na południowy wschód od Kupiańska i wznowili szturmy w Wołczańsku, jednak bez powodzenia. Do nieznacznych obustronnych przesunięć linii frontu doszło na granicy obwodów charkowskiego i ługańskiego.
Siły Powietrzne Ukrainy podały, że w nocy wojska rosyjskie zaatakowały Ukrainę dwoma rakietami manewrującymi Ch-59/Ch-69 (wystrzelonych z obwodu biełgorodzkiego) i 23 dronami Shahed 136/131 (z Krymu, Jejska i Kurska). Ukraińska obrona przeciwlotnicza zniszczyła 17 dronów w obwodach mikołajowskim, czerkaskim, kirowohradzkim, kijowskim, zaporoskim, sumskim, charkowskim i żytomierskim. Szef wydziału śledczego policji Serhij Bolwinow powiedział, że w rosyjskim ataku dronów FPV na Biłyj Kołodiaz w obwodzie charkowskim zginęło dwóch medyków, a kolejne trzy osoby zostały ranne. Prokuratora Generalna Ukrainy podała, że siły rosyjskie zaatakowały infrastrukturę portową w Odessie, raniąc co najmniej dwie osoby. Gubernator Ołeh Kiper dodał, że w ataku użyto pocisku balistycznego.
Ministerstwo Obrony Rosji oświadczyło, że Ukraina przeprowadziła zmasowany atak rakietowy i dronów za pomocą czterech rakiet (na obwód kurski) i 117 dronów na obwody kurski (37), woroneski (37), biełgorodzki (17), niżnonowogrodzki (11), wołgogradzki (9), briański (3), orłowski (2) i rostowski (1), dodając, że wszystkie cele zostały zestrzelone. Kanały na Telegramie informowały, że drony zaatakowały trzy rosyjskie lotniska. Według lokalnych mediów co najmniej 10 ukraińskich dronów uderzyło w bazę lotniczą Sawaslejka w obwodzie niżnonowogrodzkim, powodując eksplozje. Gubernator Gleb Nikitin, powiedział, że nalot został odparty bez żadnych ofiar. Ataki, eksplozje i pożary odnotowano również w mieście Borisoglebsk w obwodzie woroneskim, gdzie znajduje się inne rosyjskie lotnisko, oraz w pobliżu bazy lotniczej Baltimore (Malszewo) w pobliżu Woroneża, gdzie wybuchł pożar.
SBU ogłosiła odkrycie siatki szpiegowskiej działającej w imieniu Rosji, której członkami byli dwaj członkowie ochrony byłego prezydenta Wiktora Janukowycza i czynny członek Gwardii Narodowej Ukrainy.
Ministerstwo Obrony Ukrainy poinformowało, na terenach zniszczonego w czasie działań wojennych sprzętu wojskowego oraz w wyznaczonych jednostkach wojskowych armii ukraińskiej zgromadzono 1000 ton złomu zawierającego metale szlachetne. W wyniku tego w złomie znaleziono 100 kg złota, 1900 kg srebra i 25 kg platyny.

### 15 sierpnia
Władze ukraińskie poinformowały, że siły rosyjskie znajdowały się wówczas „zaledwie nieco ponad 10 km od obrzeży Pokrowska”, wzywając tym samym mieszkańców do natychmiastowej ewakuacji. Rzecznik ukraińskiego Zgrupowania „Tawria” Dmytro Łychowij poinformował, że siły rosyjskie zwiększyły swoją aktywność w obwodzie chersońskim na lewym brzegu Dniepru w rejonie Krynek. Stwierdził, że odparto siedem ataków na przyczółek na lewym brzegu Dniepru, na północ od wsi Krynky, gdzie jednostki ukraińskie przeniosły się na nowe pozycje, dodając, że ukraińscy żołnierze musieli się przemieszczać z powodu pożarów spowodowanych ostrzałem.
Według ISW ukraińscy urzędnicy podejmowali kroki w celu konsolidacji i koordynacji zarządzania trwającymi operacjami ukraińskimi w obwodzie kurskim. Rosyjscy blogerzy wojenni stwierdzili, że siły ukraińskie kontynuowały postępy w niektórych obszarach obwodu kurskiego wobec ogólnie wolniejszego tempa działań ukraińskich. Wojska rosyjskie utrzymywały stosunkowo wysokie tempo ofensywy w obwodzie donieckim, co pokazywało, że rosyjskie dowództwo nadal priorytetowo traktowało postępy we wschodniej Ukrainie, nawet gdy Ukraina wywierała presję na siły rosyjskie w obwodzie kurskim. Tymczasem siły rosyjskie poczyniły potwierdzone postępy na kierunkach Pokrowska i Torećka. Brytyjskie MON podało, że po wkroczeniu wojsk ukraińskich do obwodu kurskiego Rosja przerzuciła tam dodatkowe siły z innych obszarów i budowała dodatkowe umocnienia, aby zapobiec dalszym postępom. Od 6 sierpnia siły ukraińskie weszły do obwodu na głębokość 10–25 km na froncie o długości ok. 40 km. Choć Rosja stworzyła linie obronne i miała siły graniczne w regionie, nie były one przygotowane na atak wielobatalionowych sił. Zdaniem Ministerstwa „po początkowym chaosie i dezorganizacji, wojsko rosyjskie zaangażowało większe siły w obwodzie, w tym z innych obszarów wzdłuż linii frontu. Zaczęły one także prawdopodobnie budować dodatkowe pozycje defensywne, aby zapobiec ukraińskim postępom”. 
Naczelny dowódca armii ukraińskiej generał Ołeksandr Syrski ogłosił utworzenie administracji wojskowej na okupowanym obszarze obwodu kurskiego, na czele której stanie generał Eduard Moskaliow, dodając, że siły ukraińskie „posunęły się na głębokość 35 km i kontrolowały 1150 km² terytorium Rosji”, dodając, że 82 miejscowości znalazły się kontrolą Ukrainy. W swoim wieczornym przemówieniu prezydent Zełenski potwierdził, że siły ukraińskie przejęły pełną kontrolę nad Sudżą. P.o. gubernatora Aleksiej Smirnow,ogłosił ewakuację ok. 20 tys. osób z rejonu głuszkowskiego, ok. 20 km za linią frontu. Rosyjskie Ministerstwo Obrony stwierdziło, że odzyskano wioskę Krupiec oraz potwierdziło, że siły ukraińskie posunęły się o ok. 2 km. Do 14 sierpnia ukraińska inwazja wkroczyła na ok. 9,6 km (6 mil) w głąb obwodu i zajęła wiele pozycji, ale zacięta odpowiedź rosyjska doprowadziła do dużych strat po stronie ukraińskiej i późniejszego wycofania się z zajętego terytorium do 15 sierpnia tego roku. Ponadto nad ranem 102 rosyjskich żołnierzy z 488 Gwardyjskiego Pułk Strzelców Zmotoryzowanych i jednostki specjalnej „Achmat” zostało wziętych do niewoli przez żołnierzy SBU.
Według oceny niemieckiego generała majora Christiana Freudinga w ofensywie kurskiej bezpośrednio brały udział cztery ukraińskie brygady, czyli od 4 do 6 tys. żołnierzy. Według Freudinga kolejne 2–4 tys. żołnierzy wspierało ofensywę logistyką i obroną powietrzną. Rzecznik Rady Bezpieczeństwa Narodowego USA John Kirby powiedział, że wojska rosyjskie zostały przeniesione do obwodu kurskiego z Ukrainy lub obszarów otaczających Ukrainę, jednak liczba i cele operacyjne nie zostały jeszcze ustalone. Odmówił komentarza na temat działań Ukrainy w obwodzie kurskim, ale powiedział, że USA uważnie monitorowało sytuację i było w kontakcie „w czasie rzeczywistym” z Ukrainą, aby lepiej zrozumieć sytuację w obwodzie kurskim oraz zapewnić Ukrainie broń i zdolności potrzebne do samoobrony.
Według Sił Powietrznych Ukrainy Rosjanie zaatakowali Ukrainę za pomocą trzech rakiet manewrujących Ch-59 (wystrzelonych z obwodu kurskiego) i 29 dronów Shahed 136/131 (z Primorsko-Achtarska, Jejska, Kurska. Ukraińska obrona przeciwlotnicza zniszczyła wszystkie 29 dronów w obwodach mikołajowskim, czerkaskim, kirowohradzkim, chersońskim, zaporoskim, sumskim, czernihowskim i kijowskim. Administracja wojskowa poinformowała, że siły rosyjskie zaatakowały 11 hromad w obwodzie sumskim, zabijając jedną osobę i raniąc trzy kolejne. W sumie odnotowano 147 eksplozji w 56 oddzielnych atakach na region. Szef administracji wojskowej Roman Mroczko podał, że w rosyjskim ataku drona w Chersoniu zginęło dwóch wolontariuszy podczas wydawania pomocy humanitarnej lokalnym mieszkańcom. Gubernator Ołeh Siniehubow oświadczył, że Rosjanie zniszczyli obiekt infrastruktury logistycznej i uszkodzili budynek mieszkalny we wsi Osynowo w rejonie kupiańskim. Ostrzelano także za pomocą artylerii wieś Kozacza Łopań w hromadzie Dergacze.
Gubernator Wiaczesław Gładkow poinformował, że cztery osoby, w tym dwóch ratowników medycznych, zostało rannych w wyniku ukraińskich atakach dronów na Szebiekino w obwodzie biełgorodzkim. Dodał, że po ataku na krótko zapalił się budynek mieszkalny. Wojsko rosyjskie podało, że zniszczono jednego ukraińskiego drona nad obwodem biełgorodzkim w nocy, a drugiego w czwartek rano. O 22:18 bombowiec strategiczny Tu-22M3 rozbił się w obwodzie irkuckim. Według gubernatora Igora Kobzewa czteroosobowej załodze udało się katapultować z samolotu.
Minister obrony Szwecji Pål Jonson zapowiedział możliwość przejścia z importu na produkcję sprzętu wojskowego na Ukrainie. Według niego obecność Szwedzkiej Agencji Zamówień Wojskowych (FMV) na terytorium Ukrainy pomoże promować taki projekt już jesienią 2024 roku. Rzeczniczka Ministerstwa Obrony Kanady Andrée Anne Poulin poinformowała, że Ukraina może swobodnie używać na terytorium Rosji czołgów i pojazdów opancerzonych oraz innego sprzętu przekazanego przez Kanadę.
Prokuratora Generalna oskarżyła zaocznie prorosyjskiego gubernatora obwodu chersońskiego Wołodymyra Saldo o nielegalne wywiezienie ponad 2800 ton zboża z zajętej Chersońskiej Fabryki Wyrobów Chlebowych.

### 16 sierpnia
Szef administracji wojskowej Jurij Tretiak poinformował, że siły rosyjskie znajdowały się ok. 6 km od Myrnohradu w obwodzie donieckim. Stwierdził, że „ludzie wyjeżdżają, ale nie tak szybko i pilnie, jak byśmy chcieli i jak wymaga tego sytuacja”, dodając, że w mieście pozostało 20 tys. osób, w tym ok. 1000 dzieci. Generał Ołeksandr Syrski powiedział, że nie odnotowano znaczących zmian na froncie, a zacięte walki trwały na kierunkach Pokrowska i Torećka.
Według ISW siły ukraińskie kontynuowały marginalne postępy na południowy wschód od Sudży w trakcie trwających działań ukraińskich w obwodzie kurskim. Wojska ukraińskie prawdopodobnie posunęły się dalej w głąb zachodniego obwodu biełgorodzkiego podczas ataków transgranicznych niż wcześniej zgłaszano, jednak dostępne raporty wskazywały, że Ukraińcy nie utrzymywali już pozycji w obwodzie. Wojska rosyjskie zrobiły postępy w pobliżu Czasiw Jaru, Torećka i Pokrowska. Materiały geolokalizowane opublikowane 14 i 15 sierpnia wskazywały, że wojska rosyjskie posunęły się w ostatnim czasie w rejonie Grodówki na wschód od Pokrowska, a także w rejonie Żełannego, Nikołajewki i Orłowki, położonych na południowy wschód od Pokrowska. Według ISW armia rosyjska zajęła Orłowkę i Żełanne.
Naczelny dowódca armii ukraińskiej generał Ołeksandr Syrski poinformował, że w rejonie Małajej Łokni „toczyły się walki”, a żołnierzom udało się posunąć na niektórych kierunkach od 1 do 3 km. Ok. 17:00 wojska ukraińskie zniszczyły główny most drogowy nad rzeką Sejm w Głuszkowie, ok. 50 km na zachód od terytorium Rosji, które wówczas kontrolowała Ukraina. Dowódca ukraińskich Sił Powietrznych generał Mykoła Ołeszczuk stwierdził, że most stanowił ważny szlak zaopatrzeniowy dla wojsk rosyjskich. Według rosyjskich mediów utrata mostu spowodowała odcięcie Tiotkino, Popowo-Leżaczi, Wołfino i ok. 27 innych miejscowości w rejonie głuszkowskim od terytorium kontrolowanego przez Rosjan oraz mogła utrudnić ewakuację drogą lądową ok. 20 tys. cywilów. Z powodu ukraińskich wysiłków zmierzających do zniszczenia mostów na Sejmie, wojska rosyjskie zbudowały most pontonowy na rzece. Ukraińska 80 Oddzielna Brygada Desantowo-Szturmowa opublikowała film pokazujący zniszczenie rosyjskiego posterunku i pojmanie ponad 50 rosyjskich żołnierzy w pierwszych godzinach inwazji. Z kolei 8 Pułk ukraińskich Sił Operacji Specjalnych opublikował film, na którym dokonano napadu na rosyjską ciężarówkę, zabijając „w ciągu kilku minut” kilkunastu żołnierzy. Ponadto według doniesień Rosja zatrudniała kopaczy do budowy umocnień za wynagrodzenie w wysokości ok. 2500 dolarów miesięcznie, z obietnicą pracy poza strefami walk. Zdjęcia satelitarne pokazywały rozbudowę rosyjskich linii okopów w regionie. Według doniesień kraje Organizacji Układu o Bezpieczeństwie Zbiorowym (ODKB) nie poparły ani nie potępiły ukraińskiej inwazji.
Rzecznik Sił Powietrznych Jurij Ihnat przyznał, że Ukraina „straciła” myśliwiec MiG-29 (pilot przeżył) po tym, jak Rosja oświadczyła, że zaatakowano bazę lotniczą w obwodzie dniepropetrowskim za pomocą pocisku balistycznego Iskander-M. Ponadto gubernator Serhij Łysak powiedział, że siły ukraińskie zestrzeliły dwa rosyjskie pociski nad obwodem dniepropietrowskim, gdzie doszło do eksplozji i „kilku pożarów” w Dnieprze.
W nocy Ukraina przeprowadziła ataki na przeprawę promową w Kerczu na Krymie i łódź w pobliżu Czernomorskiju w Kraju Krasnodarskim. Rosja stwierdziła, że 12 pocisków ATACMS zostało zestrzelonych w pobliżu Mostu Krymskiego, który został tymczasowo zamknięty. Kanał na Telegramie „Crimean Wind” poinformował również o eksplozjach w Symferopolu i Sewastopolu. Rosyjskie Ministerstwo Obrony stwierdziło również, że rosyjskie śmigłowce zniszczyły pięć dronów morskich. Prorosyjski gubernator Dienis Puszylin oskarżył Ukrainę o ostrzelanie centrum handlowego w Doniecku, w wyniku czego zginęły dwie osoby, a co najmniej siedem zostało rannych. Według niego ataki uszkodziły lokalny szpital i spaliły centrum handlowe „Galaktika” na obszarze 10 tys. m².
Minister obrony Margarita Robles powiedziała, że Ukraina może decydować, jak i kiedy wykorzystać sprzęt i uzbrojenie dostarczone przez Hiszpanię. Ukraina jest w stanie wojny, więc może w każdej chwili skorzystać z narzędzi, jakie uzna za potrzebne, podkreślając, że sprzęt dostarczony przez Hiszpanię miał charakter defensywny. Wówczas nie było doniesień, czy wojsko ukraińskie wykorzystywało w obwodzie kurskim hiszpański sprzęt. Niemiecki rząd ogłosił, że nie będzie już zatwierdzał dalszych środków na pomoc wojskową dla Ukrainy poza wcześniej ustalonymi wydatkami na kolejne lata. Według ministra finansów Christiana Lindnera niemiecka pomoc wojskowa powinna być finansowana z zysków lub odsetek z zamrożonych aktywów rosyjskich, a nie z budżetu federalnego.
Ministerstwo Infrastruktury Ukrainy oświadczyło, że od chwili jednostronnego uruchomienia tymczasowego korytarza czarnomorskiego Ukraina wyeksportowała do 46 krajów Azji, Afryki i Europy ponad 64 mln ton towarów, w tym 43,5 mln ton produktów rolnych. Do tej pory z korytarza skorzystało łącznie 2379 statków.

### 17 sierpnia
Według ISW ukraińska inwazja na obwód kurski i rosyjskie działania ofensywne na wschodzie Ukrainy nie były decydującymi operacjami wojskowymi, które doprowadzą do wygrania wojny. Zarówno siły rosyjskie, jak i ukraińskie nie miały zdolności do przeprowadzania decydujących operacji i musiały przeprowadzać wiele operacji o ograniczonych celach, które były dalekie od zwycięstwa, ale które łącznie mogły osiągnąć cele strategiczne. Prezydent Putin i rosyjskie dowództwo prawdopodobnie postrzegało utrzymanie inicjatywy na całym froncie jako strategiczny imperatyw wygrania wojny na wyniszczenie z Ukrainą, a ukraińska inwazja na obwód kurski i rosyjskie ataki na wschodzie Ukrainy wpłyną na to, czy siły rosyjskie będą w stanie utrzymać inicjatywę w krótkim okresie. Ukraińscy urzędnicy wskazywali, że operacja Ukrainy w Kursku nie miała długoterminowych celów terytorialnych, ale zamiast tego miała na celu wywarcie nacisków na siły rosyjskie na całym froncie. Ukraińska operacja w obwodzie kurskim już wywarła naciski operacyjne i strategiczne na Rosjan na całym froncie, a kolejne fazy walk w Rosji prawdopodobnie wywrą jeszcze większą presję na Putina i wojsko rosyjskie. Wojska rosyjskie nie będą w stanie utrzymać inicjatywy na całej wschodniej Ukrainie w nieskończoność, a kulminacja rosyjskich ataków da siłom ukraińskim okazje do dalszego kwestionowania inicjatywy. Tymczasem siły ukraińskie posunęły się w obrębie Czasiw Jaru, a wojska rosyjskie zrobiły nieznaczne postępy w pobliżu Kreminnej, Pokrowska i Doniecka.
Naczelny dowódca armii ukraiński generał Ołeksandr Syrski oświadczył, że siły ukraińskie „wzmocniły” swoje pozycje i rozszerzyli „ustabilizowane terytorium” w obwodzie kurskim w miarę kontynuowania operacji w regionie. Źródła ukraińskie podały, że SZ Ukrainy zajęły wioskę Korieniewo. Nie było oficjalnego potwierdzenia tej informacji, jednak rosyjskie Ministerstwo Obrony podało, że „ukraińskie ataki w kierunku wsi Korieniewo zostały odparte”. Według blogerów wojennych siły rosyjskie ogłosiły „zorganizowany odwrót” i „wysadziły” dwa mosty w pobliżu Tiotkino i Popowo-Leżaczi po wycofaniu się z prawego brzegu rzeki Sejm w tym rejonie, dodając, że rosyjscy żołnierze „zajęli nowo przygotowane linie obronne”.
Dowódca Sił Powietrznych Ukrainy generał Mykoła Ołeszczuk podał, że w nocy Rosjanie zaatakowali Ukrainę przy wykorzystaniu rakiety manewrującej Iskander-K (wystrzelonej z obwodu woroneskiego) i 14 dronów Shahed 136/131 (z Primorsko-Achtarska, Jejska i Kurska). Ukraińska obrona przeciwlotnicza zniszczyła wszystkie drony w obwodach mikołajowskim, czerkaskim, połtawskim, dniepropetrowskim, zaporoskim i kijowskim. Gubernator Wadym Fiłaszkin powiedział, że siły rosyjskie zaatakowały niedokończony 9-piętrowy budynek w Myrnohradzie, zabijając co najmniej jedną osobę i raniąc cztery kolejne. Według doniesień ukraińskich wojsko rosyjskie zrzuciło co najmniej trzy bomby lotnicze na zaludnione obszary obwodu sumskiego, w wyniku czego ranne zostały dwie osoby, mężczyzna i kobieta w wieku ok. 40 lat. W ciągu ostatnich 10 dni zrzucono na region 200 KAB-ów. Nad ranem rosyjskie samoloty zaatakowały Sumy. W wyniku ataku wybuchł pożar, który objął 10 samochodów na parkingu obok budynku mieszkalnego. Ponadto Międzynarodowa Agencja Energii Atomowej (MAEA) poinformowała, że miał miejsce atak drona na drodze w pobliżu obwodu Zaporoskiej Elektrowni Jądrowej, za co Rosja obwiniła Ukrainę. Atak nie spowodował żadnych ofiar ani uszkodzeń sprzętu elektrowni.
Ministerstwo Spraw Zagranicznych Ukrainy odpowiedziało na wcześniejsze doniesienia niemieckich mediów, że niemiecki rząd nie wyrazi zgody na jakąkolwiek dodatkową pomoc dla Ukrainy w celu ratowania budżetu na 2024 i będzie jedynie kontynuował udzielanie obiecanej pomocy, wskazując, że doniesienia te były zgodne z wcześniejszymi doniesieniami medialnymi, które Niemcy rozważali. Rzecznik ukraińskiego MSZ Heorhij Tychyj stwierdził, że: „Doniesienia o rzekomym wstrzymaniu przez Niemcy pomocy wojskowej dla Ukrainy są błędne”, dodając, że „to ten sam rodzaj manipulacji, co poprzednie doniesienia o zmniejszeniu pomocy o połowę na następny rok”. Brytyjski dziennik The Times poinformował, że Stany Zjednoczone skutecznie blokowały pozwolenie Wielkiej Brytanii dla Ukrainy na użycie rakiet Storm Shadow na terytorium Rosji w związku z obawami administracji Joe Bidena przed eskalacją wojny. Wielka Brytania czekała na zgodę USA, jednak według źródeł w brytyjskim rządzie wniosek wpłynął do systemu ponad miesiąc temu, ale nadal nie otrzymano odpowiedzi. 
The Washington Post, powołując się na dyplomatów i urzędników zaznajomionych z negocjacjami, podał, że w sierpniu Ukraina i Rosja miały wysłać swoje delegacje do Doha, aby omówić porozumienie w sprawie zakończenia ataków na infrastrukturę energetyczną.
Największy na świecie koncern świadczący usługi naftowe, SLB, rozwijał się w Rosji po tym, jak jego główni zachodni konkurenci opuścili kraj w następstwie inwazji Rosji na Ukrainę.

### 18 sierpnia
Rosjanie zdobyli wsie Nowożełanne i Zawitne, na wschód od Pokrowska w obwodzie donieckim.
W ocenie ISW siły ukraińskie kontynuowały ataki w obwodzie kurskim i nieznacznie posunęły się na południowy wschód od Sudży. Ukraińska inwazja na obwód w dalszym ciągu zmuszała Rosję do przerzucania sił z innych odcinków frontu, a kolejne fazy walk w Rosji będą wymagały większej rosyjskiej siły roboczej i zaangażowania materiałowego na tym obszarze. Tymczasem wojska rosyjskie poczyniły postępy w pobliżu Kreminnej i Doniecka, a siły ukraińskie odzyskały wcześniej utracone pozycje w pobliżu Siewierska.
Dowódca ukraińskich Sił Powietrznych generał Mykoła Ołeszczuk powiedział, że siły ukraińskie zniszczyły kolejny most kluczowy nad rzeką Sejm w pobliżu Zwannoje w obwodzie kurskim. Według rosyjskich blogerów wojennych zarówno Ukraina, jak i Rosja wzmocniły swoje siły walczące w obwodzie kurskim, przy czym Rosja przeniosła część sił z innych odcinków frontu. Żołnierze z 501 Oddzielnego Batalionu Piechoty Morskiej opublikowali film, na którym zerwali rosyjską flagę z budynku miejskiego w Apanasowce. 80 Brygada Desantowo-Szturmowa opublikowała film przedstawiający czołg T-90M, który zdobyto w obwodzie kurskim. Stwierdzili, że naprawili czołg i teraz użyją go przeciwko Rosjanom. Według portalu „Vazhnie Istorii” z powodu niedoboru siły roboczej rosyjskie dowództwo podobno zaczęło rozmieszczać jednostki Sił Powietrzno-Kosmicznych w obwodzie kurskim, składające się z żołnierzy, którzy strzegli baz lotniczych, instalacji nuklearnych, personelu z kosmodromu, stacji radarowej w Woroneżu, a także „inżynierów, mechaników... i kilku oficerów załogi lotniczej” zorganizowanych w jednostki strzelców zmotoryzowanych.
Według Sił Powietrznych Ukrainy Rosjanie zaatakowali terytorium Ukrainy przy użyciu jednego pocisku balistycznego Iskander-K, dwóch rakiet balistycznych KN-23, dwóch rakiet manewrujących Ch-59, trzech niezidentyfikowanych rakiety manewrujących i ośmiu dronów Shahed 136/131. Ukraińska obrona przeciwlotnicza zestrzeliła 13 z 16 celów, w tym dwie rakiety KN-23, trzy pociski nieznanego typu i wszystkie drony w obwodach kijowskim, sumskim i połtawskim, natomiast pozostałe pociski nie osiągnęły celów. Prokuratura obwodu donieckiego podała, że wojska rosyjskie zaatakowały (za pomocą artylerii i dronów) Myrnohrad, Torećk i Rozływ w obwodzie donieckim, zabijając cztery osoby i raniąc cztery kolejne. Prokuratura obwodu sumskiego poinformowała, że Rosjanie zrzucili kierowaną bombę lotniczą na infrastrukturę cywilną w Białopolu w obwodzie sumskim, zabijając jedną osobę i raniąc trzy kolejne, w tym 11-letnią dziewczynkę. Prezydent Wołodymyr Zełenski powiedział, że w zeszłym tygodniu armia rosyjska wystrzeliła łącznie 40 rakiet, 750 kierowanych bomb lotniczych i 200 dronów w kierunku ukraińskich miast i wsi.
Gubernator Wasilij Gołubiew stwierdził, że w nocy skład ropy naftowej „Kaukaz” w Proletarsku w obwodzie rostowskim został zaatakowany przez ukraińskiego drona, powodując pożar; według SZ Ukrainy magazynowano w nim ropę i produkty naftowe, które dostarczano głównie na armii rosyjskiej. Według gubernatora rosyjskie jednostki przeciwlotnicze odparły atak dronów, ale spadające szczątki spadły na magazyn przemysłowy i spowodowały pożar oleju napędowego. Nie odnotowano ofiar. Przedstawiciel rządu Ukrainy Jewhen Jerin powiedział, że ukraińscy cyberspecjaliści z wywiadu ukraińskiego przeprowadzili atak na rosyjską firmę opracowującą broń nuklearną „Vega” w Snieżynsku w obwodzie czelabińskim. W rezultacie wywiad otrzymał wiele cennych informacji, w tym dane osobowe pracowników, informacje oficjalne oraz informacje, które mogłyby rzucić światło na sposoby obejścia sankcji.
Rzecznik Państwowej Służby Granicznej pułkownik Andriej Demczenko uznał za fałszywe twierdzenia prezydenta Białorusi Alaksandra Łukaszenki o przerzuceniu blisko ⅓ żołnierzy pod granicę ukraińską, stwierdzając, że granica z Białorusią nie uległy zmianie, podobnie jak retoryka Łukaszenki, który regularnie eskalował sytuację, aby uspokoić Rosję. Dodał, że „nie zaobserwowano zwiększenia wyposażenia i siły roboczej armii białoruskiej w pobliżu granicy”.

### 19 sierpnia

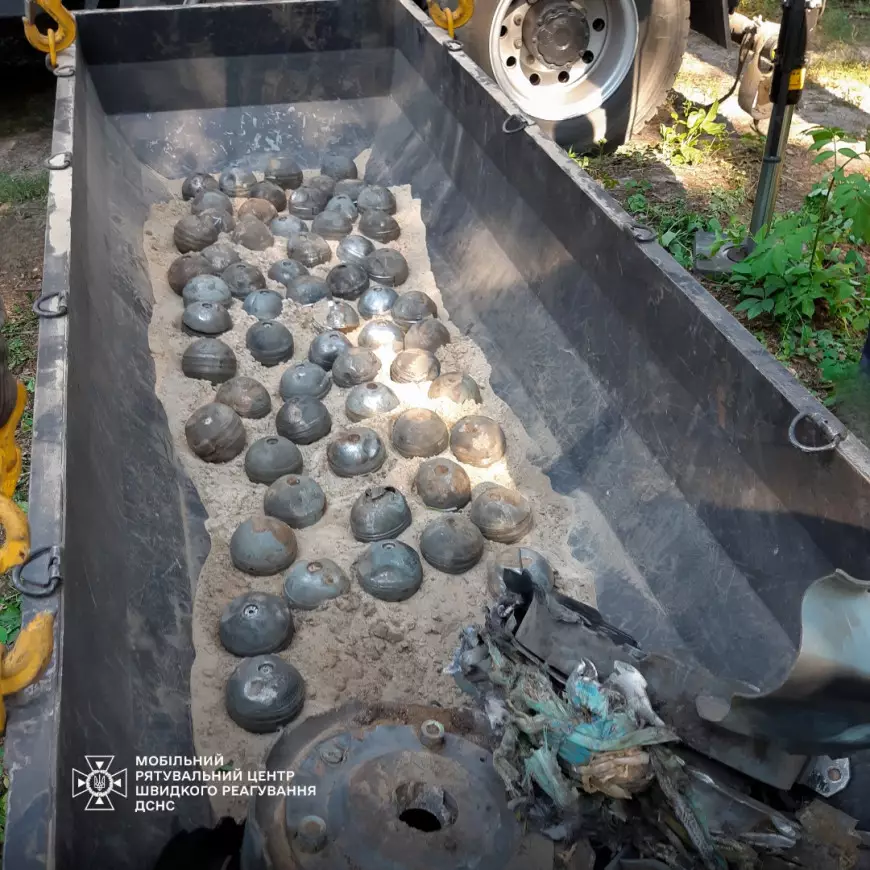
Amunicja kasetowa znaleziona w lesie w Kijowie, w miejscu, w którym spadły fragmenty rosyjskiej rakiety Ch-101. Znaleziono 60 kulek.

Ministerstwo Obrony Rosji stwierdziło, że siły rosyjskie zajęły „ważniejsze” miasto Zalizne, na południowy wschód od Torećka. Według doniesień siły ukraińskie, głównie 53 Odrębna Brygada Zmechanizowana, w dalszym ciągu utrzymywała obronę w północnej części wsi Nju-Jork w obwodzie donieckim, kontrolując ok. 20% miejscowości. Po zajęciu części Nju-Jorka Rosjanie aktywnie posuwali się w kierunku kolejnej wioski, Nelipiwki.

Ukraińskie postępy od 6 do 19 sierpnia br. podczas inwazji na obwód kurski.

W ocenie ISW siły ukraińskie kontynuowały walki i marginalne postępy w obwodzie kurskim. Wojska rosyjskie zrobiły postępy w pobliżu Kupiańska, Swatowego, Pokrowska i Wuhłedaru.
Według doniesień rosyjskich blogerów wojennych siły ukraińskie zniszczyły trzeci i ostatni most nad rzeką Sejm, znajdujący się w wiosce Karyż w obwodzie kurskim, zakłócając rosyjską logistykę na obszarze ponad 700 km² w rejonie głuszkowskim, a jednocześnie potencjalnie okrążając 700–800 rosyjskich spadochroniarzy. Blogerzy dodali także, że wojska rosyjskie były wspierane przez przeprawy pontonowe, a to „w zupełności wystarczy, aby przeprowadzić skuteczne działań mające na celu odparcie ataków SZ Ukrainy”. W wieczornym przemówieniu prezydent Zełenski powiedział, że wojska ukraińskie kontrolowały 92 miejscowości w obwodzie kurskim i 1250 km² terytorium Rosji. Według Zełenskiego armia ukraińska wzmacniała swoje pozycje i zwiększała liczbę wziętych do niewoli Rosjan, których w przyszłości planowano wymienić na Ukraińców.
Siły Powietrzne Ukrainy podały, że w nocy Rosja zaatakowała Ukrainę za pomocą 11 Shahed 136/131, wystrzelonych z obwodu kurskiego i Primorsko-Achtarska. Ukraińska obrona przeciwlotnicza zniszczyła wszystkie rony nad obwodami mikołajowskim, czerkaskim, winnickim, kijowskim, dniepropetrowskim, charkowskim, sumskim i donieckim. Prokuratura regionalna poinformowała, że siły rosyjskie zaatakowały Torećk i Zarichne w obwodzie donieckim, zabijając czterech cywilów w wieku od 61 do 72 lat. Według Administracji Wojskowej siły rosyjskie zaatakowały 11 hromad w obwodzie sumskim, raniąc czterech cywilów. W sumie w 69 oddzielnych atakach za pomocą moździerzy, artylerii, wyrzutni rakiet, materiałów wybuchowych, rakiet niekierowanych i dronów odnotowano 256 eksplozji. Szef Administracji Wojskowej Roman Mroczko podał, ze armia rosyjska uderzyła w gazociąg w Chersoniu, w wyniki czego ok. 600 gospodarstw domowych w rejonie dnieprskim zostało tymczasowo pozbawionych gazu. Ponadto ukraińscy urzędnicy nakazali przymusową ewakuację kobiet i dzieci z Pokrowska i okolic z powodu szybkich postępów Rosji. Szef administracji Serhij Dobriak powiedział, że: „Przed wybuchem wojny [w Pokrowsku] mieliśmy 13 700 dzieci. Wówczas w hromadzie było jeszcze 4788 dzieci. Czyli została ⅓ z nich”, dodając, że z miasta wyjeżdżało średnio 500–600 osób dziennie.
Po ataku ukraińskiego drona na magazyn ropy pod Proletarskiem w obwodzie rostowskim władze ogłosiły stan wyjątkowy w rejonie proletarskim ze względu na pożar, który wymknął się spod kontroli.
Rząd niemiecki oświadczył, że Niemcy dostarczyły Ukrainie trzeci system obrony powietrznej IRIS-T SLS, 14 tys. szt. amunicji 155 mm, 26 dronów rozpoznawczych Vector wraz z częściami zamiennymi, 10 dronów morskich, sześć koparek inżynieryjnych, jeden pojazd naprawczo-ratowniczy Bergepanzer 2, 700 karabinów szturmowych MK556, 10 karabinów snajperskich HLR 338 z amunicja, 50 karabinów CR 308 oraz materiały do usuwania amunicji wybuchowej i 55 tys. apteczek. Ministerstwo Obrony Szwecji oświadczyło, że rozpoczęto dostawy na Ukrainę „całego taboru” bojowych wozów piechoty Pansarbandvagn 302 o wartości 1,3 miliarda dolarów. Dania zapowiedziała nowy pakiet pomocy wojskowej dla Ukrainy w wysokości 115 milionów dolarów, które zostaną wykorzystane na zakup nowego sprzętu wojskowego od ukraińskiego przemysłu obronnego i międzynarodowych partnerów. Ponadto rząd duński nie widział problemu w tym, że podczas operacji w obwodzie kurskim Ukraina używała duńskiej broni, stwierdzając, że jest to część samoobrony.
Prezydent Alaksandr Łukaszenka stwierdził, że rozmieszczono „siły wojskowe wzdłuż całej granicy” z Ukrainą, „tak jak miałoby to miejsce w przypadku wojny”, dodając, że reagował na gromadzenie wojsk po stronie ukraińskiej; według Łukaszenki w pobliżu Białorusi stacjonowało 120 tys. żołnierzy ukraińskich.
Wiceminister obrony Ukrainy Iwan Havryliuk powiedział, że ok. 1 miliona Ukraińców było tymczasowo zwolnionych ze służby wojskowej, co zapewniało, że „część społeczeństwa” służyła w wojsku, a inni pracowali na tyłach w przemyśle obronnym, a tylko nieliczne ukraińskie firmy wprowadziły zasadę trójstronności, jednak było to „niewystarczające, aby w pełni przestawić [Ukrainę] na gospodarkę wojenną”. Kolejnym problemem był widoczny spadek pomocy zagranicznej, co w przyszłości sprawi, że Ukraina będzie musiała stawić czoła „większym wyzwaniom”.
Dyrektor Rezerwatu Biosfery „Askania Nowa” w obwodzie chersońskim Wiktor Szapowal powiedział, że rezerwat poniósł poważne straty pod okupacją rosyjską, ale jak dotąd nie został całkowicie zniszczony. Z powodu zaniedbań padła duża liczba zwierząt, w tym większość wymarłych, a duża część łąk uległa spaleniu. Ponadto armia rosyjska nielegalnie przeniosła niektóre wymarłe i zagrożone gatunki, w tym zebra Chapmana, bizon amerykański, dzikie konie Przewalskiego, jelenie Davida i inne zwierzęta, do parku dzikiej przyrody w Kraju Krasnodarskim.
Służba Bezpieczeństwa Ukrainy poinformowała o odkryciu rosyjskiej siatki szpiegowskiej złożonej z obecnych i byłych funkcjonariuszy ukraińskich organów ścigania działających w obwodach mikołajowskim, dniepropetrowskim i iwanofrankiwskim, dodając, że aresztowano dwóch podejrzanych.

### 20 sierpnia

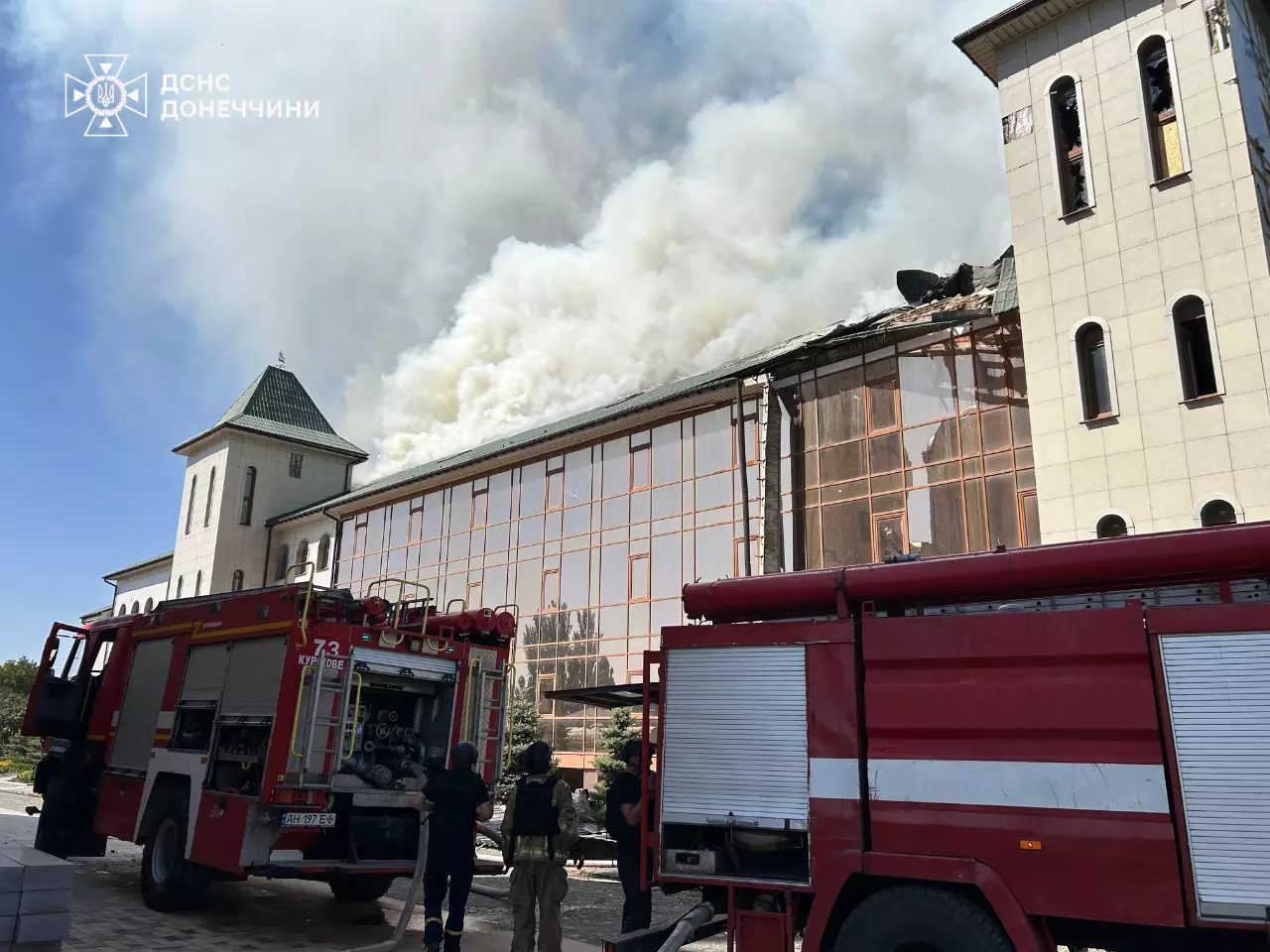
Budynek na terenie cerkwi Derżawnaja w Kurachowe po rosyjskim ostrzale.

Ministerstwo Obrony Rosji ogłosiło, że wojska rosyjskie zajęły Nju-Jork, na południe od Torećka. Wojsko ukraińskie poinformowało, że nadal trwały ciężkie walki w sektorze Torećka, w tym w Nju-Jorku. Według DeepState prawie cała miejscowość znajdowała się w rękach rosyjskich, z wyjątkiem przedmieść na zachodzie, północy i północnym wschodzie. Rzecznik Zgrupowania „Chortyca” Nazar Wołoszyn powiedział, że w ciągu ostaniej doby siły rosyjskie próbowały przeprowadzić 24 ataki naziemne w rejonie Nju-Jorka, Nelipiwka, Zaliznego, Piwnicznego i w pobliżu Torećka. Ukraińskie Zgrupowanie „Charków” podało, że Rosja zwiększyła rozpoznanie powietrzne i przygotowywała nowe operacje szturmowe w Wołczańsku. Rosjanie przerzucali jednostki 11 Pułku Pancernego 18 Dywizji Strzelców Zmotoryzowanych oraz tworzyli grupy szturmowe z 7 Pułku Strzelców Zmotoryzowanych 11 Korpusu Armijnego w pobliżu Łypci, wioski na południe od Hłybokego, aby „uzupełnić straty”.
Według ISW siły ukraińskie kontynuowały ataki w obwodzie kurskim, gdzie poczyniły dodatkowe postępy. Władze rosyjskie prawdopodobnie przerzuciły jednostki rosyjskie z kierunku Czasiw Jar do obwodu kurskiego w ramach wysiłków mających na celu zatrzymania trwającej ukraińskiej inwazji. Tymczasem
siły rosyjskie zrobiły postępy w okolicy Torećka, Pokrowska i Doniecka.
Naczelny dowódca generał Ołeksandr Syrski powiedział, że siły ukraińskie wkroczyły na odległość 28–35 km w głąb obwodu kurskiego i przejęły kontrolę nad 93 miejscowościami i ok. 1263 km² rosyjskiego terytorium. Po raz pierwszy pokazano także oficjalną mapę terytoriów kontrolowanych przez wojska ukraińskie w obwodzie kurskim. Na kierunku południowym wojska ukraińskie zbliżyły się do wsi Nowoiwanowka i Kulbaki, jednak jeszcze ich nie kontrolowały. Położone na północnym wschodzie Korieniewo było oblegane od południa i wschodu oraz zrobiono postępy na północny wschód od Korieniewa do Ołeksandriwki (ok. 6 km od Korieniewa). Miejscowość Martyniwka, przy drodze Sudża–Kursk, położona na północny wschód, 8-9 km od Sudży była kontrolowana przez siły ukraińskie. Na południu regionu Ukraińcy zajęli również Plechowo. Dwie kolejne miejscowości, Oczeretyne i Gir’i, pozostawały pod kontrolą rosyjską. Ukraińskie Siły Powietrzne podały, że bomby AASM Hammer uderzyły w „podziemny punkt kontrolny” w obwodzie kurskim. Donoszono również, że jeden z co najmniej dwóch mostów pontonowych nad rzeką Sejm, zbudowany między Zwannoje i Głuszkowem, „zniknął” ze zdjęć satelitarnych, a w pobliżu odnotowano eksplozje i dym. Ministerstwo Spraw Wewnętrznych Rosji ostrzegło mieszkańców obwodów briańskiego, kurskiego i biełgorodzkiego przed korzystaniem z internetowych serwisów randkowych i kamer bezpieczeństwa, powołując się na obawy związane z gromadzeniem informacji przez siły ukraińskie. 
Według doniesień w obwodzie kurskim miały odbyć się przedterminowe wybory gubernatora, które zaplanowano na 29 sierpnia, a nie 6–9 września. Według regionalnej komisji wyborczej podjęto decyzję o przełożeniu wyborów w interesie bezpieczeństwa i ochrony życia obywateli. P.o. gubernatora Aleksiej Smirnow i kandydat partii Jedna Rosja, oświadczył, że „wybory odbędą się w trudnych okolicznościach”. W przemówieniu na posiedzeniu Rady Koordynacyjnej ds. Bezpieczeństwa Wojskowego Terytoriów Przygranicznych minister obrony Andriej Biełousow zapowiedział utworzenie Grup Wojsk „Biełgorod”, „Kursk” i „Briańsk”; dowódcy tych grup wraz z przedstawicielem SG Rosji mieli być odpowiedzialni „za ochronę obywateli i terytoriów przed atakami dronów i innych środków ataku”. Wiele rosyjskich mediów i agencji informacyjnych po prostu zacytowało tę wypowiedź, z kolei rosyjski serwis BBC zauważył, że można mówić o ponownym utworzeniu, ponieważ w kwietniu 2024 roku, po nowej ofensywie wojsk rosyjskich w obwodzie charkowskim, ukraińskie media i blogerzy wojenni donosili o utworzeniu w armii rosyjskiej Grupy Wojsk „Północ”, w skład której wchodziły grupy „Biełgorod”, „Kursk” i „Briańsk”, które nazywano „granicznymi grupami osłonowymi” lub po prostu „grupami wojsk”.
Według Sił Powietrznych Ukrainy Rosjanie zaatakowali terytorium Ukrainy przy użyciu dwóch rakiet balistycznych Iskander-M/KN-23 (wystrzelonych z obwodu woroneskiego), rakiety manewrującej Iskander-K (z obwodu briańskiego), rakiet manewrujących Ch-59 (z obwodów kurskiego i zaporoskiego) oraz 26 dronów Shahed 136/131 (z Primorsko-Achtarska, Jejska, Kurska). Ukraińska obrona przeciwlotnicza zniszczyła jedną rakietę Iskander-K, dwie Ch-59 i 25 dronów w obwodach kijowskiego, dniepropetrowskiego, mikołajowskiego, chersońskiego, winnickiego, chmielnickiego, kirowohradzkiego, sumskiego i czernihowskiego. Lokalne władze poinformowały, że o 17:40 czasu lokalnego w rosyjskim ataku rakietowym na kawiarnię dla dzieci we wsi Małokateryniwka w obwodzie zaporoskim zginął 15-letni chłopiec, a cztery osoby w wieku 11–18 lat zostały ranne. Odrębny nocny atak rakietowy na zakład przemysłowy w Tarnopolu zmusił urzędników do wydania ostrzeżeń zdrowotnych z powodu zwiększonego stężenia chloru w powietrzu.
Naczelny Dowódca SZ Ukrainy generał Syrski poinformował, że od rozpoczęcia inwazji na Ukrainę Rosjanie użyli ponad 9600 rakiet i prawie 14 tys. dronów; 5197 rakiet trafiło w cele cywilne. Ukraińska obrona przeciwlotnicza zniszczyła ponad 2400 rakiet i 9200 dronów. Podczas ataków wykorzystywano m.in. pociski Kalibr i Kindżał oraz S-300/S-400 (które wykorzystano do 3008 ataków) i Ch-555/Ch-101 (odnotowano 1846 ataków).
Według OSW siły ukraińskie nieznacznie powiększyły kontrolowany obszar w obwodzie kurskim. Według większości źródeł ponownie wkroczyły do Snagost i Martynowki, które dotychczas przechodziły z rąk do rąk. Ukraińcy wkroczyli także do przygranicznej Gordiejewki. Niepowodzeniem zakończyły się kolejne ukraińskie próby przedarcia na północ, gdzie najcięższe walki toczyły się w rejonie Korieniewa. Ukraińskie rakiety zniszczyły wszystkie trzy mosty na rzece Sejm w rejonie głuszkowskim. Według niektórych źródeł Ukraińcy zajęli odgrodzony tą rzeką niewielki skrawek z położoną tam wioską Otruba. Z kolei działania rosyjskie w Donbasie nabrały przyspieszenia i w ciągu tygodnia wojska rosyjskie znacząco zmniejszyły dystans dzielący je od Pokrowska, będącego głównym celem ataku. Nacierając na szerokim froncie, wyszły też na wschodnie obrzeża Sełydowego. Na kierunku Pokrowska pod kontrolę rosyjską przeszło kolejnych osiem miejscowości, a znajdujące się pod groźbą odcięcia siły ukraińskie wycofały się z ostatnich pozycji na wschód od Zbiornika Karliwskiego. Siły rosyjskie zajęły Nju-Jork i kierowały się dalej na północ, co groziło oskrzydleniem Torećka. Rosjanie zajęli kolejne pozycje na wschodnich obrzeżach Torećka od strony zajętego Zaliznego i Piwnicznego, którego północno-zachodnia część pozostawała pod kontrolą ukraińską. Pojawiły się także sprzeczne informacje o działaniach rosyjskich w samym Torećku, do którego Rosjanie próbowali wkroczyć od wschodu jednocześnie trzema głównymi drogami. Jednostki ukraińskie wycofały się z worka pomiędzy Nju-Jorkiem a Zaliznem, opuszczając ostatni w tym rejonie odcinek linii obrony ustanowionej w 2014 roku. Nieznaczne postępy Rosjanie poczynili na pozostałych kierunkach w Donbasie, a także w obwodach ługańskim i charkowskim.
Rzecznik rządu Wolfgang Buchner ogłosił, że do końca 2024 roku Niemcy dostarczą na Ukrainę cztery kolejne wyrzutnie IRIS-T o różnym zasięgu. Minister obrony Jana Černochová ogłosiła, że Czechy wykorzystają dochody z zamrożonych przez Unię Europejską aktywów rosyjskich na zakup „kilkuset tysięcy szt. amunicji dużego kalibru” dla Ukrainy.

### 21 sierpnia
Wojska rosyjskie zajęły miejscowość Komysziwka, na wschód od Pokrowska.
W ocenie ISW siły ukraińskie kontynuowały działania ofensywne w obwodzie kurskim i poczyniły dodatkowe, marginalne postępy. Wojska rosyjskie posunęły się na południowy wschód od Pokrowska, na południowy zachód od Doniecka i na północny wschód od Robotyne.
Ukraińskie Siły Specjalne poinformowały, że zniszczyły kilka mostów pontonowych używanych przez Rosjan wzdłuż rzeki Sejm w obwodzie kurskim. SG Ukrainy stwierdził, że do 17:00 rosyjskie lotnictwo przeprowadziło 17 nalotów na kontrolowane przez Ukrainę terytorium Rosji, używając 27 kierowanych bomb lotniczych. Ponadto armia rosyjska przeprowadziła ataki artyleryjskie na ukraińskie miejscowości graniczne Porozok i Pożne w obwodzie sumskim. Rosyjskie Ministerstwo Obrony poinformowało, że wojska rosyjskie odparły ukraińskie ataki z Komarowki, Korieniewa, Małajej Łokni i Russkajej Konopielki oraz zaatakowały ukraińskich żołnierzy w pobliżu ośmiu wiosek w obwodzie kurskim i dziewięciu wiosek w obwodzie sumskim. Zastępca szefa wywiadu ukraińskiego generał Wadym Skibicki stwierdził, że Rosja planowała odpowiedzieć na operację Ukrainy w obwodzie kurskim, stwierdzając, że: „Operacja trwa. Rosja planuje reakcję. Istnieją plany, o których wiemy. Nasz rząd i dowództwo wojskowe też o nich wiedzą, abyśmy mogli kontynuować [operację] i pokrzyżować [rosyjskie] plany”. Ukraińska 22 Samodzielna Brygada Zmechanizowana opublikowała film, na którym widać grupę ponad 15 rosyjskich żołnierzy wziętych do niewoli.
Dowódca Sił Powietrznych Ukrainy generał Mykoła Ołeszczuk podał, że w nocy i nad ranem Rosja zaatakowała Ukrainę z wykorzystaniem dwóch rakiet balistycznych Iskander-M/KN-23 (wystrzelonych z obwodu woroneskiego), rakiety manewrującej Ch-59/Ch-69 (z obwodu kurskiego) i 69 dronów Shahed 136/131 (z Primorsko-Achtarska, Jejska i Kurska). Ukraińska obrona przeciwlotnicza zestrzeliła jedną rakietę Ch-59/Ch-69 oraz 50 dronów nad obwodami chmielnickim, połtawskim, czerkaskim, kijowskim, winnickim, iwanofrankiwskim, dniepropetrowskim, mikołajowskim, odeskim, chersońskim, donieckim, kirowohradzkim, sumskim i czernihowskim, natomiast 16 dronów „prawdopodobnie spadło pod wpływem środków walki radioelektronicznej”. Minister spraw wewnętrznych Ihor Kłymenko powiedział, że władze planowały ewakuację łącznie 45 tys. mieszkańców obwodu sumskiego do obwodów połtawskiego i kijowskiego, dodając jednak, że „nie była to pilna ewakuacja”. Do tej pory z obwodu ewakuowano ok. 21 tys. mieszkańców, w tym 5 tys. dzieci. Gubernator Wadim Fiłaszkin poinformował, że wszystkie dzieci zostały ewakuowane z 90 miejscowości w obwodzie donieckim, a kolejnych 4912 dzieci przebywało w 30 miejscowościach przyfrontowych w rejonach kramatorskim i bachmuckim.
W godzinach nocnych Ukraina przeprowadziła masowy atak dronów na zachodnią Rosję, a rosyjskie władze stwierdziły, że zestrzelono wszystkie 45 dronów nad obwodami briańskim, biełgorodzkim, kałuskim, kurskim i moskiewskim; mer Siergiej Sobianin podał, że 11 dronów zestrzelono w rejonie Moskwy. Nie odnotowano żadnych uszkodzeń ani ofiar, jednak dwa główne lotniska w Moskwie tymczasowo zawiesiły loty. SG Ukrainy poinformował, że siły ukraińskie zaatakowału rosyjski system przeciwlotniczy S-300 w pobliżu Nowoszachtyńska w obwodzie rostowskim, prawdopodobnie przy użyciu pocisku Neptun. W związku z atakami ukraińskich dronów na obwód murmański, głównie na lotnisko wojskowe „Olenia”, Ministerstwo Obrony Rosji zostało zmuszone do masowego przerzutu bombowców strategicznych Tu-95. Gubernator Aleksander Bogomaz stwierdził, że siły rosyjskie odparły próbę infiltracji przez ukraińską grupę sabotażowo-rozpoznawczą w rejonie klimowskim. Według gubernatora Rosjanie „zapobiegli” atakowi na region i „zadali militarną klęskę” ukraińskim żołnierzom, dodając, że sytuacja w obwodzie briańskim została „ustabilizowana” i była „pod kontrolą”. Według doniesień wywiadu ukraińskiego atak ukraiński na bazę lotniczą Sawaslejka w obwodzie niżnonowogrodzkim zniszczył trzy rosyjskie samoloty, w tym jednego MiG-31K/I i dwa Ił-76 oraz ok. pięciu innych samolotów, w tym prawdopodobnie kolejnego MiG-31K/I.
Ministerstwo Obrony Holandii ogłosiło, że do końca 2024 roku dostarczy Ukrainie 51 mobilnych radarów wykrywających drony. Ministerstwo ds. Reintegracji Ukrainy Iryna Wereszczuk powiedziała, że Biuro Wysokiego Komisarza Narodów Zjednoczonych ds. uchodźców (UNHCR) przekaże 30 milionów dolarów na wsparcie mieszkańców dziewięciu obszarów frontowych Ukrainy.
Rada Najwyższa Ukrainy 281 głosami ratyfikowała Rzymski Statut Międzynarodowego Trybunału Karnego. Według zastępcy szefa Kancelarii Prezydenta Iryny Mudroi przyjęcie projektu ustawy umożliwi Ukrainie: uczestniczenie w zgromadzeniu państw i kształtowaniu polityki MTK, zgłoszenie swojego kandydata na stanowisko sędziego, zatwierdzenie budżetu MTK w celu zapewnienia właściwego dochodzenia w sprawie rosyjskich zbrodni na Ukrainie oraz uczestniczyć w wyborach sędziów i innych urzędników (m.in. prokuratora MTK), a także wpływać na rozwój zmian w Statucie Rzymskim.
Legion Wolność Rosji poinformował o dezercji rosyjskiego pilota drona, który rzucił granatem w swojego dowódcę i innych oficerów w siedzibie jednostki Sztorm-Z, po czym uciekł na Ukrainę i dołączył do Legionu.

### 22 sierpnia
Siły rosyjskie zajęła wieś Ptyche, na wschód od Pokrowska. Ukraiński Sztab oświadczył, że 44 z 46 rosyjskich ataków w pobliżu Pokrowska zostało odpartych. Prezydent Ukrainy poinformował, że walczące tam oddziały ukraińskie zostały wzmocnione. Ukraińska 3 Samodzielna Brygada Szturmowa podała, że przeprowadzono kontratak w obwodzie charkowskim, odzyskując do 2 km terytorium oraz uniemożliwiając rosyjski atak z Makijiwki w obwodzie ługańskim i „łagodząc napięcie w innych krytycznych obszarach linii frontu w strefach sąsiednich brygad”. Dowódca brygady Andrij Biletski powiedział, że „głównym celem operacji było zniszczenie potencjału ofensywnego 20 Armii FR. W tej chwili zadanie to zostało wykonane” oraz, że Rosja straciła ok. 300 żołnierzy w ciągu czterech dni, a „znaczna ilość sprzętu i broni została zniszczona lub uszkodzona”.
Według ISW rosyjskie dowództwo wojskowe przerzuciło elementy co najmniej jednego rosyjskiego pułku powietrznodesantowego z zachodniego obwodu zaporoskiego w odpowiedzi na wtargnięcie Ukraińców do obwodu kurskiego, prawdopodobnie w celu ustabilizowania linii. Rosyjskie dowództwo wojskowe mocno zaangażowało do obrony obwodu kurskiego elementy pierwotnie przeznaczone do rosyjskiej ofensywy w północnym obwodzie charkowskim. Siły ukraińskie nieznacznie posunęły się naprzód w obwodzie kurskim w obliczu ciągłych wysiłków Rosji mających na celu powstrzymanie tych postępów. Ponadto ostatnie postępy Rosji w kierunku Pokrowska skłoniły Ukraińców do wycofania się z ograniczonych pozycji na południowy wschód od Pokrowska, a siły rosyjskie prawdopodobnie nie osiągnęły swojego pozornego celu, jakim było taktyczne okrążenie wojsk ukraińskich w tym obszarze. Tempo rosyjskich operacji lotniczych spadło podobno na większości obszaru działań, choć to spowolnienie może być tymczasowe, a jego przyczyna nie była jasna. Tymczasem siły rosyjskie posunęły się na północ od Siewierska, w obrębie Czasiw Jaru oraz na południowy wschód od Torećka i Pokrowska.
Siły Powietrzne Ukrainy przeprowadziły atak lotniczy przy użyciu amerykańskich bomb GBU-39, uderzając w „silny punkt rosyjskiego plutonu” w obwodzie kurskim oraz trafiając w „stanowisko dowodzenia dronami, jednostkę walki elektronicznej, sprzęt, uzbrojenie i do 40 osób personelu FR”. Prezydent Zełenski powiedział, że armia ukraińska przejęła kontrolę nad kolejną miejscowością w obwodzie kurskim oraz kolejnych rosyjskich jeńców wojennych. Według „materiału geolokalizowanego (...) operatorzy dronów z rosyjskiej 155 Brygady Piechoty Morskiej... uderzali w siły ukraińskie w okolicach Wiszniewki (na południe od Korieniewa i 14 km od granicy międzynarodowej), potwierdzając, że siły ukraińskie prawdopodobnie wkroczyły do miejscowości”. Prezydent Władimir Putin podczas spotkania w sprawie omówienia sytuacji w obwodzie kurskim oskarżył Ukrainę o próbę porannego ataku na elektrownię jądrową w Kursku. Według niego odpowiednie informacje zostały przekazane do Międzynarodowej Agencji Energii Atomowej. P.o. gubernatora Aleksiej Smirnow powiedział, że sytuacja w elektrowni jądrowej była stabilna. Szef wydziału przeciwdziałania dezinformacji w RBNiO Ukrainy Andrij Kowalenko odrzucił oskarżenia Putina, jakoby wojska ukraińskie próbowały „uderzyć w elektrownię jądrową” w Kursku, aby oskarżyć Ukrainę o nieudane plany terroryzmu nuklearnego, dodając, że: „Pożądany przez Rosję scenariusz ataku armii ukraińskiej na elektrownię jądrową w Kursku w celu oskarżenia ich o terroryzm nuklearny upadł, więc Putin przyłączył się do propagandy”.
Według Sił Powietrznych Rosjanie zaatakowali Ukrainę za pomocą dwóch pocisków balistycznych Iskander-M (wystrzelonych z obwodu biełgorodzkiego i Krymu), dwóch rakiet przeciwradarowych Ch-31P (znad Morza Czarnego) i 10 dronów Shahed 136/131 (z okupowanego obwód charkowskiego). Ukraińska obrona przeciwlotnicza zniszczyła dwa drony, natomiast kolejne dwa drony i większość rakiet nie dotarła do celów. Prokuratura obwodu sumskiego poinformowała, że ok. 13:00 czasu lokalnego siły rosyjskie zaatakowały (za pomocą bomby lotniczej KAB) cywilną infrastrukturę we wsi Esman, zabijając dwie osoby i raniąc kolejną. Regionalna Administracja Wojskowa podała, że w ciągu doby Rosjanie przeprowadzili 88 ostrzałów 15 terytoriów przygranicznych i miejscowości w obwodzie sumskim (odnotowano 209 eksplozji), w wyniku czego dwóch cywilów zostało rannych. Administracja Wojskowa obwodu charkowskiego podała, że wojska rosyjskie przeprowadziły atak rakietowy na Bogoduchów w obwodzie charkowskim, zabijając jedną osobę i raniąc co najmniej sześć kolejnych, w tym dziecko.
Według doniesień w nocy ukraińskie drony zaatakowały bazę lotniczą Marinowka w wiosce Oktiabr´skij w obwodzie wołgogradzkim, podpalając magazyny paliwa i bomb. Od ok. 3:30 czasu lokalnego mieszkańcy pobliskiego Kałacza nad Donem zaczęli zgłaszać liczne eksplozje. Gubernator Andriej Boczarow, że większość dronów atakujących region w pobliżu Marinowki została przechwycona. Jak wynikało z internetowej mapy serwisu NASA-FIRMS monitorującej pożary, na terenie lotniska znajdowały się cztery ogniska pożaru. Według białego wywiadu na lotnisku stacjonował 11 Pułk Lotnictwa Mieszanego, utworzony w 2015 roku na bazie 2 Eskadry Lotniczej. W skład pułku wchodziła eskadra lotnictwa rozpoznawczego z samolotami Su-24MR oraz eskadra lotnictwa bombowego z Su-24M, przerzucona z lotniska Mrozowsk. Ruch na Moście Krymskim został zamknięty z powodu „możliwego zagrożenia rakietowego”, a ruch morski i lądowy w pobliżu Sewastopola został zawieszony. Według doniesień rosyjskich w porcie Kaukaz w Kraju Krasnodarskim zatonął prom kolejowy przewożący paliwo, który był intensywnie wykorzystywany do zaopatrywania wojsk rosyjskich na Ukrainie. Prom został zgłoszony jako „w połowie zanurzony”, a z 17-osobowej załogi zaginęła tylko jedna osoba. Gubernator obwodu rostowskiego powiedział, że 18 sierpnia br. ukraiński dron zaatakował magazyn ropy w Proletarsku, zapalając olej napędowy i powodując pożar na 10 tys. km². Płonął od pięciu dni i do tej pory nie został ugaszony. Służbom ratowniczym udało się ugasić sześć z 20 płonących zbiorników oleju napędowego, a liczba rannych strażaków wzrosła do 49 osób.
Minister obrony Andris Sprūds poinformował, że Łotwa przygotowywała się do przekazania Ukrainie największej dotychczas partii dronów, która składała z 1400 dronów.

### 23 sierpnia

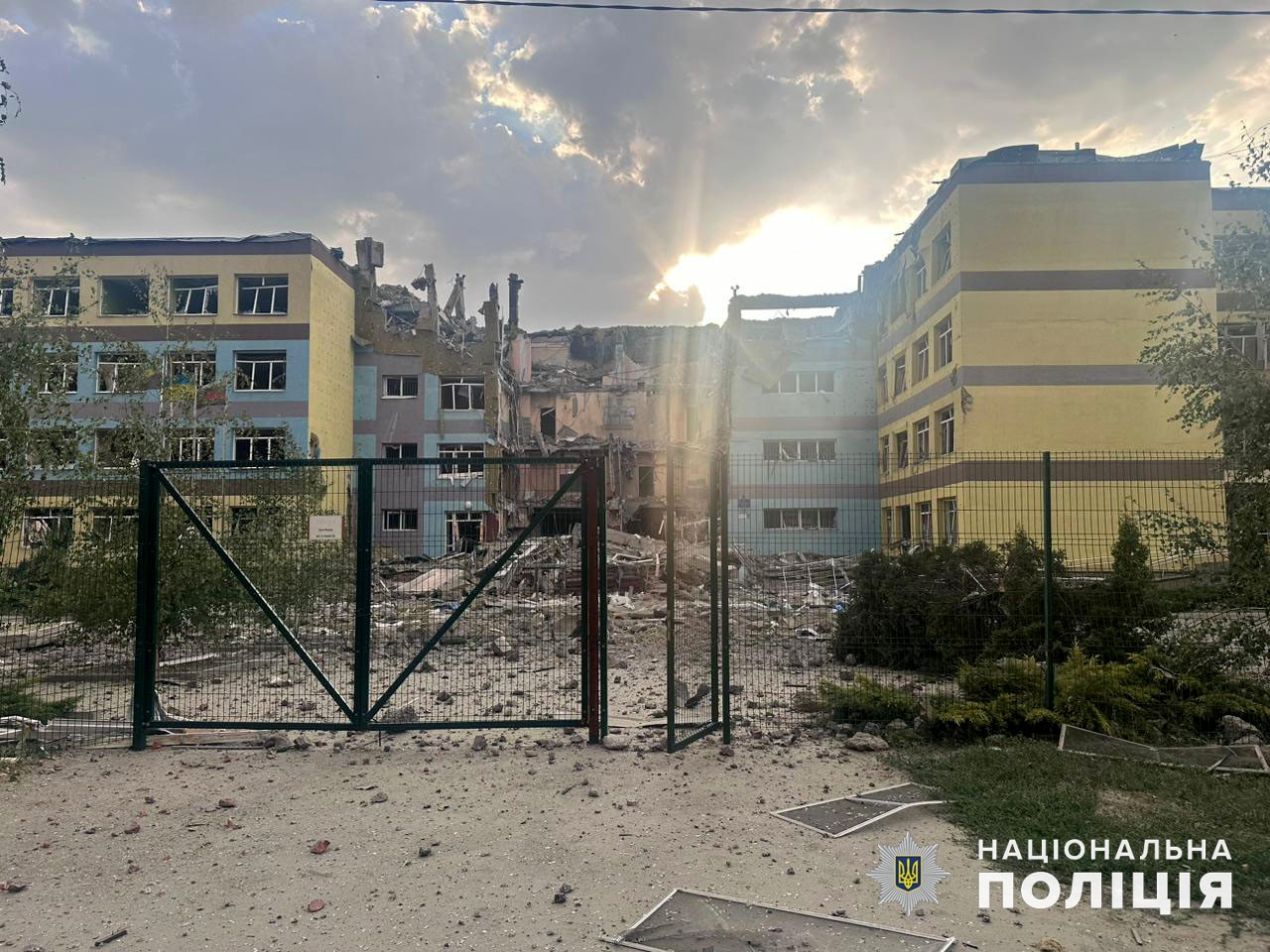
Liceum nr. 1 w Sełydowem po rosyjskim bombardowaniu. Szkoła była atakowana już wcześniej.

Potwierdzono wizualnie, że Rosja przejęła kontrolę nad wsią Mikołajiwka, położoną na wschód od Pokrowska. Prezydent Wołodymyr Zełenski w swoim wieczornym przemówieniu powiedział, że SZ Ukrainy „stopniowo” wypychały wojska rosyjskie z obwodu charkowskiego. 
W opinii ISW siły ukraińskie kontynuowały marginalne postępy w pobliżu Sudży podczas trwających ukraińskich operacji w obwodzie kurskim. Siły rosyjskie zrobiły postępy w pobliżu Kreminnej, Torećka, Pokrowska i Doniecka. Wojska rosyjskie dokonały pierwszego wizualnie potwierdzonego natarcia na Torećk, wkraczając do niego od południa.
Rosyjscy żołnierze zabarykadowali się w budynku kobiecej kolonii poprawczej nr. 11 w wiosce Małaja Łoknia w obwodzie kurskim, który został oblężony i zaatakowany przez siły ukraińskie. Wojska rosyjskie zamieniły obiekt w „twierdzę”; kilkadziesiąt osób okopało się wokół niego, wzniosło barykady i wykorzystało wieże strażnicze jako stanowiska strzeleckie. W obronę mogli być również zaangażowani strażnicy kolonii. Wiadomo, że w placówce mogło przebywać ponad 200 kobiet, które zostały skazane na 10–20 lat więzienia. Według rosyjskich blogerów wojennych siły rosyjskie odparły ukraiński atak zmechanizowany w pobliżu Aleksandrowki, położonej na południowy wschód od Sudży. Władze rosyjskie wezwały mieszkańców Rylska do wyjazdu w inne regiony i nie czekania „do ostatniej chwili”.
Dowódca Sił Powietrznych Ukrainy generał Mykoła Ołeszczuk oświadczył, że Rosja zaatakowała Ukrainę za pomocą dwóch rakiet balistycznych Iskander-M/KN-23 (wystrzelonych z obwodu woroneskiego) i 16 dronów Shahed 136/131 (z Jejska i Kurska). Ukraińska obrona przeciwlotnicza zniszczyła 14 dronów w obwodach czerkaskim, kirowohradzkim, połtawskim i sumskim, a kolejne dwa drony nie dotarły do celu. W nocy Rosja przeprowadziła 306 ataków na dziewięć miejscowości na linii frontu w obwodzie zaporoskim przy użyciu dronów, samolotów, czołgów, artylerii i wyrzutni rakietowych. Kilka domów, infrastruktura i budynki gospodarcze zostały uszkodzone lub zniszczone
Stany Zjednoczone zapowiedziały kolejny pakiet pomocy wojskowej dla Ukrainy o wartości do 125 mln dolarów, który obejmował m.in. amunicję do systemów M142 HIMARS, sprzęt i amunicję do systemów przeciwlotniczych, pociski artyleryjskie 155 mm i 105 mm, broń przeciwpancerną Javelin i AT-4 oraz amunicję do pojazdów kołowych o wysokiej mobilności (HMMWV). Norwegia ogłosiła, że sfinansuje produkcję pocisków artyleryjskich 155 mm opracowanych przez Nammo na Ukrainie. Minister obrony Rustem Umierow powiedział, że Łotwa zobowiązała się do zapewnienia Ukrainie w 2024 roku wsparcia wojskowego w wysokości 126 mln dolarów i pomoże w rozszerzeniu inicjatywy Koalicji Dronów.
Prezydent Wołodymyr Zełenski spotkał się z premierem Indii Narendrą Modim, który odwiedził Ukrainę po raz pierwszy od czasu inwazji Rosji. Zełenski podziękował Indiom za wspieranie suwerenności i integralności terytorialnej Ukrainy, a także za pomoc humanitarną udzieloną narodowi ukraińskiemu. Narendra Modi kilkakrotnie nazywał wojnę wojną i zapewniał, że Indie zawsze stoją po stronie prawa międzynarodowego i Karty Narodów Zjednoczonych. Obydwa kraje podpisały cztery umowy o współpracy w dziedzinie medycyny, współpracy rolniczej, stosunków humanitarnych i kultury oraz przygotowały wspólną deklarację w sprawie rozwoju partnerstwa strategicznego, handlu międzypaństwowego oraz współpracy wojskowo-technicznej. Zełenski i Modi zgodzili się także na zorganizowanie wspólnej grupy roboczej ukraińsko-indyjskiej w celu omówienia takich kwestii, jak współpraca wojskowa i techniczna.

### 24 sierpnia
Według ISW ukraińskie ataki dalekiego zasięgu na rosyjskie cele wojskowe na tyłach Rosji były kluczowe dla osłabienia rosyjskich zdolności wojskowych na całym teatrze działań, a zniesienie ograniczeń dotyczących używania przez Ukrainę broni dostarczonej przez Zachód umożliwiłoby atakowanie szerokiego zakresu istotnych celów stanowiących podstawę rosyjskiego wysiłku wojennego. Siły ukraińskie kontynuowały działania ofensywne w obwodzie kurskim, jednak ani siły rosyjskie, ani ukraińskie nie dokonały żadnych znaczących postępów. Rosyjscy blogerzy wojenni twierdzili, że Borki zostały odzyskane przez siły rosyjskie. Wojska rosyjskie posunęły się w kierunku Torećka i Pokrowska.
Gubernator Wadym Fiłaszkin powiedział, że pięć osób zginęło, a co najmniej pięć zostało rannych w wyniku rosyjskiego ostrzału artyleryjskiego na Konstantynówkę w obwodzie donieckim. Policja poinformowała, że siły rosyjskie zaatakowały obwód sumski 261 razy, zabijając cztery osoby i raniąc 13 kolejnych. „Na terenie obwodu uszkodzeniu uległo sześć budynków mieszkalnych, 26 prywatnych budynków mieszkalnych, budynek instytucji edukacyjnej, budynki gospodarcze, samochody, gazociąg i sklepy, a suchy obszar o powierzchni ok. 2 ha stanął w płomieniach”. Prokuratura regionalna podała, że nad ranem w obwodzie sumskim wojska rosyjskie zaatakowały za pomocą drona cywilny samochód, zabijając parę osób. Lokalna Administracja Wojskowa oświadczyła, że siły rosyjskie uderzyły w regionalne centrum Sum, raniąc siedem osób, w tym dwie poważnie. Lokalne władze poinformowały, że wojska rosyjskie ostrzelały rejon dniprowski w Chersoniu, w wyniku czego ranni zostali 1,5-roczny chłopiec i trzech mężczyzn. Gubernator Serhij Łysak podał, że w nocy i nad ranem armia rosyjska zaatakowała obwód dniepropetrowski za pomocą artylerii i dronów, raniąc 85-letnią kobietę. Policja Narodowa Policja Ukrainy podała, że w nocy historyczny dom-muzeum ukraińskiego anarchisty XX wieku Nestora Machno został zniszczony podczas rosyjskiego ataku na Hulajpole w obwodzie zaporoskim. Zabytek zapalił się w wyniku uderzenia pocisku i doszczętnie spłonął. 
Gubernator Aleksander Gusiew stwierdził, że siły rosyjskie przechwyciły pięć ukraińskich dronów w obwodzie woroneskim. Spadające szczątki jednego z nich podpaliły magazyn, w którym znajdowały się „materiały wybuchowe”, co doprowadziło do eksplozji. W wyniku tego ogłoszono stan wyjątkowy w rejonie ostrogożskim oraz ewakuowano ok. 200 osób z dwóch miejscowości. Wywiad ukraiński poinformował, że z powodzeniem trafiono w magazyn amunicji w pobliżu Ostrogożska. Ponadto hakerzy ukraińskiego wywiadu przeprowadzili masowy cyberatak na serwery rosyjskich dostawców internetu i zablokowali „dziesiątki” serwisów internetowych należących do zakładów przemysłowych obsługujących rosyjski kompleks wojskowo-przemysłowy. Atak dotknął co najmniej 33 serwery i 283 komputery biurowe w obiektach przemysłowych, zniszczył 21 stron internetowych oraz zniszczył 15 chmur i magazynów plików. 
Premier Ingrid Šimonite ogłosiła, że Litwa przekaże nowy pakiet pomocy wojskowej dla Ukrainy, który obejmował „systemy obrony powietrznej krótkiego zasięgu i rakiety, a także sprzęt przeciwdrononowy, broń i amunicję”. Ponadto do końca jesieni kraj przekaże Ukrainie 5 tys. dronów. Litwa przeznaczy także 35 mln euro na zakup radarów i sprzętu do rozminowywania. Prezydent Wołodymyr Zełenski ogłosił pierwsze operacyjne użycie rakieto-drona „Palianytsia” produkcji ukraińskiej; broń ta jest klasyfikowana zarówno jako rakieta, jak i dron. Uderzyła we „wrogi obiekt wojskowy” gdzieś na okupowanej Ukrainie.
Rosja i Ukraina przeprowadziły kolejną wymianę jeńców za pośrednictwem Zjednoczonych Emiratów Arabskich, która doprowadziła do uwolnienia po 115 osób po obu stronach. Wśród uwolnionych Ukraińców byli żołnierze Gwardii Narodowej, Sił Zbrojnych, Marynarki Wojennej i Państwowej Służby Granicznej. Ministerstwo Obrony Rosji oświadczyło, że 115 rosyjskich żołnierzy schwytanych w obwodzie kurskim zostało zwolnionych i wróciło do Rosji. Przedstawiciel ukraińskiej centrali koordynacyjnej ds. postępowania z jeńcami wojennymi Witalij Matwijenko przekazał, że do strony ukraińskiej złożono 511 wniosków w ramach projektu „Chcę znaleźć” wśród osób, z którymi utracono kontakt w obwodzie kurskim. Z kolei krewni 179 z tych żołnierzy potwierdziło swój pobyt w niewoli na Ukrainie.
Prezydent Zełenski podpisał w Dniu Niepodległości Ukrainy szereg dekretów, w tym ratyfikował Rzymski Statut Międzynarodowego Trybunału Karnego, przyznał świadczenia personelowi wojskowemu zaangażowanemu w operację w obwodzie kurskim, zakazał organizacji religijnych powiązanych z Rosją, uproszczenie procedur uzyskiwania obywatelstwa ukraińskiego dla ochotników zagranicznych wstępujących do armii ukraińskiej i ich rodzin oraz ujednolicenie procedur nabywania, zgłaszania i pozbywania się broni zdobycznej. Ponadto Zełenski awansował Naczelnego dowódcę armii ukraińskiej Ołeksandra Syrskiego na generała, szefa SG Ukrainy Anatolija Barhilewicza na generała porucznika i generała brygady Andrija Hnatowa na generała majora.

### 25 sierpnia
W ocenie ISW rosyjscy blogerzy wojenni twierdzili, że siły rosyjskie odzyskały utracone pozycje w obwodzie kurskim pośród doniesień o trwających ukraińskich atakach. Wojsko rosyjskie prawdopodobnie nadal przerzucało siły z mniej priorytetowych odcinków frontu do obwodu kurskiego. Siły rosyjskie zrobiły postępy w pobliżu i w obrębie Torećka oraz na południowy zachód od Doniecka.
W swoim wieczornym przemówieniu prezydent Wołodymyr Zełenski stwierdził, że siły ukraińskie posunęły się o 1 do 3 km w obwodzie kurskim, co doprowadziło do zajęcia dwóch kolejnych miejscowości, których nie udało się jeszcze zlokalizować, a w kolejnej trwały aktywne działania wojenne.
Według Sił Powietrznych w nocy Rosja zaatakowała obwody czernihowski, sumski, charkowski, doniecki przy użyciu rakiety balistycznej Iskander-M, rakiety manewrującej Iskander-K (wystrzelonych z obwodów woroneskiego i rostowskiego), sześciu rakiet manewrujących Ch-59/Ch-69 (z obwodów kurskiego i biełgorodzkiego) i dziewięciu dronów Shahed 136/131 (z Krymu). Ukraińska obrona przeciwlotnicza zniszczyła osiem dronów w obwodzie mikołajowskim, natomiast większość rakiet nie dotarła do celu. Administracja Wojskowa poinformowała, siły rosyjskie uderzyły w obwód sumski 229 razy, zabijając trzy osoby i raniąc sześć kolejnych. Według Prokuratury ok. 15:00 czasu lokalnego Rosja zrzuciła bombę lotniczą KAB na 5-piętrowy budynek mieszkalny we wsi Swesy, w wyniku czego zginęły dwie osoby, a dwie kolejne zostały ranne. Kolejne ataki bombowe na wieś Bеzdryt i Sumy spowodowały śmierć jednej osoby i zranienie czterech kolejnych. Prezydent Zełenski stwierdził, że w ciągu 2,5-letniej wojny Rosja wystrzeliła w stronę Ukrainy ok. 10 tys. rakiet różnego typu i ponad 33 tys. bomb szybujących.
Według doniesień rosyjski atak rakietowy (z pomocą pocisku balistycznygo Iskander-M) uderzył w hotel „Sapphire” w Kramatorsku, w którym gościli zagraniczni dziennikarze. Sześć osób, w tym trzech dziennikarzy Reutersa, zostało rannych, a doradca ds. bezpieczeństwa, Ryan Evans z Wielkiej Brytanii, zginął. Prokuratura Generalna Ukrainy poinformowała, że atak miał miejsce ok. 22:35. W ataku uszkodzony został również wieżowiec.
Gubernator Wiaczesław Gładkow ogłosił, że co najmniej pięć osób zginęło, a 13 zostało rannych w wyniku ostrzału ukraińskiego na Rakitnoje w obwodzie biełgorodzkim, gdzie wybuchł poważny pożar.
Zastępca sekretarza obrony USA Frank Kendall w wywiadzie dla fińskiego dziennika Helsingin Sanomat powiedział, że Stany Zjednoczone nie planują w najbliższej przyszłości przekazywania Ukrainie własnych myśliwców F-16, gdyż zapotrzebowanie na te samoloty zaspokajają europejscy sojusznicy z NATO.
Ministerstwo Spraw Zagranicznych Ukrainy wezwało Białoruś do wycofania swoich wojsk spod granicy białorusko-ukraińskiej „na odległość przekraczającą zasięg rażenia systemów ogniowych dostępnych na Białorusi”. Według ukraińskiego wywiadu siły białoruskie koncentrowały żołnierzy, sprzęt, czołgi, artylerię, wyrzutnie rakietowe i obrony powietrznej w obwodzie homelskim pod pretekstem ćwiczeń. Ponadto na granicy zauważono najemników z Grupy Wagnera.

### 26 sierpnia

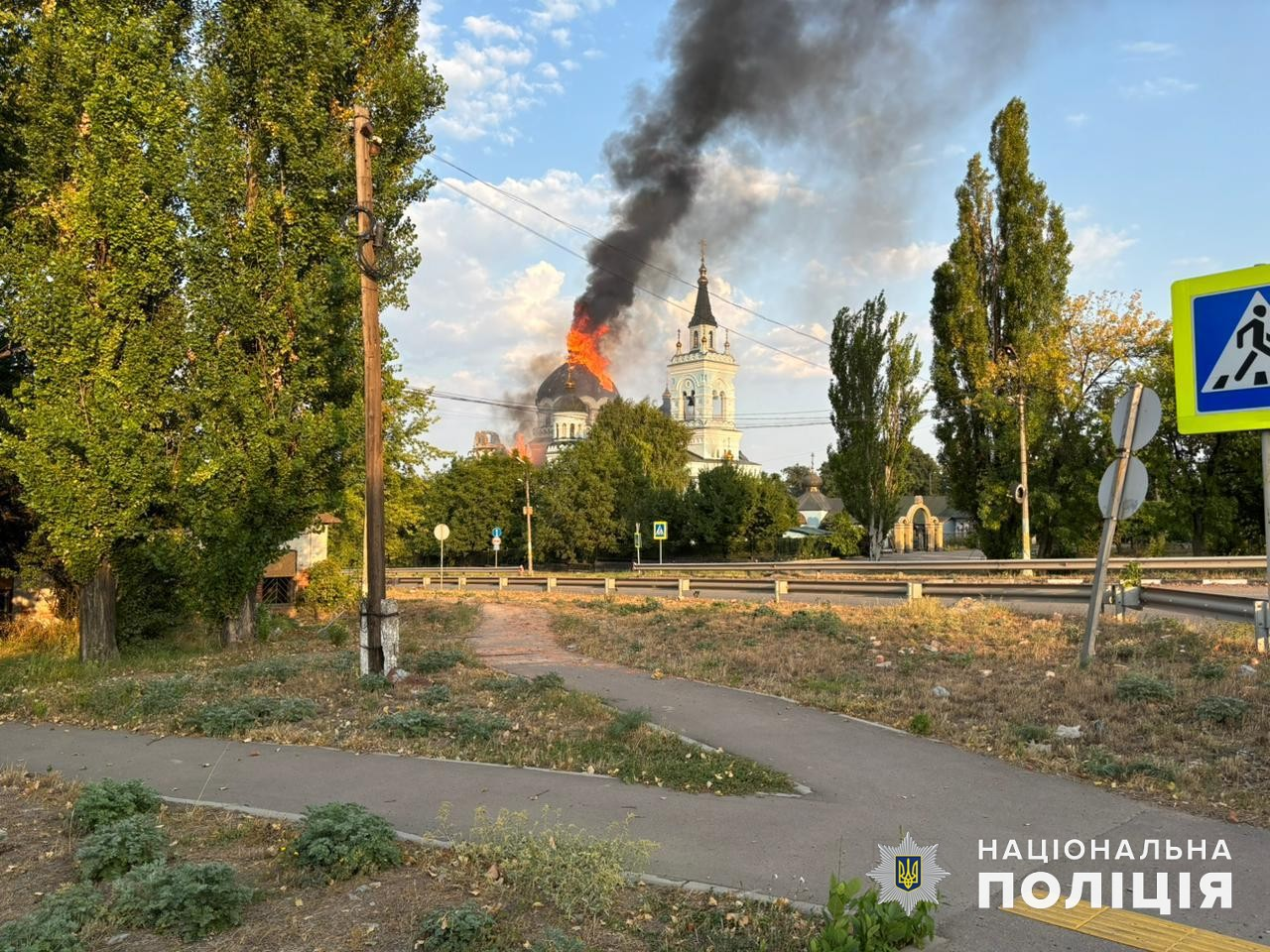
Cerkiew Narodzenia Bogurodzicy w Nowoekonomicznem po rosyjskim ostrzale. Wcześniej cerkiew została uszkodzona przez ataki w lutym 2023 roku i lipcu 2024 roku.

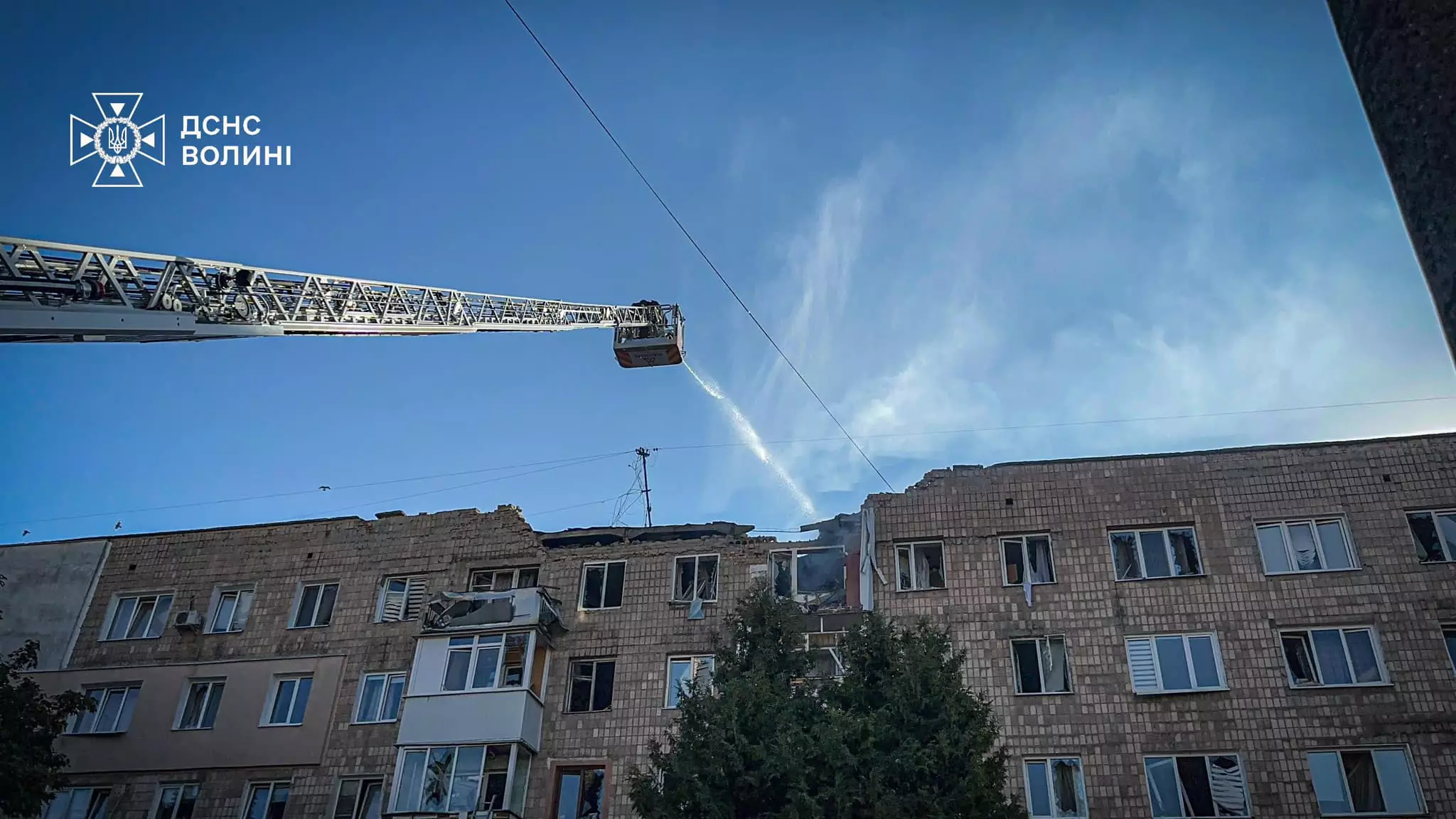
Budynek mieszkalny w Łucku, uszkodzony przez rosyjskiego drona podczas masowego rosyjskiego ataku na Ukrainę.

Według ISW siły ukraińskie kontynuowały działania ofensywne w obwodzie kurskim, ale ani siły rosyjskie, ani ukraińskie nie dokonały żadnych znaczących potwierdzonych postępów. Wojska rosyjskie posunęły się na północny wschód od Charkowa, na północ od Czasiw Jaru, na południowy wschód od Pokrowska i na zachód od Doniecka. Zdaniem Instytutu ostatnie nagromadzenie sił białoruskich wzdłuż granicy z Ukrainą miało prawdopodobnie na celu odwrócenie uwagi i rozciągnięcie sił ukraińskich wzdłuż szerszej linii frontu, ponieważ armia białoruska nie dokona inwazji na Ukrainę ze względu na ograniczenia, z jakimi borykał się prezydent Alaksandr Łukaszenka.
Wczesnym rankiem Rosja przeprowadziła serię masowych ataków rakietowych i dronów na Ukrainę. Był to najbardziej zmasowany atak tego typu od początku wojny. Podczas niego wykorzystano łącznie 127 rakiet, w tym trzech rakiet hipersonicznych Kindżał (wystrzelonych z obwodów riazańskiego i lipieckiego), sześciu rakiet balistycznych Iskander-M/KN-23 (z obwodów kurskiego i woroneskiego oraz Krymu), 77 rakiet manewrujących Ch-101 (z samolotów Tu-95MS z obwodu wołgogradzkiego i znad Morza Kaspijskiego), 28 rakiet manewrujących Kalibr (znad wschodniego Morza Czarnego), trzech rakiet manewrujących Ch-22 (z obwodu woroneskiego), 10 kierowanych rakiet powietrznych Ch-59/Ch-69 (z samolotów Su-57 i Su-34 z obwodu biełgorodzkiego) i 109 dronów Shahed 136/131 (z Primorsko-Achtarska, Kurska, Jejska i Krymu). Według strony ukraińskiej, obrona przeciwlotnicza zestrzeliła 102 rakiety, w tym jeden pocisk Kindżał, dwie rakiety Iskander-M/KN-23, jeden Ch-22, 99 pocisków Ch-101, Kalibr i Ch-59/Ch-69 oraz 99 dronów. Atak kosztował Rosję prawie 1,3 miliarda dolarów. Po raz pierwszy użyto ukraińskich F-16 do  przechwytywania rosyjskich pocisków manewrujących. Ponadto Siły Powietrzne USA zmodyfikowały F-16, korzystając ze swoich „bibliotek zagrożeń wojny elektronicznej” w celu zwalczania rosyjskich systemów obrony powietrznej. Według Defense Express prawdopodobnie był to kontener ECIPS/CJS zauważony na ukraińskich myśliwcach. Później Siły Powietrzne Ukrainy poinformowały, że jeden z myśliwców F-16 niedawno dostarczonych Ukrainie rozbił się podczas odpierania rosyjskiego ataku. SG Ukrainy podał, że:„Podczas podejścia do następnego celu utracono łączność z jednym z samolotów. Jak się później okazało, samolot rozbił się, a pilot [Ołeksij Mes „Moonfish”] zginął”.
Podczas ataku zginęło co najmniej siedem osób, a ok. 50 zostało rannych, w tym czworo dzieci, w Łucku oraz w obwodach dniepropetrowskim, zaporoskim i żytomierskim. Eksplozje odnotowano w Charkowie, Odessie, Winnicy, Zaporożu, Połtawie, Dnieprze, Chmielnickim, Kropywnyckim, Krzywym Rogu, oraz w obwodach lwowskim, rówieńskim i iwanofrankowskim. Minister spraw zagranicznych Dmytro Kułeba powiedział, że 15 z 24 obwodów zostało zaatakowanych podczas ataku „wymierzonego głównie w cywilną infrastrukturę krytyczną i nasz system energetyczny” oraz pozycje obrony przeciwlotniczej, Według doniesień trafiono m.in. w Kijowską Elektrownię Wodną, uszkadzając obiekt energetyczny oraz obiekt przemysłowy w obwodzie połtawskim, podstacje w Równem i Odessie oraz infrastrukturę energetyczną i cywilną w Łucku. Według mera Witalija Klyczki w Kijowie doszło do przerw w dostawach wody i prądu. Z kolei firmy energetyczne Ukrenergo i DTEK wprowadziły awaryjne przerwy w dostawie prądu na całej Ukrainie. Lokalni mieszkańcy zgłaszali brak prądu we Lwowie, Chmielnickim, Żytomierzu, Odessie i wielu innych miastach. 
Według komunikatu polskiego Dowodztwa Operacyjnego Rodzajów Sił Zbrojnych, jeden obiekt, prawdopodobnie bezpilotowiec Shahed, wleciał o godz. 6.43 na głębokość ok. 25 km w polską przestrzeń powietrzną na północ od Lwowa, lecz poszukiwania nie dały rezultatu i ostatecznie generał Maciej Klisz poinformował, że prawdopodobnie nie doszło do naruszenia. W związku z atakiem Rosji na Ukrainę odnotowano również przerwy w systemie energetycznym Mołdawii. Koordynator ds. komunikacji strategicznej Rady Bezpieczeństwa Narodowego John Kirby powiedział, że Stany Zjednoczone w dalszym ciągu współpracują z Ukrainą nad wzmocnieniem systemu obrony powietrznej i infrastruktury energetycznej.
Gubernator Serhij Łysak podał, że wieczorem dwie osoby zginęły, a pięć zostało rannych w ataku rakietowym (przy użyciu pocisku balistycznego) na hotel w Krzywym Rogu. Oprócz hotelu atak uszkodził sześć sklepów, cztery wieżowce i osiem samochodów.
Gubernator obwodu saratowskiego Roman Busargin stwierdził, że nad ranem cztery osoby zostały ranne, w tym jedna poważnie, w ukraińskich atakach dronów na Saratów i Engels, gdzie znajduje się rosyjska baza lotnicza. Ponadto lotnisko im. Gagarina w Saratowie zawiesiło loty. Uszkodzone zostały także budynki mieszkalne, w tym 27-piętrowy budynek „Volga Sky” oraz wiele samochodów. Ministerstwo Obrony Rosji poinformowało, że zniszczono dziewięć dronów nad obwodem saratowskim, trzy kolejne nad obwodem kurskim oraz kilka nad obwodami biełgorodzkim, briańskim, tulskim, orłowskim i riazańskim. Rano w Omsku doszło do potężnej eksplozji w lokalnej rafinerii ropy naftowej „Gazpromnieft’-ONPZ”, gdzie doszło do pożaru na dużą skalę. Zapaliło się wyposażenie techniczne zakładu, w szczególności instalacja AVT-11. Według wstępnych danych powierzchnia pożaru wynosiło 1000 m². W wyniku porannych ataków szczątki dronów uszkodziły prywatne domy w rejonie elańskim w obwodzie wołgogradzkim.

### 27 sierpnia

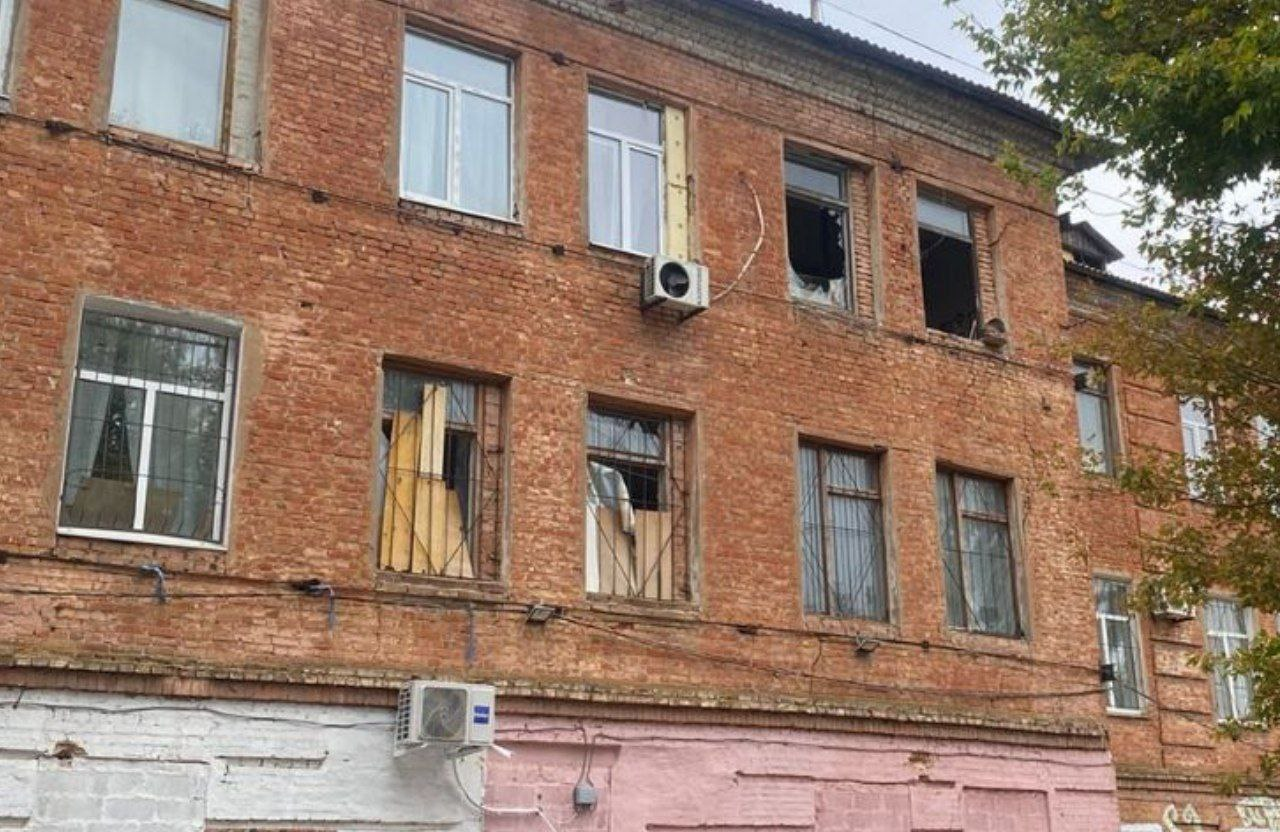
Muzeum lokalne w Nikopolu po rosyjskich atakach.

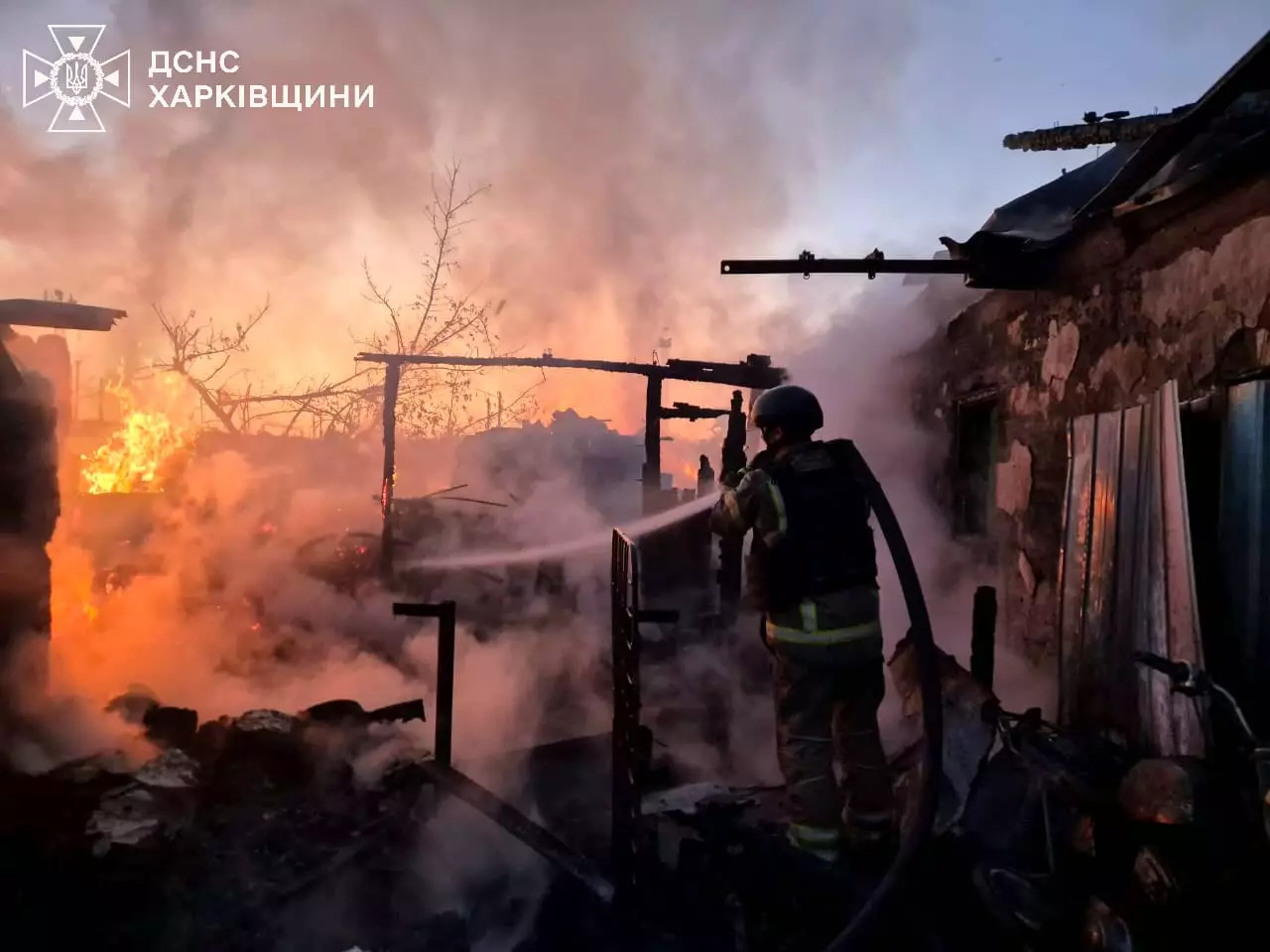
Skutki rosyjskiego ostrzału miejscowości Kupjanśk-Wuzłowyj w nocy z 27 na 28 sierpnia 2024 roku. Zapalił się dom i dwa budynki gospodarcze.

Rosja zdobyła wieś Kałynowe, na południowy wschód od Pokrowska i prawdopodobnie przejęła wieś Kostiantyniwka, na południowy zachód od Doniecka. Przejęła również pełną kontrolę nad Nowohrodiwką, 9 km na południowy wschód od Pokrowska.
W ocenie ISW siły rosyjskie poczyniły znaczące postępy taktyczne na kierunku Pokrowska pośród doniesień, że Ukraińcy wycofali się z wybranych obszarów na południowy wschód od Pokrowska. Najbardziej zdolne do walki wojska rosyjskie podtrzymywały rosyjskie postępy w kierunku Pokrowska, a rosyjskie ataki były symbolem szerszej rosyjskiej teorii zwycięstwa na Ukrainie, opartej na pozornie nieokreślonych, żmudnych postępach taktycznych. Wojska ukraińskie próbowały wkroczyć na dwa obszary obwodu biełgorodzkiego w trakcie trwających ukraińskich ofensyw w obwodzie kurskim. Tymczasem siły ukraińskie posunęły się w pobliżu Kreminnej, a wojska rosyjskie zrobiły postępy w pobliżu Torećka, Pokrowska i  Doniecka.
Naczelny dowódca armii ukraińskiej generał Ołeksandr Syrski powiedział, że Ukraina kontrolowała prawie 1294 km² obwodu kurskiego i 100 miejscowości oraz wzięła do niewoli 594 rosyjskich jeńców od początku inwazji. Syrski stwierdził również, że Rosja przerzuciła ok. 30 tys. żołnierzy do obwodu kurskiego „z innych sektorów”, „a liczba ta rosła”, dodając, że: „Wróg próbuje wycofać jednostki z innych kierunków, a wręcz przeciwnie, zwiększa swoje wysiłki w sektorach Pokrowska”. Według generała Rosja zmniejszyła aktywność na południu Ukrainy, ale nadal posuwała się naprzód w obwodzie zaporoskim, próbując odzyskać pozycje w pobliżu Robotyne. W okupowanym obwodzie chersońskim siły rosyjskie próbowały odzyskać kontrolę nad strefą wyspiarską w pobliżu delty rzeki Dniepr. Ponadto pojawiły się doniesienia o wkroczeniu sił ukraińskich do obwodu biełgorodzkiego, co potwierdził Wiaczesław Gładkow, mówiąc, że „wróg próbował przełamać granicę”, ale sytuacja była pod kontrolą.
Według Sił Powietrznych w nocy Rosja przeprowadziła kolejną falę ataków ataków rakietowych i dronów na Ukrainę przy użyciu 10 rakiet, w tym trzech rakiet hipersonicznych Kindżał (wystrzelonych z samolotów MiG-31K z obwodu lipieckiego), rakiety balistycznej Iskander-M (z Krymu), rakiety manewrującej Iskander-K (z obwodu woroneskiego), pięciu rakiet manewrujących Ch-101 (z samolotów Tu-22M3 z obwodu wołgogradzkiego) i 81 dronów Shahed 136/131 (z Jejska i Kurska). Ukraińska obrona przeciwlotnicza zestrzeliła pięć rakiet Ch-101 i 60 dronów w obwodach kijowskim (ok. 15 dronów i kilka pocisków), chmielnickim, rówieńskim, winnickim, czerkaskim, chersońskim, mikołajowskim, zaporoskim, charkowskim, dniepropetrowskim, połtawskim, żytomierskim, sumskim, czernihowskim i kirowohradzkim. W wyniku ataku zginęły cztery osoby, w tym dwie w Krzywym Rogu i dwie w Zaporożu. 
Gubernator Iwan Fedorow poinformował, że w nocy kilka rosyjskich dronów zaatakowało obwód zaporoski, co spowodowało śmierć co najmniej trzech cywilów, a kolejnych pięciu zostało rannych. Kilka domów zostało uszkodzonych przez fale uderzeniowe i szczątki po ataku, a na polu wybuchł pożar. Prokuratura Generalna podała, że wojska rosyjskie zaatakowały Bogoduchów w obwodzie charkowskim, zabijając jedną osobę i raniąc sześć kolejnych oraz uszkadzając obiekt przemysłowy, domy, budynki gospodarcze i samochody. Według wstępnych danych miejscowość zaatakowano za pomocą systemem rakietowego Tornado-S. Ok. 15:00 wojska rosyjskie zrzuciły kierowaną bombę lotniczą na obiekt infrastruktury krytycznej w Białopole w obwodzie sumskim, w wyniku czego siedem osób zostało rannych. Premier Denys Szmyhal powiedział, że infrastruktura energetyczna Ukrainy ucierpiała mniej w wyniku ostatniego ataku Rosji dzięki systemom zabezpieczeń wdrożonym w podstacjach elektroenergetycznych; „Wczoraj Rosja po raz pierwszy zaatakowała rakietami nasze podstacje energetyczne. Obiekty były celem dziesiątek pocisków kasetowych, ale podczas tego ataku straciliśmy stosunkowo niewielką ilość sprzętu. Wszystko dzięki [zwiększonej] ochronie obiektów”.
Według OSW Ukraińcy w obwodzie kurskim opanowali obszar pomiędzy Gordiejewką a Snagostią na wschód od łączącej je drogi i tym samym zyskały podstawę do uderzenia od południa na Korieniewo. Trwały walki na wschód od miasta, gdzie nieznaczne postępy poczyniły obie strony, wypierając się nawzajem z sąsiednich miejscowości. Siły ukraińskie powiększyły też wyłomy w kierunku wschodnim, lecz bez wpływu na ogólną sytuację. Rosjanie zaktywizowali się na granicy rejonów sudżańskiego i biełowskiego, gdzie odzyskali część miejscowości i zepchnęli Ukraińców w stronę granicy. Walki toczyły się na tym samym terenie, którego zasięg określony został w pierwszym tygodniu operacji. 27 sierpnia wojska ukraińskie podjęły próbę wdarcia się do obwodu biełgorodzkiego. Atak miał miejsce w rejonie Niechotiejewki i Szebiekina. Docierały sprzeczne doniesienia o liczebności sił ukraińskich; według rosyjskich mediów Ukraińcy mieli zaangażować nawet 500 żołnierzy w obu rejonach. Z kolei Rosjanie poszerzali podstawę wyjściową do ataku na Pokrowsk, Myrnohrad i Sełydowe, równocześnie zagrażając od zachodu ukraińskiej obronie w Karliwce. W ciągu tygodnia walk zajęli co najmniej połowę Nowohrodiwki, której zdobycie otworzy możliwość uderzenia od północy na Sełydowe. Równocześnie wojska rosyjskie rozpoczęły walki o Mykołajiwkę. Według niektórych źródeł wojska rosyjskie zajęły Kałynowe na północ od autostrady M04, co groziło odcięciem zgrupowaniu w Karliwce i Ukraińcom na północnych obrzeżach Krasnohoriwki. Pogłębiało się oskrzydlenie Wuhłedaru. Kilka odcinków trasy z Marjinki, stanowiącej szlak zaopatrzenia obrońców na południowy zachód od Doniecka, znajduje się pod kontrolą najeźdźców, co nie pozwala na jej wykorzystanie przez Ukraińców. Rosjanie wkroczyli od południowego i północnego wschodu w obszar zabudowany Torećka. Po zajęciu kolejnych wzniesień w rejonie Kliszczijiwki spychali obrońców w kierunku kanału Doniec–Donbas na południowy wschód od Bachmutu. Przekroczyli także kanał w kolejnym miejscu na północ od Czasiw Jaru i posunęli się w głąb centrum miasta.
Prezydent Wołodymyr Zełenski oświadczył, że pomyślnie przetestowano pierwszy pocisk balistyczny krajowej produkcji. Zastępca naczelnego dowódcy SZ Ukrainy pułkownik Wadym Sucharewski powiedział, że Ukraina oddała do użytku na linii frontu ponad 170 różnych typów dronów. Według Sucharewskiego wszystkie drony dalekiego zasięgu były produkowane na Ukrainie.
Agencja prasowa Yonhap, powołując się raporty południowokoreańskiego wywiadu wojskowego, poinformowała, że od połowy 2022 roku Korea Północna wysłała do Rosji ponad 13 tys. kontenerów zawierających ponad 6 milionów pocisków artyleryjskich 152 mm. W zamian Rosja zapewniła Korei Północnej technologię do budowy satelitów szpiegowskich, czołgów i rakiet.
Premier Denys Szmyhal zapowiedział, że rząd realizował zasadę „Walcz lub pracuj”, która zakładała wprowadzenie szeregu działań, mających na celu wydobycie rynku pracy z cienia. Zmieniony rządowy projekt ustawy o zmianie ordynacji podatkowej ma zostać poddany rozpatrzeniu przez wyspecjalizowaną komisję i Radę Najwyższą w pierwszych tygodniach września 2024 roku.

### 28 sierpnia
Według doniesień wojska rosyjskie zbliżały się do Sełydowego w obwodzie donieckim w związku z trwającym postępem Rosji, a walki o miasto się rozpoczęły. Armia rosyjska aktywnie ostrzeliwała Sełydowe, a wiele obiektów infrastruktury cywilnej zostało zniszczonych. Według rosyjskich blogerów wojennych podczas walk o Sełydowe armia rosyjska przejęła kontrolę nad autostradą Pokrowsk–Kurachowe, która była jedną z głównych dróg w obwodzie donieckim.
Według ISW kilku rosyjskich blogerów wojennych twierdziło, że tempo ukraińskich ataków w obwodzie kurskim zwolniło, a siły ukraińskie próbowały okopać się i utrzymać wybrane obszary, które niedawno przejęto. Tymczasem wojska ukraińskie odzyskały pozycje w kierunku Siewierska, natomiast siły rosyjskie posunęły się na południowy wschód od Kupiańska, w obrębie Torećka, na południowy wschód od Pokrowska i na północny wschód od Wuhłedaru.
Sztab Ukrainy poinformował, że Rosja atakowała w kierunkach Charkowa, Kupiańska, Łymanu, Siewierska, Kramatorska, Torećka, Pokrowska, Kurachowego, Wremiwki i Zaporoża gdzie doszło do 195 starć.
Prokuratura regionalna podała, że Rosjanie zrzucili bombę lotniczą nad dom we wsi Izmaiłiwka w obwodzie donieckim, zabijając czteroosobową rodzinę (rodzice w wieku 45 i 53 lat oraz dzieci w wieku 24 i 17 lat). Gubernator Wadim Fiłaszkim poinformował, że kolejne dwie osoby zginęły w oddzielnych atakach na Czasiw Jar, które uszkodziły ponad tuzin domów. Ok. 16:30 wojska rosyjskie przeprowadziły nalot, zrzucając bombę lotniczą KAB-500 w centrum Kupiańska, w wyniku czego 14 osób zostało rannych. Gubernator Serhij Łysak poinformował, że siły rosyjskie przeprowadziły atak na Krzywy Róg, raniąc osiem osób oraz niszcząc garaż i 12 samochodów. Ukraińskie przedsiębiorstwo „Ukrhydroenergo” oświadczyło, że podczas rosyjskiego ataku 26 sierpnia została trafiona jedna z zapór Kijowskiej Elektrowni Wodnej, jednak obiekty nie uległy poważnym uszkodzeniom.
Gubernator Wasilij Gołubiew stwierdził, że zniszczono cztery ukraińskie drony w obwodzie rostowskim. Lokalny kanał na Telegramie poinformował, że zapaliły się trzy zbiorniki magazynowe w składzie ropy „Atlas” w Kamieńsku Szachtyńskim. Gubernator Aleksandr Gusiew, powiedział, że spadające szczątki zestrzelonego drona wywołały pożar „w pobliżu obiektów wybuchowych” w obwodzie woroneskim. Według Ministerstwa Obrony Rosji zestrzelono osiem dronów nad obwodem woroneskim i cztery nad obwodem rostowskim. Gubernator Aleksandr Sokołow powiedział, że ok. 10:30 ukraińskie drony zaatakowały zbiornik magazynowy produktów naftowych w mieście Kotielnicz w obwodzie kirowskim (1200 km od granicy z Ukrainą); był to pierwszy atak w tym regionie. Rosyjska obrona przeciwlotnicza zestrzeliła dwa drony, a trzy „spadły” i spowodowały pożar dwóch zbiorników w składzie ropy „Zenit”. Sokołow powiedział, że nie odnotowano ofiar ani szkód, a sytuacja była „pod kontrolą”. Ukraińska Zgrupowanie „Chortyca” podało, że 28 Brygada Zmechanizowana zestrzeliła rosyjski samolot Su-25 w pobliżu Pokrowska w obwodzie donieckim.
Ministerstwo Obrony Litwy oświadczyło, że w 2024 roku przekazano Ukrainie amunicję 155 mm, wozy opancerzone M577, wozy opancerzone M113, systemy przeciwdronowe, sprzęt i komplety ciepłej odzieży niezbędnej na sezon zimowy, amunicję do granatnika przeciwpancernego Karl Gustaf, systemy zdalnej detonacji RISE-1, generatory, części zdemontowanego lekkiego samolotu szturmowego L-39ZA Albatross, wózki widłowe, przyczepy, skrzynie składane i inny sprzęt pomocniczy.
Doradca szefa Kancelarii Prezydenta Mychajło Podoliak ogłosił, że po wygaśnięciu obecnego kontraktu, tj. 1 stycznia 2025 roku, tranzyt rosyjskiej ropy (i gazu) rurociągiem „Przyjaźń” do Europy zostanie wstrzymany.

### 29 sierpnia

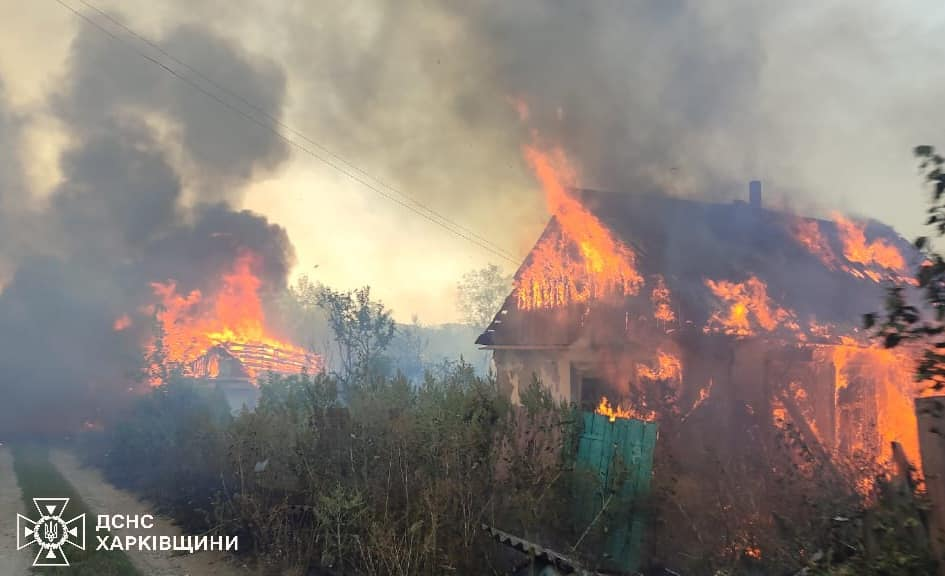
Domy we wsi Zamuliwka (obwód charkowski) po ataku rosyjskim. Spłonęło osiem domów, siedem budynków gospodarczych i 25 ha suchej trawy.

Naczelny dowódca armii ukraińskiej generał Ołeksandr Syrski powiedział, że walki między siłami ukraińskimi a wojskami rosyjskimi w sektorze Pokrowska w obwodzie donieckim były „wyjątkowo brutalne”, a Rosjanie „rzucali do walki wszystko, co może się poruszać i posuwać naprzód, próbując przebić się przez obronę wojsk [ukraińskich]”. Najbardziej intensywne walki w sektorze Pokrowska toczyły się na wschodnich obrzeżach Hrodiwki, wzdłuż granicy Kamianyj Jaru i Krasnyj Jaru oraz w pobliżu Mychajliwki, położonej na drodze do Sełydowego. Walki miały miejsce również w Nowohrodiwce. Według Syrskiego głównym celem Ukrainy było wzmocnienie obrony „w najtrudniejszych rejonach frontu” i zapewnienie brygadom odpowiedniej ilości amunicji i sprzętu. Rzecznik ukraińskiej 24 Brygady Zmechanizowanej Andrij Połuchin początkowo poinformował, że siły rosyjskie kontrolowały 40% Czasiw Jaru, jednakże później stwierdził, że te szacunki były błędne; według projektu DeepState Rosjanie kontrolowali ok. 8% miasta. Połuchin stwierdził, że część miasta była pod kontrolą Rosjan, ale Ukraina uniemożliwiła im przekroczenia kanału we wschodniej części miasta, dodając, że zajęcie Czasiw Jaru może być „bardzo niebezpieczną rzeczą” dla pozycji obronnych Ukrainy w obwodzie donieckim. Zgrupowanie „Charków” poinformowało, ze rosyjscy żołnierze podróżowali w dwóch czołgach i dwóch pojazdach opancerzonych „w ramach przygotowań do operacji szturmowych” w Wołczańsku w obwodzie charkowskim, jednak po poniesieniu strat zostali zmuszeni do odwrotu.
W ocenie ISW siły rosyjskie podejmowały dwa działania taktyczne w ramach trwającej ofensywy mającej na celu przejęcie Pokrowska, w tym działania wzdłuż linii Nowohrodiwka–Grodiwka na wschód od miasta w celu przejęcia Myrnohradu i posunięcia się do obrzeży Pokrowska, oraz działania wzdłuż linii Sełydowe–Ukrajinśk–Hirnyk na południowy wschód od Pokrowska mające na celu poszerzenie rosyjskiego punktu w kierunku Pokrowska i wyeliminowanie podatności na ukraińskie kontrataki. Rosyjskie dowództwo prawdopodobnie zamierzało osiągnąć oba cele przed rozpoczęciem bardziej wymagającego pod względem zasobów przejęcia samego Pokrowska. Władze rosyjskie tworzyły nowe ochotnicze jednostki obrony terytorialnej w odpowiedzi na ukraińską inwazję na obwód kurski. Siły ukraińskie nieznacznie posunęły się na północ od Sudży, podczas gdy wojska rosyjskie odbiły niektóre obszary w obwodzie kurskim. Tymczasem siły rosyjskie zrobiły postępy w pobliżu Kupiańska, Torećka, Pokrowska i Doniecka.
Sztab Ukrainy poinformował, że Rosja atakowała w kierunkach Charkowa, Kupiańska, Łymanu, Siewierska, Kramatorska, Torećka, Pokrowska, Kurachowego, Wremiwki, Zaporoża i Chersonia, gdzie doszło do 156 starć. W ciągu 24h wojska rosyjskie przeprowadziły trzy ataki rakietowe, 43 naloty i ponad 500 ataków dronów na pozycje ukraińskie i obszary zaludnione.
Dowódca Sił Powietrznych Ukrainy generał Mykoła Ołeszczuk poinformował, że Rosja zaatakowała Ukrainę za pomocą pięciu rakiet, w tym trzech pocisków manewrujących Ch-59/Ch-69 (z obwodów kurskiego i biełgorodzkiego) i dwóch nie znanego typu oraz 74 dronów Shahed 136/131 (z Primorsko-Achtarska, Kurska i Jejska). Ukraińska obrona przeciwlotnicza zniszczyła dwie rakiety Ch-59/Ch-69 i 60 dronów, natomiast 14 dronów spadło na terytorium Ukrainy. W Kijowie alarm lotniczy trwał prawie całą noc. Był to trzeci zmasowany atak lotniczy na stolicę Ukrainy w ciągu ostatnich czterech dni. Szczątki zestrzelonych dronów spadły na teren budynków mieszkalnych w rejonach dnieprzańskim i hołosijiwskim oraz na terenie domu w rejonie desniańskim. Z kolei w Czerkasach szczątki dronów spowodowały duży pożar przedsiębiorstwa. Według doniesień jeden z dronów wszedł w białoruską przestrzeń powietrzną. Siły Powietrzne Białorusi po raz pierwszy stwierdziły, że zestrzelono rosyjskiego drona. Administracja Wojskowa podała, że co najmniej trzy osoby zostały ranne w wyniku rosyjskiego ataku „podwójnego uderzenia” na Seredynę-Budę w obwodzie sumskim.
Gubernator Wiaczesław Gładkow oświadczył, że jedna osoba zginęła, a dwie zostały ranne w wyniku ukraińskich nalotów w Szebekinie w obwodzie biełgorodzkim. Naloty uszkodziły budynek administracyjny. Ministerstwo Obrony Rosji poinformowało, że w nocy zestrzelono drona nad obwodem biełgorodzkim, dwa nad obwodem briańskim i trzy nad Krymem. 
Z kolei Holandia zniosła wszystkie ograniczenia operacyjne dotyczące dostarczonych Ukrainie myśliwców F-16. Minister spraw zagranicznych Jan Lipavský powiedział, że kierowana przez Czechy inicjatywa zakupu amunicji dla Ukrainy poza Unią Europejską była na dobrej drodze, aby zapewnić dostawy na Ukrainę zgodnie z harmonogramem.
Dziennik The Wall Street Journal, powołując się na anonimowych urzędników amerykańskich, poinformował, że 26 sierpnia jeden z myśliwców F-16 przekazanych Ukrainie rozbił się. Prawdopodobnie przyczyną wypadku być błąd pilota, a nie rosyjski ogień. Do zdarzenia doszło podczas masowego rosyjskiego ataku na Ukrainę. Strona ukraińska potwierdziła śmierć pilota i stratę samolotu. Dowództwo Sił Powietrznych Zachodniej Ukrainy poinformowało, że zginął pilot Ołeksij „Moonfish” Mes. Podczas operacji wykonywał lot myśliwcem, który zniszczył trzy rakiety manewrujące i jednego drona. Komunikacja została przerwana w momencie zbliżania się do kolejnego celu, a później uległ awarii. Ministerstwo Obrony Ukrainy ogłosiło, że powołało specjalną komisję do zbadania przyczyn katastrofy.

### 30 sierpnia
Siły rosyjskie zdobyły wioskę Stelmachiwka w obwodzie ługańskim i Karliwkę w obwodzie donieckim oraz odbiły wioskę Korieniewo w obwodzie kurskim. Naczelny dowódca armii ukraińskiej generał Ołeksandr Syrski powiedział, ze wojska ukraińskie wkroczyły w głąb obwodu kurskiego w Rosji, zajmując 5 km² terytorium. Syrski potwierdził, że ofensywa w obwodzie kurskim trwała, natomiast najtrudniejsze warunki na linii frontu utrzymywały się na kierunku Pokrowska w obwodzie donieckim. W innych miejscach na froncie sytuację określił się jako „skomplikowaną, ale pod kontrolą”. Rosja rozpoczęła wycofywanie 100 członków „Brygady Niedźwiedzia”, rosyjskiej prywatnej firmy wojskowej, z Burkina Faso do obwodu kurskiego, aby walczyć z siłami ukraińskimi.
Według ISW urzędnicy państw członkowskich Unii Europejskiej nadal wyrażali rozbieżne poglądy na temat zdolności Ukrainy do wykorzystania broni dostarczonej przez Europę do atakowania celów wojskowych w Rosji. Źródła rosyjskie stwierdziły, że siły ukraińskie i rosyjskie odnotowały niewielkie postępy w obwodzie kurskim. Wojska rosyjskie zrobiły postępy w pobliżu Swatowego, Pokrowska i Doniecka.
Według Sił Powietrznych Ukrainy Rosjanie zaatakowali Ukrainę przy użyciu rakiety balistycznej Iskander-M (wystrzelonej z Krymu) i 18 dronów Shahed 136/131 (z Primorsko-Achtarska i Kurska). Ukraińska obrona przeciwlotnicza zniszczyła 12 dronów, natomiast kolejne cztery zaginęły i nie dotarły do celu. Obrona przeciwlotnicza działała w obwodach winnickim, mikołajowskim, dniepropetrowskim, chersońskim i sumskim. Lokalne władze podały, że wojska rosyjskie zaatakowały cztery dzielnice Charkowa za pomocą bomb lotniczych FAB-500, wystrzelonych z Su-34. W wyniku ataku zginęło co najmniej siedem osób, w tym dziecko, a 97 zostało rannych, w tym 20 było w stanie poważnym lub „wyjątkowo poważnym”. Rosyjski atak uderzył w 12-piętrowy wieżowiec w dzielnicy przemysłowej miasta, powodując pożar i zabijając co najmniej trzy osoby. Według gubernatora Ołeha Siniehubowa charkowski rejon nemyszlianśki również został zaatakowany, gdzie zabito 14-letnią dziewczynkę i raniono 22 dzieci w lokalnym parku, z kolei w rejonie słobidzkim uszkodzono ponad 10 budynków mieszkalnych, budynków gospodarczych, placówkę oświatową, budynki administracyjne, kawiarnie, sklepy, lokalne przedsiębiorstwa cywilne i samochody. Prokuratura Okręgowa poinformowała, że Rosjanie przeprowadzili nalot na fabrykę w Sumach, zabijając dwie osoby i raniąc 11 kolejnych. W wyniku ataku Rosji i pożaru w Sumach wzrosło stężenie dwutlenku siarki i azot]u w powietrzu.
Gubernator Wiaczesław Gładkow stwierdził, że co najmniej pięć osób zginęło, a 37 zostało rannych, w tym czworo dzieci, w wyniku ukraińskiego ostrzału Biełgorodu i jego okolic za pomocą wyrzutni RM-70 Wampir z amunicją kasetową. Atak spowodował znaczne szkody materialne, w tym potłuczone okna i uszkodzone fasady budynków mieszkalnych i firm. Ministerstwo Obrony Rosji podało, że w nocy zestrzelono 18 dronów nad Krymem (2) oraz w obwodach briańskim (11), kałuskim (4) i biełgorodzkim (1), dodając, że celem było również lotnisko w Kałudze. Nie zgłoszono żadnych uszkodzeń ani ofiar.
Armia amerykańska podpisała kontrakt z Javelin Joint Venture na produkcję broni przeciwpancernej FGM-148 Javelin oraz powiązanego sprzętu i usług za 1,3 miliarda dolarów. Ponad 4 tys. rakiet Javelin z tego kontraktu zostanie przekazanych Ukrainie w celu uzupełnienia zapasów. Przedstawiciel UE Josep Borrell powiedział, że przemysł europejski wciąż zwiększał moce produkcyjne, dlatego produkcja amunicji stale rosła. Unia Europejska dostarczyła Ukrainie ok. 700 tys. pocisków artyleryjskich 155 mm z obiecanego 1 miliona. Minister spraw zagranicznych Włoch Antonio Tajani powiedział, że Ukraina nie ma prawa używać włoskiej broni do ataków na terytorium Rosji, podkreślając, że Włochy nie są w stanie wojny z Rosją. Ogłosił również, że Włochy przekażą Ukrainie nowy system przeciwlotniczy SAMP-T. Ukraiński rząd oświadczył, że w ramach odbudowy Ukrainy Belgia przejmie odpowiedzialność za odbudowę dwóch obwodów oraz przeznaczy 165 mln dolarów na odbudowę infrastruktury cywilnej i energetycznej w obwodach kijowskim i czernihowskim.
Dowódca ukraińskich Sił Powietrznych generał porucznik Mykoła Ołeszczuk został odwołany przez prezydenta Zełenskiego i tymczasowo zastąpiony przez generała porucznika Anatolija Krywonożkę, co częściowo przypisano „wskazówkom”, że F-16, który rozbił się 26 sierpnia, został zestrzelony w wyniku „incydentu bratobójczego ognia”. Ponadto wcześniej ukraińska parlamentarzystka Marjana Bezula i Ołeszczuk spierali się o przyczynę utraty F-16. Centrum Łączności Strategicznej Sił Zbrojnych Ukrainy poinformowało, że Naczelny dowódca Ołeksandr Syrski oficjalnie mianował Romana Hladkiego szefem Sztabu Sił Systemów Bezzałogowych.
Jednostka Wsparcia ukraińskiej armii stwierdziła, że od rozpoczęcia rosyjskiej inwazji Ukraina odnotowała ponad 4 tys. przypadków użycia przez wojska rosyjskie broni chemicznej na linii frontu, z czego ponad 3100 przypadków miało miejsce od grudnia 2023 roku. To pokazywało, że liczba broni chemicznej używanej przez armię rosyjską gwałtownie wzrosła. Niektórzy żołnierze na froncie donosili kiedyś, że byli atakowani trującym gazem do sześciu razy dziennie, zwykle dwa do trzech razy w ciągu godziny.

### 31 sierpnia
Analitycy projektu DeepState podali, że rosyjskim żołnierzom udało się w nocy zdobyć wioskę Karliwka w obwodzie donieckim. Ponadto armia rosyjska posuwała się naprzód w Galicynowce, Stelmachiwce, a także w okolicach Dołyniwki i Piszczan.
W opinii ISW rosyjskie dowództwo mogło ponownie przeniesień ograniczone siły z priorytetowej operacji ofensywnej w kierunku Pokrowska w celu obrony przed ukraińską inwazją na obwód kurski, co sugerowało, że naciski operacyjne wynikające z ukraińskiej inwazji wpływały na rosyjskie operacje w każdym sektorze na całej linii frontu. Wojska ukraińskie kontynuowały ataki w obwodzie kurskim, ale nie było żadnych potwierdzonych ani deklarowanych postępów. Siły rosyjskie zrobiły postępy w okolicach Czasiw Jaru, Pokrowska i Doniecka. Według doniesień Rosjanie nie byli w stanie walczyć na Ukrainie w pełnej sile z powodu niedoborów siły roboczej i sprzętu, które były wynikiem nieskutecznej polityki wojennej Kremla. Brytyjskie MON podało, że w ciągu ostatniego tygodnia postęp wojsk rosyjskich w kierunku Pokrowska przyspieszył, w wyniku czego znalazły się w odległości 10 km od obrzeży miasta. Jednak „tempo postępu prawdopodobnie zwolni, gdy wojska rosyjskie wkroczą do zabudowanych obszarów Pokrowska”. Pokrowsk jest kluczowym węzłem logistycznym dla ukraińskich sił w obwodzie donieckim, a jeśli zostanie zdobyty, może znacznie wydłużyć i zakłócić ukraińskie linie zaopatrzeniowe. „To prawdopodobnie utrudni siłom ukraińskim szybkie uzupełnianie zapasów i manewrowanie zasobami do kilku kluczowych twierdz między Czasiw Jarem i Wuhłedarem”. Tempo działań na wszystkich pozostałych odcinkach frontu pozostawało niskie, bez istotnych zmian.
Dowódca ukraińskich Sił Lądowych Ukrainy generał Ołeksandr Pawluk oświadczył, że wojska rosyjskie „ścierają” zajęte przez Ukraińców miasto Sudża w obwodzie kurskim „z powierzchni ziemi”, regularnie ostrzeliwując i atakując je kierowanymi bombami lotniczymi i dronami kamikadze. 80 Brygada Powietrznodesantowa poinformowała, że od początku inwazji zdobyła siedem rosyjskich czołgów, w tym jeden T-90M, cztery T-80BVM i dwa T-72, które zostaną użyte przeciwko Rosjanom.
Gubernator Wadym Fiłaszkin powiedział, że pięć osób w wieku 24–38 lat zginęło w wyniku rosyjskiego ostrzału Czasiw Jaru, gdzie pociski uderzyły w dom i wieżowiec. Administracja Wojskowa poinformowała, że co najmniej jedna osoba zginęła, a cztery zostały ranne w rosyjskim ataku w obwodzie sumskim. W wyniku ataku uszkodzone zostały ciężarówki, które miały być użyte do zbioru i transportu plonów. Gubernator Ołeksandr Prokudin podał, że nad ranem siły rosyjskie ostrzelały miasto Berysław w obwodzie chersońskim. W wyniku ataku zginął 60-letni mieszkaniec, a kolejny został ranny. Gubernator Ołeh Siniehubow powiedział, że ok. 14:50 w Charkowie słychać było eksplozje. W wyniku ataku na Czerkaską Łozową w obwodzie charkowskim zginęły dwie osoby, a siedem zostało rannych.
Gubernator Wiaczesław Gładkow oświadczył, że pięć osób zginęło, a 46 zostało rannych, w tym siedmioro dzieci, w ukraińskim ataku na Biełgorod.
Minister obrony Ruben Brekelmans powiedział, że Holandia dostarczy Ukrainie 28 amfibii Viking Bandvagn S10, a holenderski korpus piechoty morskiej pomógł w szkoleniu ukraińskich żołnierzy w zakresie obsługi tych pojazdów.
Minister obrony Rustem Umierow podczas spotkania z wysokimi rangą urzędnikami USA przekazał listę celów w głębi Rosji, które Ukraina chce trafić amerykańskimi rakietami dalekiego zasięgu ATACMS oraz rozmawiał z amerykańskimi urzędnikami na temat zniesienia ograniczeń dotyczących użycia przez Ukrainę amerykańskiej broni dalekiego zasięgu. W innym wywiadzie dla mediów Umierow stwierdził, że odwołanie przez prezydenta Zełenskiego Dowódcy Sił Powietrznych Ukrainy Mykoły Ołeszczuka nie miało nic wspólnego z katastrofą myśliwca F-16, a było zwykłą rotacją stanowiskową.
Premier Mette Frederiksen powiedziała, że myśliwce F-16 przekazane przez Danię „pracują na Ukrainie”. Stwierdziła, że jest „niezwykle dumna”, że samoloty są w użyciu, dodając, że chciała je wysłać „od początku wojny”, jednak „Długo dyskutowaliśmy, czy to dobry pomysł, czy nie”. Frederiksen powiedziała, że ukraińscy piloci „wykonywali dobrą robotę”, jednakże dodała: „Niestety, niedawno straciliśmy jednego z nich”.